# Napoleão Bonaparte
Napoleão Bonaparte (Ajaccio, 15 de agosto de 1769 – Longwood, 5 de maio de 1821) foi um estadista e líder militar francês que ganhou destaque durante a Revolução Francesa e liderou várias campanhas militares de sucesso durante as Guerras Revolucionárias Francesas. Foi Imperador dos Franceses como Napoleão I de 1804 a 1814 e brevemente em 1815 durante os Cem Dias. Napoleão dominou os assuntos europeus e globais por mais de uma década, enquanto liderava a França contra uma série de coalizões nas guerras napoleônicas. Ele venceu a maioria desses conflitos e a grande maioria de suas batalhas, construindo um grande império que governava grande parte da Europa continental antes de seu colapso final em 1815. Ele é considerado um dos maiores comandantes da história e suas guerras e campanhas são estudadas em escolas militares em todo o mundo. O legado político e cultural de Napoleão perdurou como um dos líderes mais célebres e controversos da história da humanidade.
Ele nasceu na Córsega de uma família italiana relativamente modesta, da nobreza menor. Ele estava servindo como oficial de artilharia no exército francês quando a Revolução Francesa eclodiu em 1789. Ele rapidamente subiu nas fileiras dos militares, aproveitando as novas oportunidades apresentadas pela Revolução e tornando-se general aos 24 anos. O Diretório Francês acabou por lhe dar o comando do Exército da Itália depois que ele suprimiu a revolta dos 13 Vendémiaire contra o governo dos insurgentes realistas. Aos 26 anos, ele iniciou sua primeira campanha militar contra os austríacos e os monarcas italianos alinhados com os Habsburgos, sendo que venceu praticamente todas as batalhas e conquistou a Península Italiana em um ano, enquanto estabelecia "repúblicas irmãs" com apoio local e se tornando um herói de guerra na França. Em 1798, ele liderou uma expedição militar ao Egito que serviu de trampolim para o poder político. Ele orquestrou um golpe em novembro de 1799 e se tornou o primeiro cônsul da República.
Na primeira década do século XIX, o império francês sob comando de Napoleão se envolveu em uma série de conflitos com todas as grandes potências europeias, as Guerras Napoleônicas. Após uma sequência de vitórias, a França garantiu uma posição dominante na Europa continental, e Napoleão manteve a esfera de influência da França, através da formação de amplas alianças e a nomeação de amigos e familiares para governar os outros países europeus como dependentes da França. As campanhas de Napoleão são até hoje estudadas nas academias militares de quase todo o mundo. A Campanha da Rússia em 1812 marcou uma virada na sorte de Napoleão. Seu Grande Armée foi seriamente danificado na campanha e nunca se recuperou totalmente. Em 1813, a Sexta Coligação derrotou suas forças em Leipzig. No ano seguinte, a coligação invadiu a França, forçou Napoleão a abdicar e o exilou na ilha de Elba. Napoleão escapou de Elba em fevereiro de 1815 e assumiu o controle da França mais uma vez. Os Aliados responderam formando uma Sétima Coalizão que o derrotou na Batalha de Waterloo, em junho. Os britânicos o exilaram para a remota ilha de Santa Helena, no Atlântico Sul, onde morreu seis anos depois, aos 51 anos.
A influência de Napoleão no mundo moderno trouxe reformas liberais para os vários territórios que ele conquistou e controlou, como os Países Baixos, a Suíça e grandes partes da Itália e da Alemanha modernas. Ele implementou políticas liberais fundamentais na França e em toda a Europa Ocidental. Seu Código Napoleônico influenciou os sistemas legais de mais de 70 nações em todo o mundo. O historiador britânico Andrew Roberts declara: "As ideias que sustentam nosso mundo moderno — meritocracia, igualdade perante a lei, direitos de propriedade, tolerância religiosa, educação secular moderna, finanças sólidas etc. — foram defendidas, consolidadas, codificadas e estendidas geograficamente por Napoleão. Além disso, ele também acrescentou uma administração local racional e eficiente, o fim do banditismo rural, o incentivo à ciência e às artes, a abolição do feudalismo e a maior codificação de leis desde a queda do Império Romano".

## Juventude

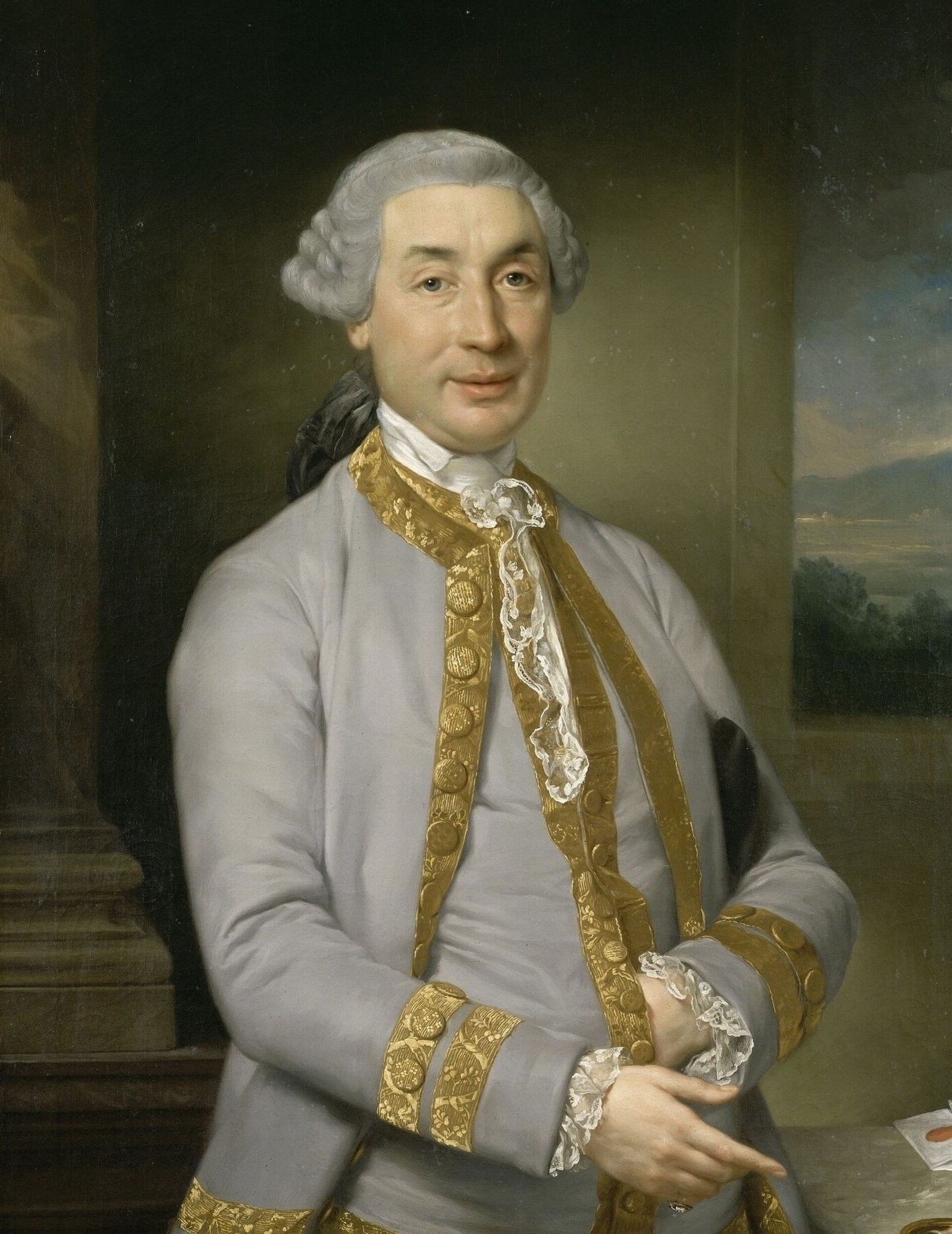
O pai de Napoleão, o nobre italiano Carlo Buonaparte, era o representante da Córsega na corte de Luís XVI

Os ancestrais de Napoleão descendiam da nobreza italiana menor de origem toscana que vieram para a Córsega da Ligúria no século XVI. Napoleão se vangloriou de sua herança italiana dizendo: "Eu sou da raça que funda impérios" e ele se referiu a si mesmo como "mais italiano ou toscano do que corso". Seus pais, Carlo Maria di Buonaparte e Maria Letizia Ramolino, mantiveram um lar ancestral chamado "Casa Buonaparte" em Ajaccio. Napoleão nasceu lá em 15 de agosto de 1769, seu quarto filho e terceiro menino. Um menino e uma menina nasceram primeiro, mas morreram na infância. Ele tinha um irmão mais velho, José, e os irmãos Luciano, Elisa, Luís, Paulina, Carolina e Jerônimo. Napoleão foi batizado como católico. Embora ele tenha nascido Napoleone di Buonaparte, ele mudou seu nome para Napoleon Bonaparte quando tinha 27 anos em 1796 após seu primeiro casamento.
Napoleão nasceu no mesmo ano em que a República de Gênova, uma antiga comuna da Itália, transferiu a Córsega para a França. O Estado vendeu direitos de soberania um ano antes de seu nascimento em 1768 e a ilha foi conquistada pela França durante o ano de seu nascimento e formalmente incorporada como província em 1770, depois de 500 anos sob o domínio genovês e 14 anos de independência. Os pais de Napoleão lutaram contra os franceses para manter a independência, mesmo quando Maria estava grávida dele. Seu pai era um advogado que foi nomeado representante da Córsega na corte de Luís XVI em 1777.
A influência dominante da infância de Napoleão foi sua mãe, cuja firme disciplina conteve uma criança indisciplinada. Mais tarde na vida, Napoleão declarou: "O destino futuro da criança é sempre o trabalho da mãe". A avó materna de Napoleão havia se casado com a família suíça Fesch em seu segundo casamento e o tio de Napoleão, o cardeal Joseph Fesch, cumpriria um papel de protetor da família Bonaparte por alguns anos. A formação nobre e moderadamente rica de Napoleão lhe proporcionou maiores oportunidades de estudar do que as disponíveis para um típico corso da época.

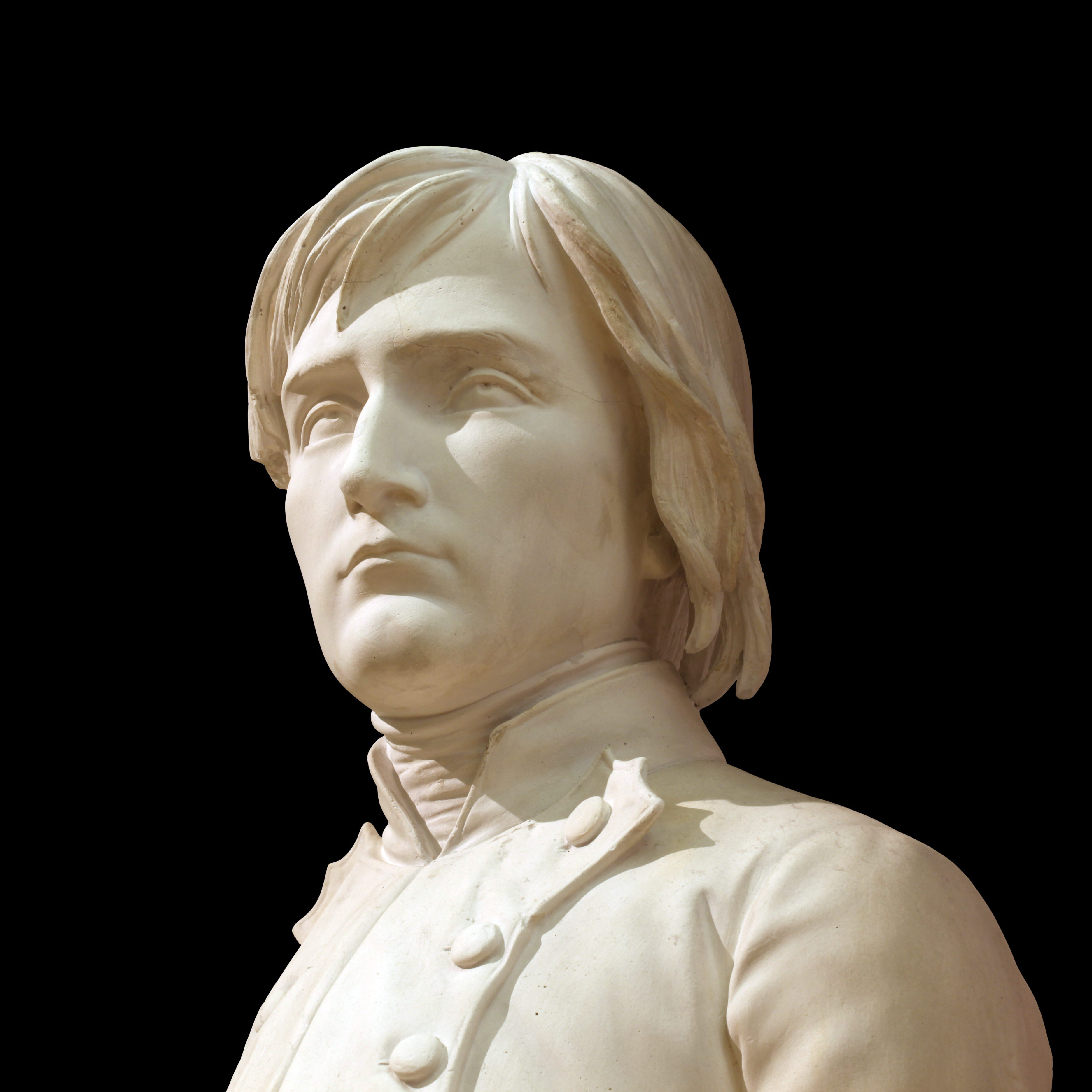
Estátua de Bonaparte aos 15 anos

Quando ele completou 9 anos, mudou-se para o continente francês e se matriculou em uma escola religiosa em Autun em janeiro de 1779. Em maio, ele se transferiu com uma bolsa de estudos para uma academia militar em Brienne-le-Château. Na juventude, ele foi um nacionalista franco da Córsega e apoiou a independência do Estado da França. Como muitos corsos, Napoleão falava e lia corso (como língua materna) e italiano (como língua oficial da Córsega). Ele começou a aprender francês na escola por volta dos 10 anos. Embora tenha se tornado fluente em francês, ele falava com um sotaque distinto da Córsega e nunca aprendeu a escrever corretamente em francês. No entanto, ele não era um caso isolado, pois estimava-se em 1790 que menos de 3 milhões de pessoas, da população de 28 milhões de franceses, eram capazes de falar o francês padrão, e os que podiam escrevê-lo eram ainda menos.
Napoleão era rotineiramente intimidado por seus pares por seu sotaque, local de nascimento, baixa estatura, maneirismos e incapacidade de falar francês rapidamente. Bonaparte tornou-se reservado e melancólico, aplicando-se à leitura. Um examinador observou que Napoleão "sempre se destacou por sua aplicação na matemática. Ele é bastante familiarizado com história e geografia… Esse garoto seria um excelente marinheiro". No início da idade adulta, ele pretendeu brevemente tornar-se escritor; ele escreveu sobre a história da Córsega e uma novela romântica.
Após a conclusão de seus estudos em Brienne, em 1784, Napoleão foi admitido na École Militaire em Paris. Ele treinou para se tornar um oficial de artilharia e, quando a morte de seu pai reduziu sua renda, foi forçado a concluir o curso de dois anos em um ano. Ele foi o primeiro corso a se formar na École Militaire e foi examinado pelo famoso cientista Pierre-Simon Laplace.

## Início de carreira

Napoleão Bonaparte, 23 anos, como tenente-coronel de um batalhão de voluntários republicanos da Córsega. Retrato de Henri Félix Emmanuel Philippoteaux

Ao se formar em setembro de 1785, Bonaparte foi oficializado como segundo tenente no regimento de artilharia. Ele serviu em Valence e Auxonne até depois do início da Revolução em 1789 e tirou quase dois anos de licença na Córsega e Paris durante esse período. Naquela época, ele era um nacionalista corso fervoroso e escreveu ao líder corso Pasquale Paoli em maio de 1789: "Enquanto a nação estava morrendo, eu nasci. Trinta mil franceses foram vomitados em nossas costas, afogando o trono da liberdade em ondas de sangue. Essa foi a visão odiosa que foi a primeira a me impressionar".
Ele passou os primeiros anos da Revolução na Córsega, lutando em um complexo conflito de três vias entre monarquistas, revolucionários e nacionalistas da Córsega. Ele era um defensor do movimento republicano jacobino, organizando clubes na Córsega, e recebeu o comando de um batalhão de voluntários. Ele foi promovido a capitão do exército regular em julho de 1792, apesar de exceder sua licença e liderar uma revolta contra as tropas francesas.
Ele entrou em conflito com Paoli, que havia decidido se separar da França e sabotar a contribuição da Córsega à Expédition de Sardaigne, impedindo um ataque francês à ilha da Sardenha em La Maddalena. Bonaparte e sua família fugiram para o continente francês em junho de 1793 por causa da separação com Paoli.

### Cerco a Toulon

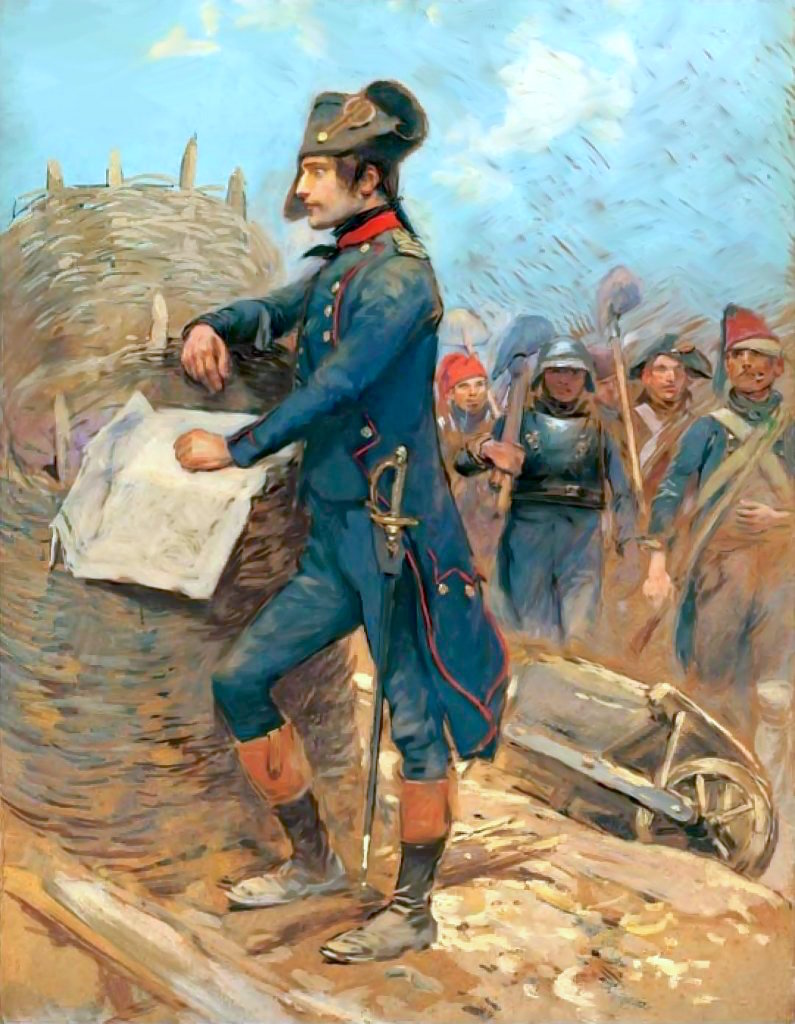
Bonaparte no cerco de Toulon

Em julho de 1793, Bonaparte publicou um panfleto pró-republicano intitulado Le souper de Beaucaire (Ceia em Beaucaire) que lhe valeu o apoio de Augustin Robespierre, irmão mais novo do líder revolucionário Maximilien de Robespierre. Com a ajuda de seu colega corso Antoine Christophe Saliceti, Bonaparte foi nomeado comandante de artilharia das forças republicanas no cerco de Toulon.
Ele adotou um plano para capturar uma colina onde armas republicanas poderiam dominar o porto da cidade e forçar os britânicos a evacuar. O ataque à posição levou à captura da cidade, mas durante ela Bonaparte foi ferido na coxa. Ele foi promovido a general de brigada aos 24 anos. Chamando a atenção do Comitê de Segurança Pública, ele foi encarregado da artilharia do Exército da Itália na França.
Napoleão passou algum tempo como inspetor de fortificações costeiras na costa do Mediterrâneo, perto de Marselha, enquanto aguardava a confirmação do posto do Exército da Itália. Ele elaborou planos para atacar o Reino da Sardenha como parte da campanha da França contra a Primeira Coalizão. Augustin Robespierre e Saliceti estavam prontos para ouvir o recém-promovido general de artilharia.
O exército francês executou o plano de Bonaparte na Batalha de Saorgio, em abril de 1794, e depois avançou para capturar Ormea nas montanhas. De Ormea, seguiram para o oeste para flanquear as posições austro-sardenha em torno de Saorge. Depois dessa campanha, Augustin Robespierre enviou Bonaparte em missão à República de Gênova para determinar as intenções daquele país em relação à França.

### 13 Vendémiaire
Alguns contemporâneos alegaram que Bonaparte foi posto em prisão domiciliar em Nice por sua associação com os Robespierres após a queda na Reação Termidoriana em julho de 1794, mas o secretário de Napoleão, Bourrienne, contestou a alegação em suas memórias. Segundo Bourrienne, o ciúme entre o Exército dos Alpes e o Exército da Itália (com quem Napoleão era destacado na época) era o responsável. Bonaparte enviou uma defesa apaixonada em uma carta ao comissário Saliceti, e posteriormente foi absolvido de qualquer irregularidade. Ele foi libertado em duas semanas e, devido às suas habilidades técnicas, foi convidado a elaborar planos para atacar posições italianas no contexto da guerra da França com a Áustria. Ele também participou de uma expedição para recuperar a Córsega dos britânicos, mas os franceses foram repelidos pela Marinha Real Britânica.
Em 1795, Bonaparte ficou noivo de Désirée Clary, filha de François Clary. A irmã de Désirée, Julie, havia se casado com o irmão mais velho de Bonaparte, José. Em abril de 1795, ele foi designado para o Exército do Oeste, que estava envolvido na Guerra da Vendéia — uma guerra civil, contra-revolucionária e monarquista em Vendée, uma região no oeste da França central. No comando de infantaria, foi rebaixado do posto de general de artilharia — para o qual o exército já tinha uma cota total — e ele alegou ter saúde precária para evitar o destacamento.

Journée du 13 Vendémiaire, fogo de artilharia em frente à Igreja de Saint-Roch, Paris, Rue Saint-Honoré

Ele foi transferido para o Bureau de Topografia do Comitê de Segurança Pública e procurou, sem sucesso, ser transferido para Constantinopla, a fim de oferecer seus serviços ao sultão turco. Durante esse período, ele escreveu a novela romântica Clisson et Eugénie, sobre um soldado e seu amante, em um claro paralelo ao relacionamento de Bonaparte com Désirée. Em 15 de setembro, Bonaparte foi retirado da lista de generais em serviço regular por sua recusa em servir na campanha da Vendeia. Ele enfrentou uma situação financeira difícil e reduziu as perspectivas de carreira.
Em 3 de outubro, os monarquistas de Paris declararam uma rebelião contra a Convenção Nacional. Paul Barras, líder da Reação Termidoriana, conhecia as façanhas militares de Bonaparte em Toulon e deu-lhe o comando das forças improvisadas em defesa da Convenção no Palácio das Tulherias. Napoleão vira o massacre da Guarda Suíça do rei três anos antes e percebeu que a artilharia seria a chave para sua defesa.
Ele ordenou que um jovem oficial da cavalaria chamado Joaquim Murat confiscasse grandes canhões e os usou para repelir os atacantes em 5 de outubro de 1795 (13 Vendémiaire An IV no calendário republicano francês) — 1400 monarquistas morreram e o resto fugiu. Ele havia limpado as ruas com "um cheiro de uva ", de acordo com o historiador do século XIX Thomas Carlyle em A Revolução Francesa: Uma História.
A derrota da insurreição monarquista extinguiu a ameaça à Convenção e rendeu a Bonaparte fama repentina, riqueza e patrocínio do novo governo, o Diretório. Murat casou-se com uma das irmãs de Napoleão, tornando-se seu cunhado; ele também serviu sob o governo de Napoleão como um de seus generais. Bonaparte foi promovido a comandante do Interior e recebeu o comando do exército da Itália.
Dentro de semanas, ele estava envolvido romanticamente com Jossefina de Beauharnais, a ex-amante de Barras. Os dois se casaram em 9 de março de 1796 em uma cerimônia civil.

### Primeira Campanha Italiana

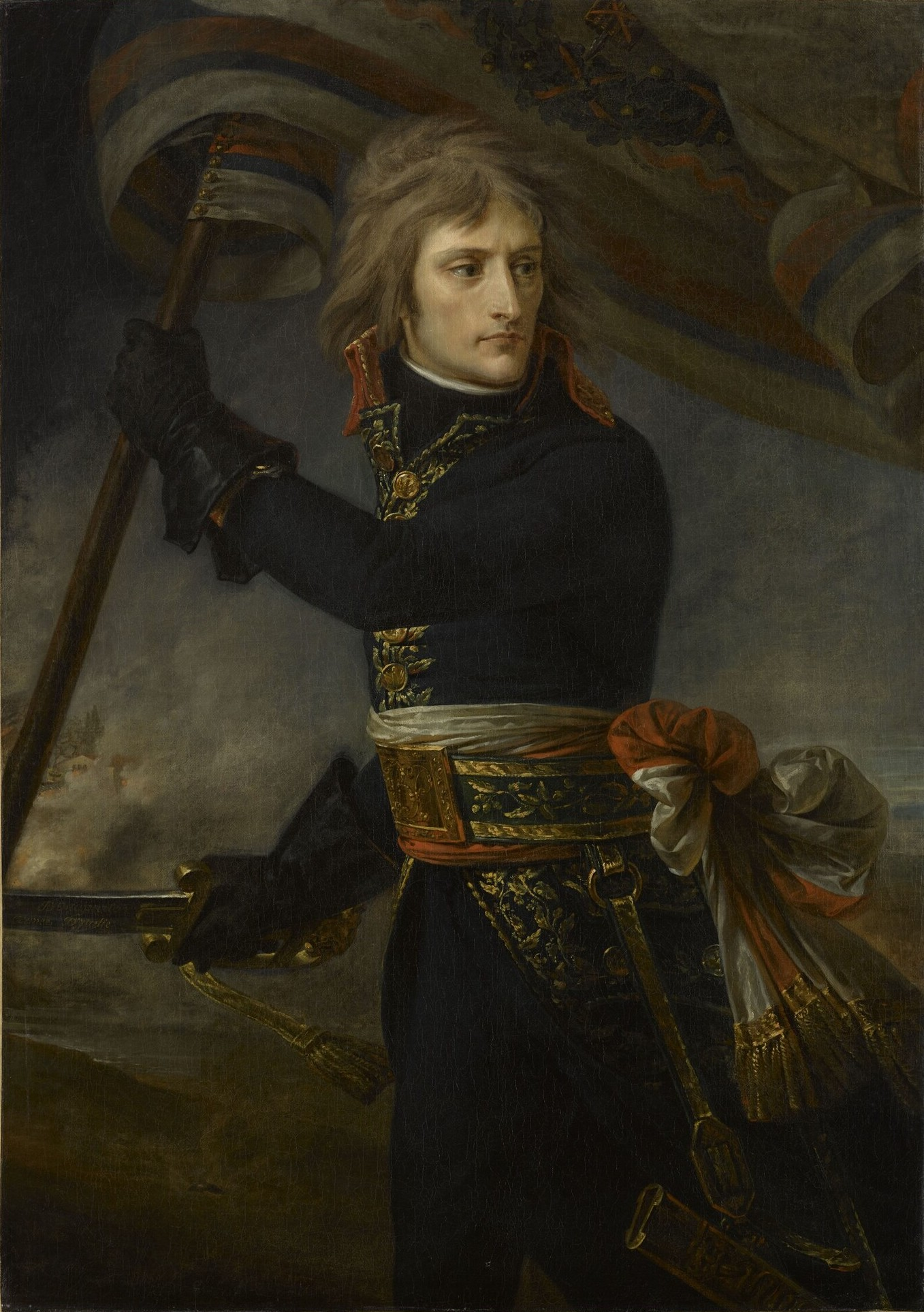
Bonaparte na Pont d'Arcole, do Barão Antoine-Jean Gros, (c. 1801), Museu do Louvre, Paris

Dois dias após o casamento, Bonaparte deixou Paris para assumir o comando do Exército da Itália. Ele imediatamente entrou na ofensiva, na esperança de derrotar as forças do Piemonte antes que seus aliados austríacos pudessem intervir. Em uma série de vitórias rápidas durante a Campanha de Montenotte, ele derrubou o Piemonte da guerra em duas semanas. Os franceses então concentraram-se nos austríacos pelo restante da guerra, cujo destaque se tornou a prolongada luta por Mântua. Os austríacos lançaram uma série de ofensivas contra os franceses para romper o cerco, mas Napoleão derrotou todos os esforços de socorro, marcando vitórias nas batalhas de Castiglione, Bassano, Arcole e Rivoli. O triunfo decisivo da França em Rivoli, em janeiro de 1797, levou ao colapso da posição austríaca na Itália. Em Rivoli, os austríacos perderam até 14 mil homens, enquanto os franceses perderam cerca de 5 mil.
A próxima fase da campanha contou com a invasão francesa no coração dos Habsburgos. As forças francesas no sul da Alemanha foram derrotadas pelo austríaco arquiduque Carlos em 1796, mas o arquiduque retirou suas forças para proteger Viena depois de aprender sobre a forma de ataque de Napoleão. No primeiro encontro entre os dois comandantes, Napoleão afastou seu oponente e avançou profundamente no território austríaco depois de vencer na Batalha de Tarvis, em março de 1797. Os austríacos ficaram alarmados com o impulso francês que chegou até Leoben, cerca de 100 km de Viena, e finalmente decidiu negociar pela paz. O Tratado de Leoben, seguido pelo mais abrangente Tratado de Campoformio, deu à França o controle da maior parte do norte da Itália e dos Países Baixos, e uma cláusula secreta prometeu a República de Veneza para a Áustria. Bonaparte marchou sobre Veneza e forçou sua rendição, encerrando 1 100 anos de independência da cidade. Ele também autorizou os franceses a saquear tesouros como os Cavalos de São Marcos.
Sua aplicação de ideias militares convencionais a situações do mundo real permitiu seus triunfos militares, como o uso criativo da artilharia como força móvel para apoiar sua infantaria. Ele afirmou mais tarde na vida: "Lutei sessenta batalhas e não aprendi nada que não sabia no início. Olhe para César; ele lutou contra o primeiro como o último".

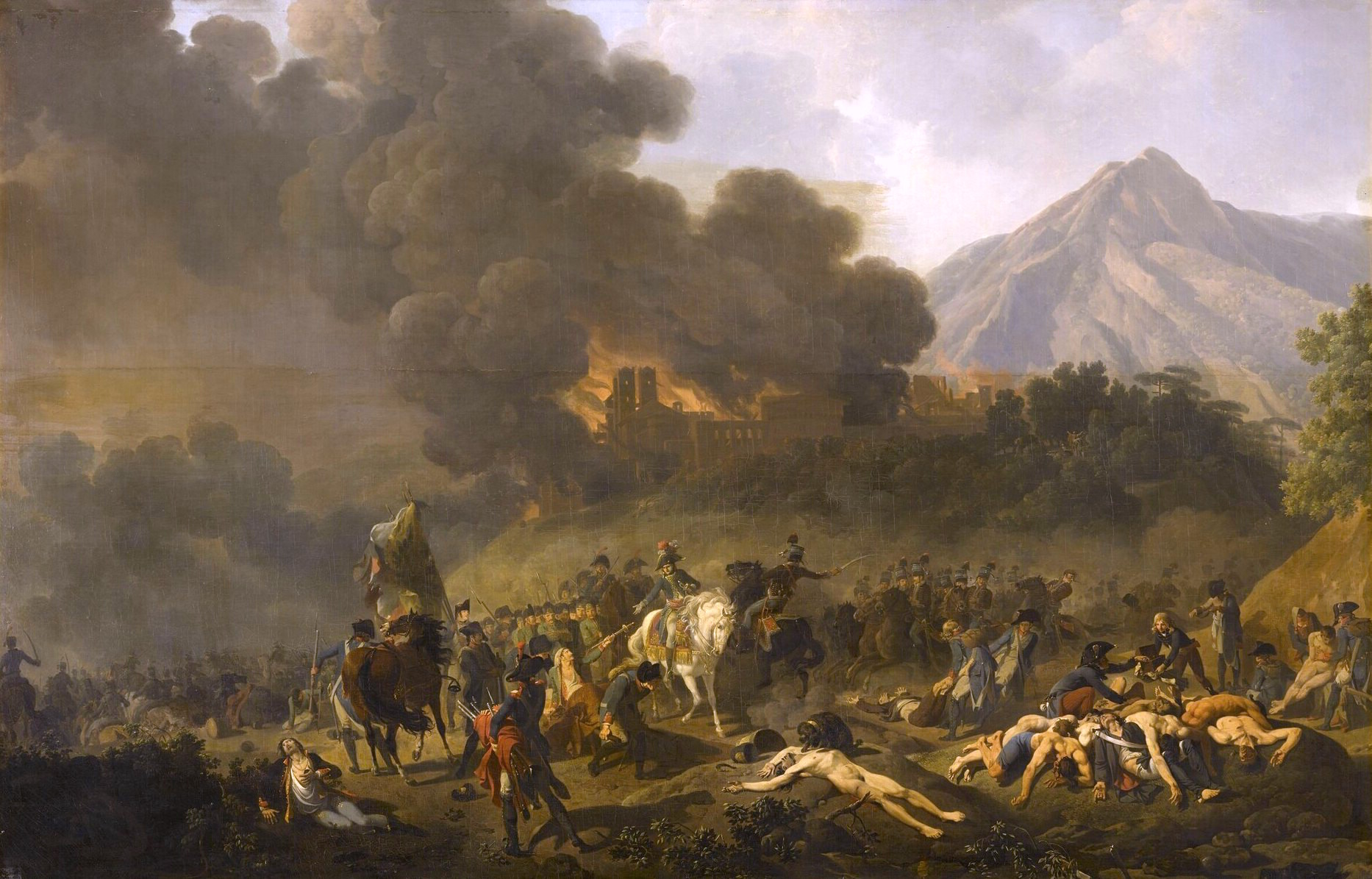
Bonaparte durante a campanha italiana em 1797

Bonaparte poderia vencer batalhas ocultando o destacamento de tropas e concentrando suas forças na "articulação" da frente enfraquecida de um inimigo. Se ele não pudesse usar sua favorita estratégia de pinça, ele assumia a posição central e atacava duas forças cooperantes em suas dobradiças: girava para lutar contra uma até que ela fugisse, depois se virava para a outra. Nesta campanha italiana, o exército de Bonaparte capturou 150 mil prisioneiros, 540 canhões e 170 bandeiras. O exército francês travou 67 ações e venceu 18 batalhas com a tecnologia de artilharia superior e as táticas de Bonaparte.
Durante a campanha, Bonaparte tornou-se cada vez mais influente na política francesa. Ele fundou dois jornais: um para as tropas em seu exército e outro para circulação na França. Os monarquistas atacaram Bonaparte por saquear a Itália e advertiram que ele poderia se tornar um ditador. As forças de Napoleão extraíram cerca de 45 milhões de dólares em fundos da Itália durante sua campanha no país e outros 12 milhões de dólares em metais preciosos e joias. Suas forças também confiscaram mais de trezentas pinturas e esculturas de valor inestimável.
Bonaparte enviou o general Pierre Augereau a Paris para liderar um golpe de Estado e expurgar os monarquistas em 4 de setembro — golpe de 18 Frutidor. Isso deixou Barras e seus aliados republicanos no controle novamente, mas dependentes de Bonaparte, que iniciou as negociações de paz com a Áustria. Essas negociações resultaram no Tratado de Campoformio e Bonaparte retornou a Paris em dezembro como um herói. Ele conheceu Talleyrand, o novo ministro das Relações Exteriores da França e eles começaram a se preparar para uma invasão da Grã-Bretanha.

### Expedição egípcia

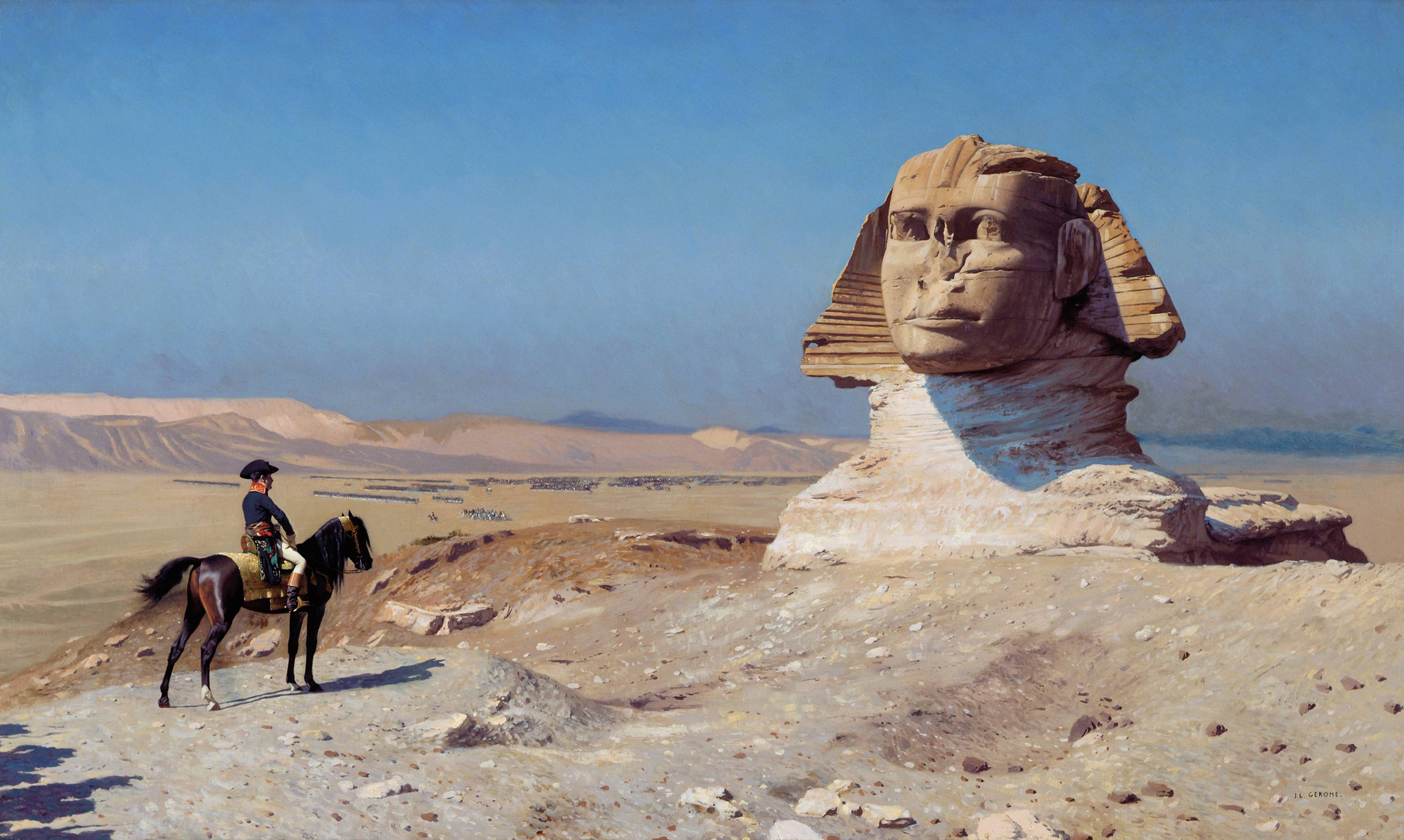
Bonaparte Ante a Esfinge (c. 1886) de Jean-Léon Gérôme, Hearst Castle

Após dois meses de planejamento, Bonaparte decidiu que o poder naval da França ainda não era forte o suficiente para enfrentar a Marinha Real Britânica. Ele decidiu por uma expedição militar para tomar o Egito e, assim, minar o acesso da Grã-Bretanha aos seus interesses comerciais na Índia. Bonaparte desejava estabelecer uma presença francesa no Oriente Médio, ligando-se a Tipu, o sultão de Mysore que travou as longas quatro guerras Anglo-Maiçor durante a invasão britânica da Índia. Napoleão assegurou ao Diretório que "assim que conquistasse o Egito, ele estabeleceria relações com os príncipes indianos e, juntamente com eles, atacaria os ingleses em seus domínios". O Diretório concordou em garantir uma rota comercial para a Índia.
Em maio de 1798, Bonaparte foi eleito membro da Academia Francesa de Ciências. Sua expedição egípcia incluiu um grupo de 167 cientistas, entre matemáticos, naturalistas, químicos e geodesistas. Suas descobertas incluíram a Pedra de Roseta e seu trabalho foi publicado na Description de l'Égypte em 1809.
A caminho do Egito, Bonaparte chegou a Malta em 9 de junho de 1798, controlada pela ordem dos Cavaleiros Hospitalários. O grão-mestre Ferdinand von Hompesch zu Bolheim se rendeu sem resistir, e assim Bonaparte capturou uma importante base naval com a perda de apenas três homens.
O general Bonaparte e sua expedição escaparam às buscas em seu encalço feitas pela Marinha Real Britânica, e desembarcaram em Alexandria em 1º de julho. Ele travou a Batalha de Shubra Khit contra os mamelucos, a casta militar dominante do Egito. Isso ajudou os franceses a praticar sua tática defensiva para a Batalha das Pirâmides, travada em 21 de julho, por volta de 24 km das pirâmides. As forças do general Bonaparte, de 25 mil, eram aproximadas às da cavalaria egípcia dos mamelucos. Vinte e nove franceses e aproximadamente dois mil egípcios foram mortos. A vitória impulsionou o moral do exército francês.

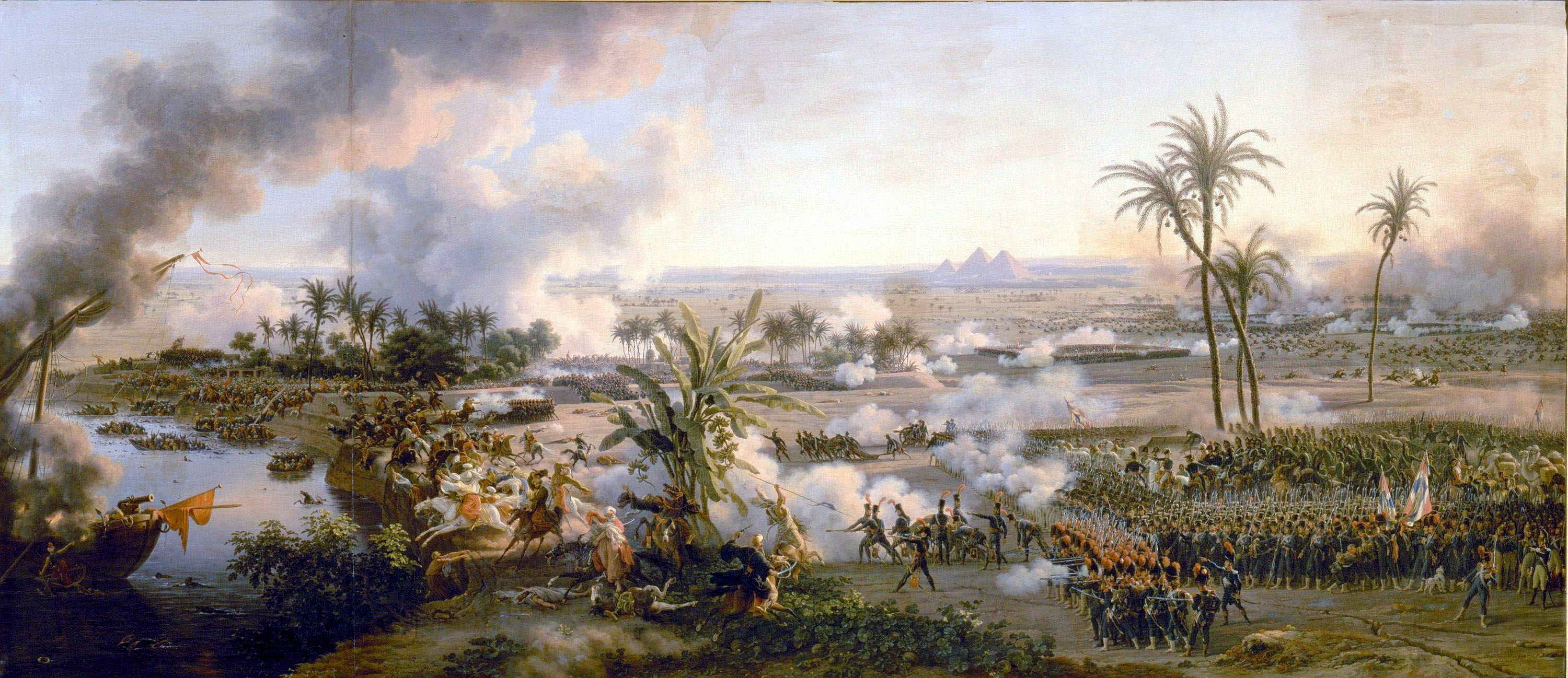
Batalha das Pirâmides em 21 de julho de 1798 de Louis-François, Baron Lejeune, 1808

Em 1º de agosto de 1798, a frota britânica sob comando de Horatio Nelson capturou ou destruiu todos, exceto dois navios franceses na Batalha do Nilo, derrotando o objetivo de Bonaparte de fortalecer a posição francesa no Mediterrâneo. Seu exército conseguiu um aumento temporário do poder francês no Egito, apesar de enfrentar repetidas revoltas. No início de 1799, ele transferiu um exército para a província otomana de Damasco (Síria e Galiléia). Bonaparte liderou esses 13 mil soldados franceses na conquista das cidades costeiras de Arish, Gaza, Jaffa e Haifa. O ataque a Jaffa foi particularmente brutal. Bonaparte descobriu que muitos dos defensores eram ex-prisioneiros de guerra em liberdade condicional, por isso ordenou que a guarnição e 1 400 prisioneiros fossem executados por baioneta ou afogamento para economizar balas. Homens, mulheres e crianças foram roubados e assassinados por três dias.
Bonaparte começou com um exército de 13 mil homens; 1,5 mil desapareceram, 1,2 mil morreram em combate e milhares morreram de doenças — principalmente a peste bubônica. Ele não conseguiu reduzir a fortaleza do Acre, então marchou com seu exército de volta ao Egito em maio. Para acelerar o retiro, Bonaparte ordenou que os homens atingidos pela peste fossem envenenados com ópio; o número de mortos permanece em disputa, variando de um mínimo de 30 a um máximo de 580. Ele também trouxe mil homens feridos. De volta ao Egito, em 25 de julho, Bonaparte derrotou uma invasão anfíbia otomana em Abukir.

## Governante da França

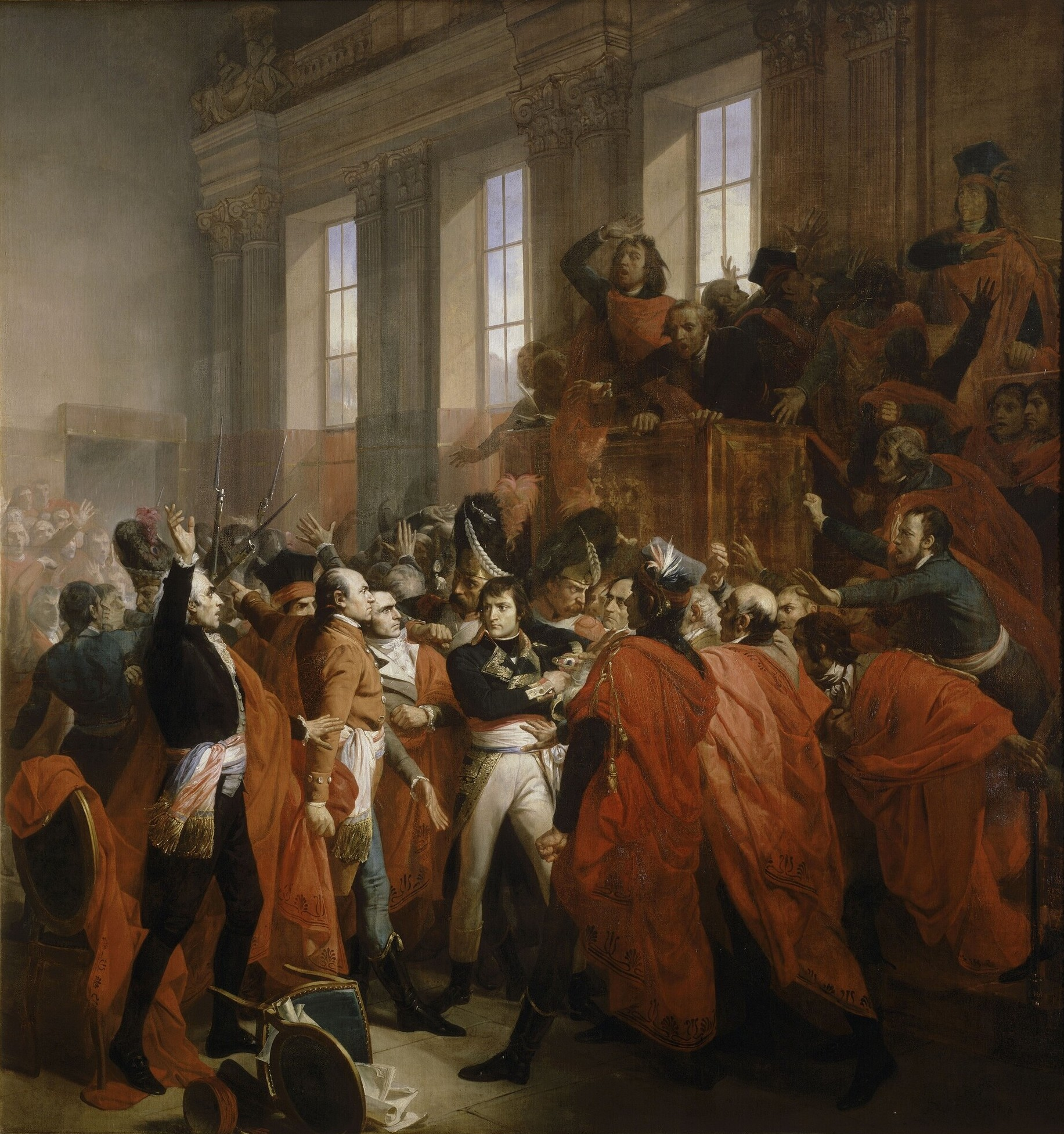
General Bonaparte cercado por membros do Conselho dos Quinhentos durante o golpe de 18 de Brumaire, de François Bouchot

Enquanto estava no Egito, Bonaparte se manteve informado dos assuntos europeus. Ele soube que a França havia sofrido uma série de derrotas na Guerra da Segunda Coalizão. Em 24 de agosto de 1799, ele aproveitou a partida temporária de navios britânicos dos portos costeiros franceses e partiu para a França continental, apesar de não ter recebido ordens explícitas de Paris. O exército ficou a cargo de Jean-Baptiste Kléber.
Desconhecido por Bonaparte, o Diretório havia enviado ordens para que ele voltasse para evitar possíveis invasões do solo francês, mas más linhas de comunicação impediam a entrega dessas mensagens. Quando chegou a Paris em outubro, a situação da França havia sido melhorada por uma série de vitórias. A República, no entanto, estava falida e o Diretório ineficaz era impopular com a população francesa. O Diretório discutia a "deserção" de Bonaparte, mas era fraco demais para puni-lo.
Apesar das falhas no Egito, Napoleão voltou às boas-vindas de um herói. Ele firmou uma aliança com o diretor Emmanuel Joseph Sieyès, seu irmão Luciano Bonaparte, o presidente do Conselho dos Quinhentos, Roger Ducos, o diretor Joseph Fouché e Talleyrand; assim eles derrubaram o Diretório através de um golpe de Estado em 9 de novembro de 1799 ("o 18 Brumaire" de acordo com o calendário revolucionário), fechando o Conselho dos Quinhentos. Napoleão tornou-se "primeiro cônsul" por dez anos, com dois cônsules nomeados por ele que tinham apenas vozes consultivas. Seu poder foi confirmado pela nova "Constituição do Ano VIII", originalmente criada por Sieyès para dar a Napoleão um papel menor, mas reescrita por Napoleão e aceita pelo voto popular direto (3 milhões a favor, 1 567 contra). A constituição preservou a aparência de uma república, mas, na realidade, estabeleceu uma ditadura.

### Consulado da França

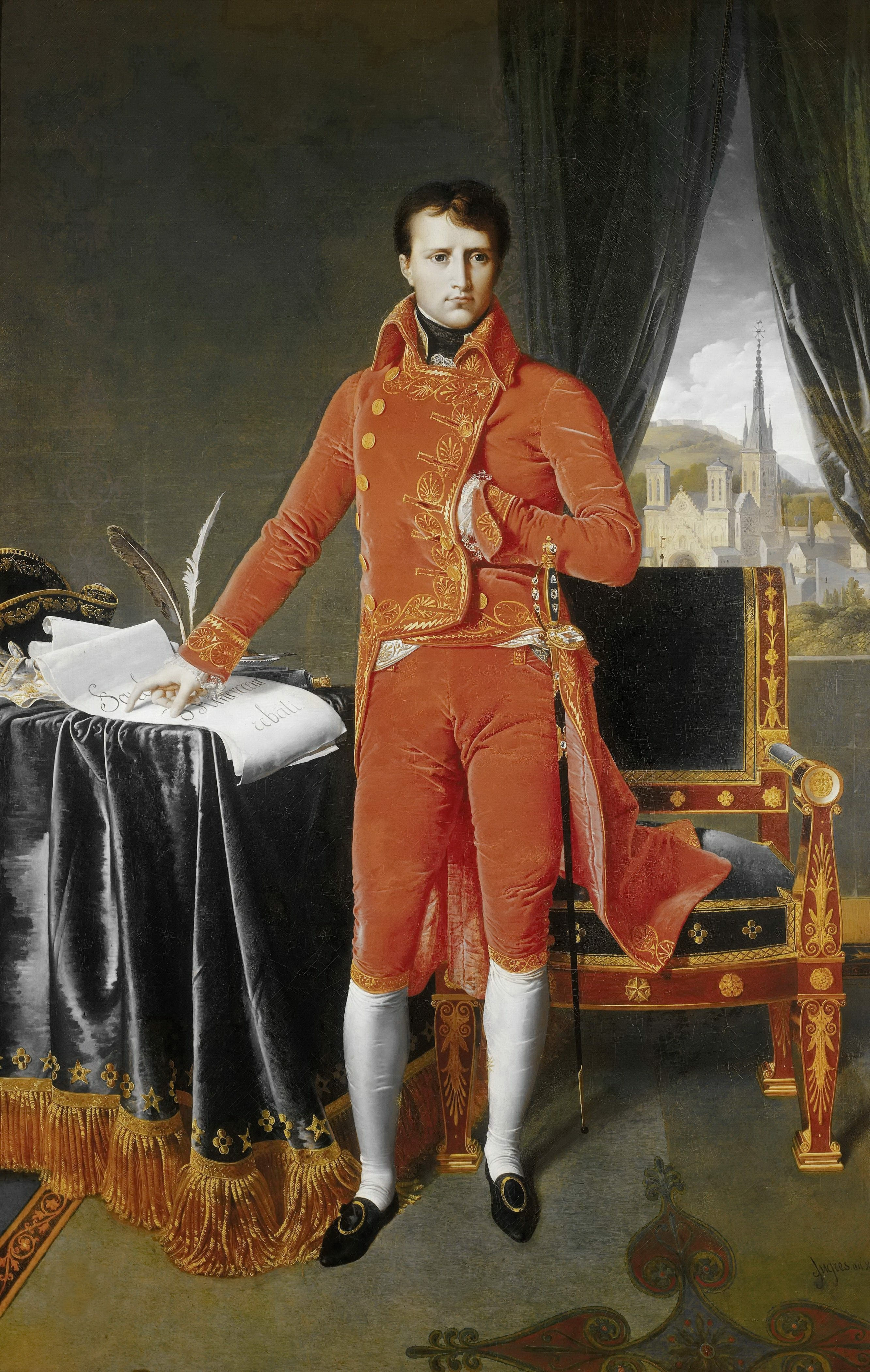
Bonaparte, primeiro cônsul, de Ingres. Colocar a mão dentro do colete era frequentemente usado em retratos de governantes para indicar liderança calma e estável

Napoleão estabeleceu um sistema político que o historiador Martyn Lyons chamou de "ditadura por plebiscito". Preocupado com as forças democráticas desencadeadas pela Revolução, mas não querendo ignorá-las completamente, Napoleão recorreu a consultas eleitorais regulares com o povo francês em seu caminho para o poder imperial. Ele redigiu a Constituição do ano VIII e garantiu sua própria eleição como primeiro cônsul, residindo nas Tulherias. A constituição foi aprovada em um plebiscito fraudulento realizado em janeiro seguinte, com 99,94% oficialmente listado como voto "sim".
O irmão de Napoleão, Luciano, falsificou os números para mostrar que 3 milhões de pessoas haviam participado do plebiscito. O número real foi de 1,5 milhão. Observadores políticos na época supunham que o público votante francês elegível continha cerca de 5 milhões de pessoas, então o regime duplicou artificialmente a taxa de participação para indicar entusiasmo popular pelo consulado. Nos primeiros meses do consulado, com a guerra na Europa ainda violenta e a instabilidade interna ainda atormentando o país, o domínio de Napoleão no poder permaneceu muito tênue.
Na primavera de 1800, Napoleão e suas tropas cruzaram os Alpes suíços rumo a Itália, com o objetivo de surpreender os exércitos austríacos que haviam reocupado a península quando Napoleão ainda estava no Egito. Após uma difícil travessia pelos Alpes, o exército francês entrou nas planícies do norte da Itália praticamente sem oposição. Enquanto um exército francês se aproximava do norte, os austríacos estavam ocupados com outro estacionado em Gênova, cercado por uma força substancial. A feroz resistência deste exército francês, sob comando de André Masséna, deu à força do norte algum tempo para realizar suas operações com pouca interferência.
Depois de passar vários dias procurando um pelo outro, os dois exércitos colidiram na Batalha de Marengo em 14 de junho. O inimigo austríaco general Melas tinha uma vantagem numérica, tendo cerca de 30 mil soldados austríacos, enquanto Napoleão comandava 24 mil tropas francesas. A batalha começou favoravelmente para os austríacos quando o ataque inicial surpreendeu os franceses e gradualmente os levou a recuar. Melas afirmou que havia vencido a batalha e se retirou para sua sede por volta das 15 horas, deixando seus subordinados encarregados de perseguir os franceses. As linhas francesas nunca quebraram durante seu retiro tático. Napoleão constantemente cavalgava entre as tropas pedindo-lhes que se levantassem e lutassem.
No final da tarde, uma divisão completa sob Desaix chegou ao campo e reverteu a maré da batalha. Uma série de barreiras de artilharia e cavalaria dizimaram o exército austríaco, que fugiu do rio Bormida de volta para a cidade piemontesa de Alexandria, deixando para trás 14 mil baixas. No dia seguinte, o exército austríaco concordou em abandonar o norte da Itália mais uma vez com a Convenção de Alexandria, que lhes concedia passagem segura para solo amigável em troca de suas fortalezas em toda a região.

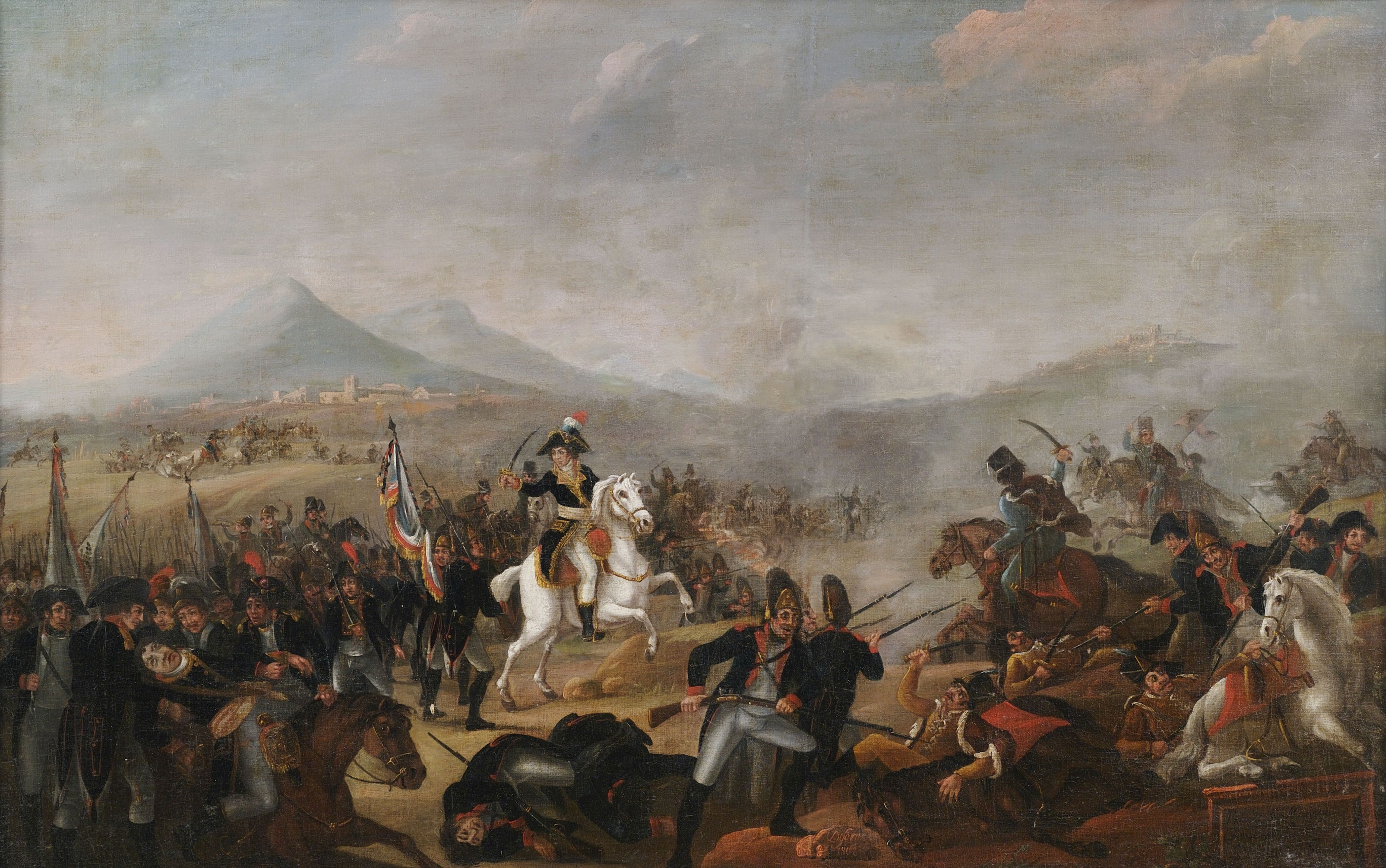
A Batalha de Marengo foi a primeira grande vitória de Napoleão como chefe de Estado

Embora os críticos tenham culpado Napoleão por vários erros táticos anteriores à batalha, eles também elogiaram sua audácia por escolher uma estratégia de campanha arriscada, optando por invadir a península italiana do norte quando a grande maioria das invasões francesas vieram do oeste, próximo ou ao longo do litoral. Como Chandler aponta, Napoleão passou quase um ano tirando os austríacos da Itália em sua primeira campanha. Em 1800, ele levou apenas um mês para atingir o mesmo objetivo. O estrategista e marechal de campo alemão Alfred von Schlieffen concluiu que "Bonaparte não aniquilou seu inimigo, mas o eliminou e o tornou inofensivo" enquanto "[atingiu] o objetivo da campanha: a conquista do norte da Itália".
O triunfo de Napoleão em Marengo garantiu sua autoridade política e aumentou sua popularidade em casa, mas não levou a uma paz imediata. O irmão de Bonaparte, José, liderou as complexas negociações em Lunéville e relatou que a Áustria, encorajada pelo apoio britânico, não reconheceria o novo território que a França havia adquirido. À medida que as negociações se tornavam cada vez mais difíceis, Bonaparte deu ordens a seu general Moreau para atacar a Áustria mais uma vez. Moreau e os franceses varreram a Baviera e obtiveram uma vitória esmagadora em Hohenlinden em dezembro de 1800. Como resultado, os austríacos capitularam e assinaram o Tratado de Lunéville em fevereiro de 1801. O tratado reafirmou e expandiu os ganhos franceses anteriores em Campo Formio.

#### Paz temporária na Europa
Após uma década de guerra constante, a França e o Reino Unido assinaram o Tratado de Amiens em março de 1802, encerrando as Guerras Revolucionárias. Amiens pediu a retirada das tropas britânicas dos territórios coloniais conquistados recentemente, bem como garantias para reduzir os objetivos expansionistas da República Francesa. Com a Europa em paz e a economia em recuperação, a popularidade de Napoleão alcançou seus níveis mais altos sob o Consulado, tanto no país como no exterior. Em um novo plebiscito durante a primavera de 1802, o público francês saiu em grande número para aprovar uma constituição que tornou permanente o Consulado, elevando essencialmente Napoleão a ditador por toda a vida.
Enquanto o plebiscito, dois anos antes, havia levado 1,5 milhão de pessoas às urnas, o novo referendo levou 3,6 milhões a votar (72% de todos os eleitores elegíveis). Não houve votação secreta em 1802 e poucas pessoas queriam desafiar abertamente o regime. A constituição obteve aprovação com mais de 99% dos votos. Seus amplos poderes foram explicitados na nova constituição: Artigo 1. O nome do povo francês e o Senado proclama Napoleão-Bonaparte primeiro cônsul por toda a vida. Depois de 1802, ele era geralmente chamado de Napoleão e não de Bonaparte.

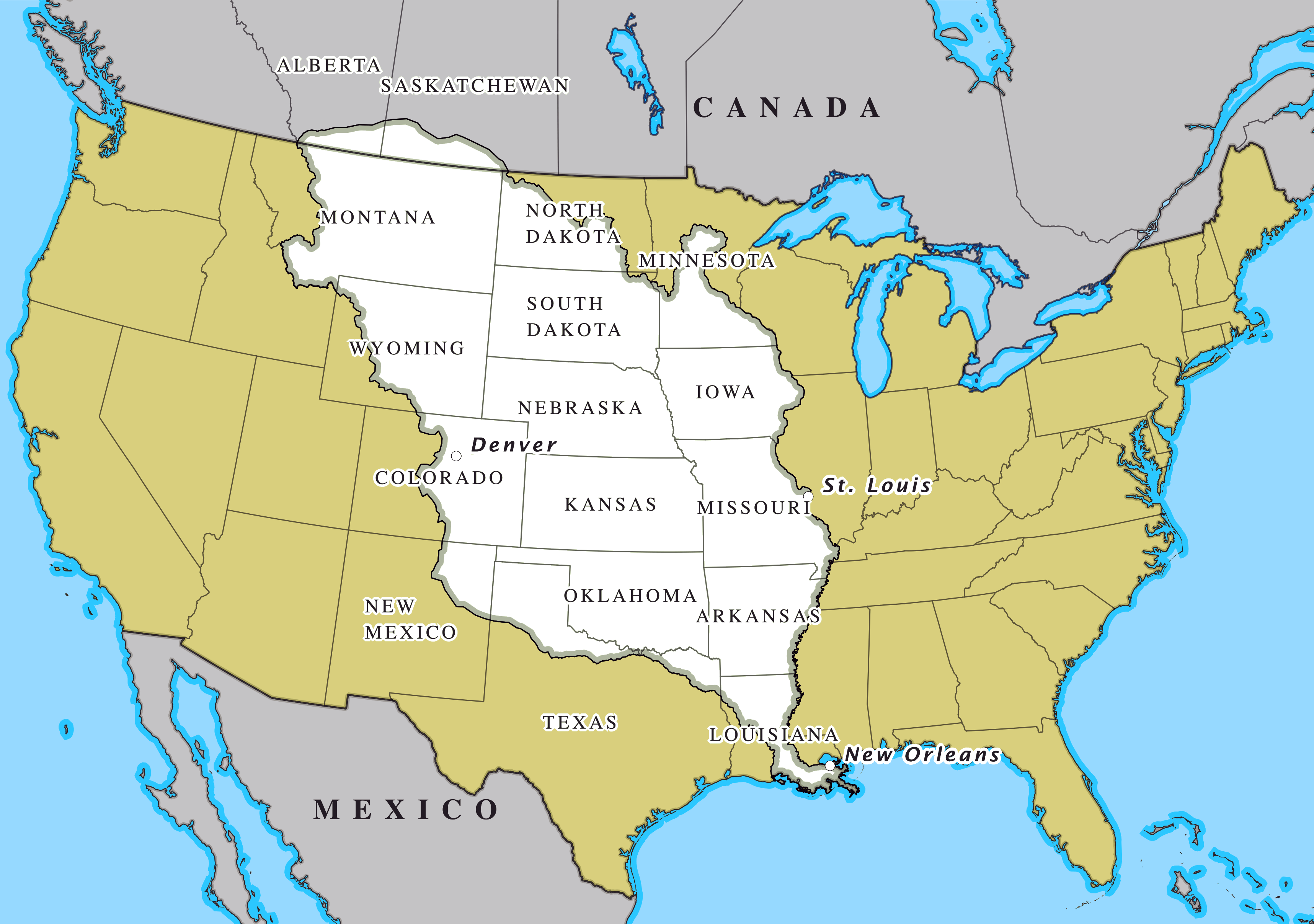
A compra da Louisiana em 1803 dobrou o tamanho dos Estados Unidos.

A breve paz na Europa permitiu que Napoleão se concentrasse nas colônias francesas no exterior. São Domingos conseguiu adquirir um alto nível de autonomia política durante as Guerras Revolucionárias, com Toussaint Louverture se instalando como ditador de fato em 1801. Napoleão viu sua chance de recuperar a antiga colônia rica quando assinou o Tratado de Amiens. Na década de 1780, São Domingos era a colônia mais rica da França, produzindo mais açúcar do que todas as colônias das Antilhas Britânicas juntas. No entanto, durante a Revolução, a Convenção Nacional votou pela abolição da escravidão em fevereiro de 1794. Sob os termos de Amiens, Napoleão concordou em apaziguar as demandas britânicas por não abolir a escravidão em nenhuma colônia onde o decreto de 1794 nunca havia sido implementado. No entanto, o decreto de 1794 só foi implementado em São Domingos, Guadalupe e Guiana e era uma carta morta no Senegal, Maurício, Reunião e Martinica, a última das quais conquistada pelos britânicos, que mantinham a instituição da escravidão naquela ilha do Caribe.
Em Guadalupe, a lei de 1794 aboliu a escravidão e foi violentamente aplicada por Victor Hugues contra a oposição de proprietários de escravos. No entanto, quando a escravidão foi restabelecida em 1802, houve uma revolta de escravos por Louis Delgres. A lei resultante de 20 de maio teve o propósito expresso de restabelecer a escravidão em São Domingos, Guadalupe e Guiana Francesa, e restaurou a escravidão por todo o Império Francês e suas colônias do Caribe por mais meio século, enquanto o comércio transatlântico francês de escravos continuou por outros vinte anos.
Napoleão enviou uma expedição sob o comando do seu cunhado, o general Leclerc, para reafirmar o controle sobre São Domingos. Embora os franceses tenham conseguido capturar Toussaint Louverture, a expedição fracassou quando altas taxas de doenças prejudicaram o exército francês, e Jean Jacques Dessalines conquistou uma série de vitórias, primeiro contra Leclerc, e quando ele morreu de febre amarela, depois contra Donatien-Marie Joseph de Vimeur, vice-presidente de Rochambeau, a quem Napoleão enviou para ajudar Leclerc com outros 20 mil homens. Em maio de 1803, Napoleão reconheceu a derrota e as últimas 8 mil tropas francesas deixaram a ilha e os escravos proclamaram uma república independente que eles chamaram de Haiti em 1804. No processo, Dessalines tornou-se indiscutivelmente o comandante militar de maior sucesso na luta contra a França napoleônica. Vendo o fracasso de seus esforços coloniais, Napoleão decidiu em 1803 vender o Território da Luisiana para os Estados Unidos, duplicando instantaneamente o tamanho dos EUA. O preço de venda na Compra da Luisiana era inferior a três centavos por acre, um total de 15 milhões de dólares.
A paz com a Grã-Bretanha mostrou-se desconfortável e controversa. A Grã-Bretanha não evacuou Malta como prometido e protestou contra a anexação do Piemonte por Bonaparte e seu Ato de Mediação, que estabeleceu uma nova Confederação Suíça. Nenhum desses territórios foi coberto por Amiens, mas eles inflamaram as tensões significativamente. A disputa culminou em uma declaração de guerra da Grã-Bretanha em maio de 1803; Napoleão respondeu remontando o campo de invasão em Boulogne.

### Império Francês

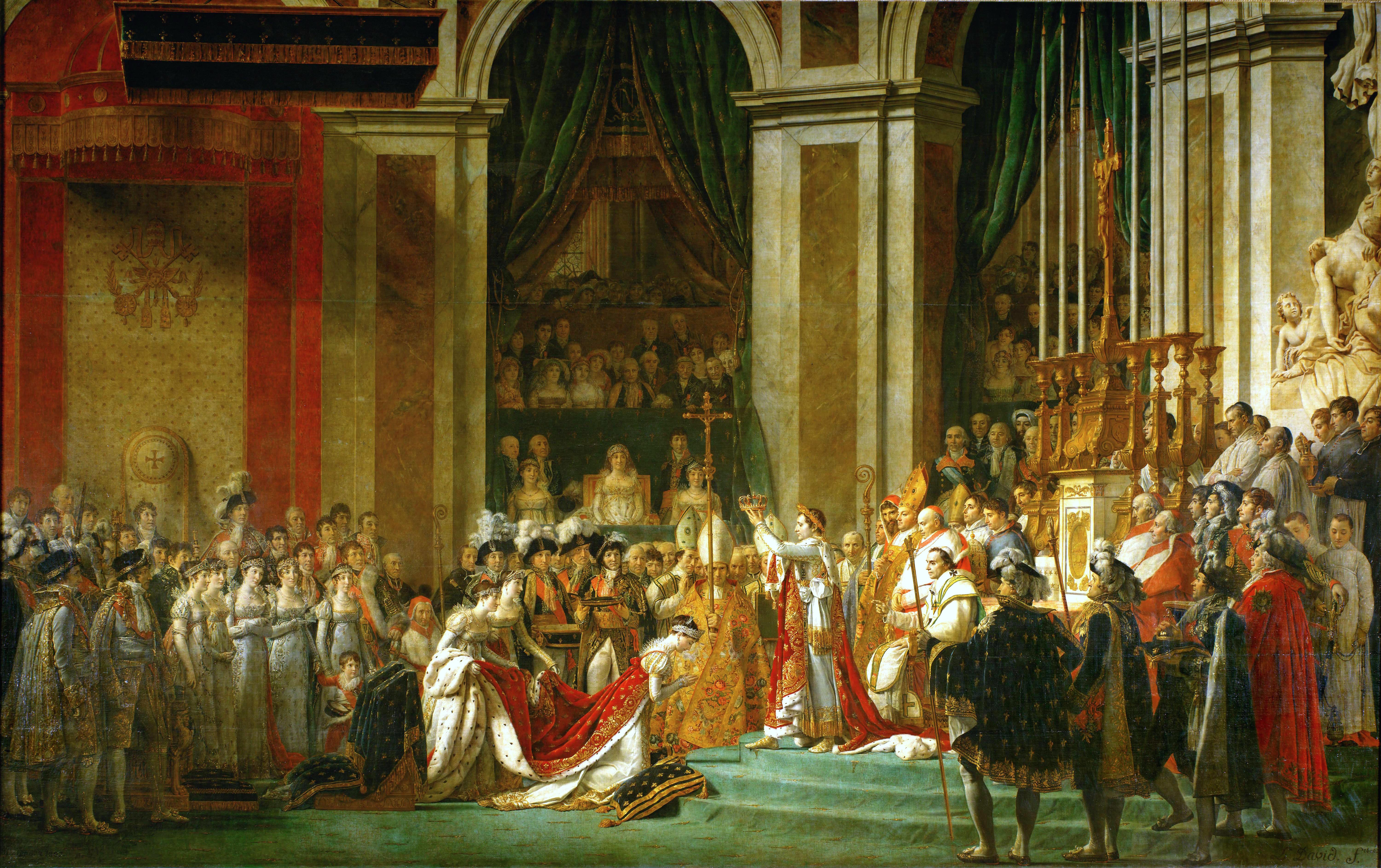
A coroação de Napoleão de Jacques-Louis David (1804)

Durante o Consulado, Napoleão enfrentou vários planos de assassinato feitos por monarquista e jacobinos, incluindo os conspiração des poignards (Dagger enredo) em outubro 1800 e o Lote da Rue Saint-Nicaise (também conhecido como a Máquina Infernal) dois meses depois. Em janeiro de 1804, sua polícia descobriu um plano de assassinato contra ele que envolvia Moreau e que era ostensivamente patrocinado pela família Bourbon, ex-governantes da França. A conselho de Talleyrand, Napoleão ordenou o sequestro do duque de Enghien, violando a soberania de Baden. O duque foi rapidamente executado após um julgamento militar secreto, mesmo que ele não estivesse envolvido na trama.
Para expandir seu poder, Napoleão usou esses planos de assassinato para justificar a criação de um sistema imperial baseado no modelo romano. Ele acreditava que uma restauração Bourbon seria mais difícil se a sucessão de sua família estivesse entrincheirada na constituição. Lançando mais um referendo, Napoleão foi eleito Imperador dos franceses por uma contagem superior a 99%. Como no Consulado Perpétuo, dois anos antes, este referendo produziu forte participação, trazendo quase 3,6 milhões de eleitores para as votações.

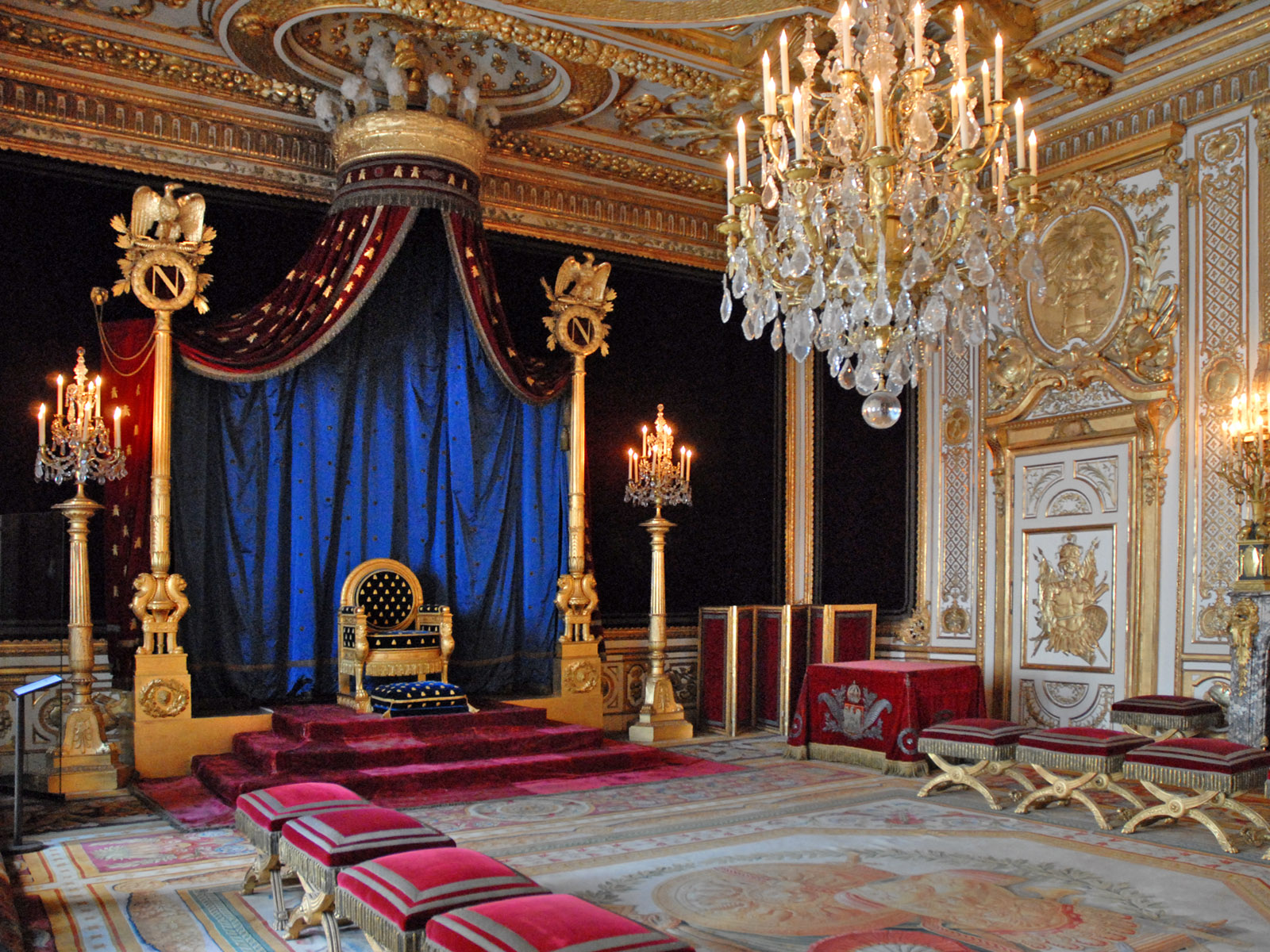
Sala do trono de Napoleão em Fontainebleau

Madame de Rémusat, uma observadora atenta da ascensão de Bonaparte ao poder absoluto, explica que "os homens desgastados pela turbulência da Revolução […] procuravam o domínio de um governante capaz" e que "as pessoas acreditavam sinceramente que Bonaparte, seja como cônsul ou imperador, exerceria sua autoridade e os salvaria dos perigos da anarquia".
A coroação de Napoleão, oficiada pelo Papa Pio VII, ocorreu na Notre Dame de Paris, em 2 de dezembro de 1804. Duas coroas separadas foram trazidas para a cerimônia: uma coroa de louros dourada lembrando o Império Romano e uma réplica da coroa de Carlos Magno.

#### Guerra da Terceira Coalizão

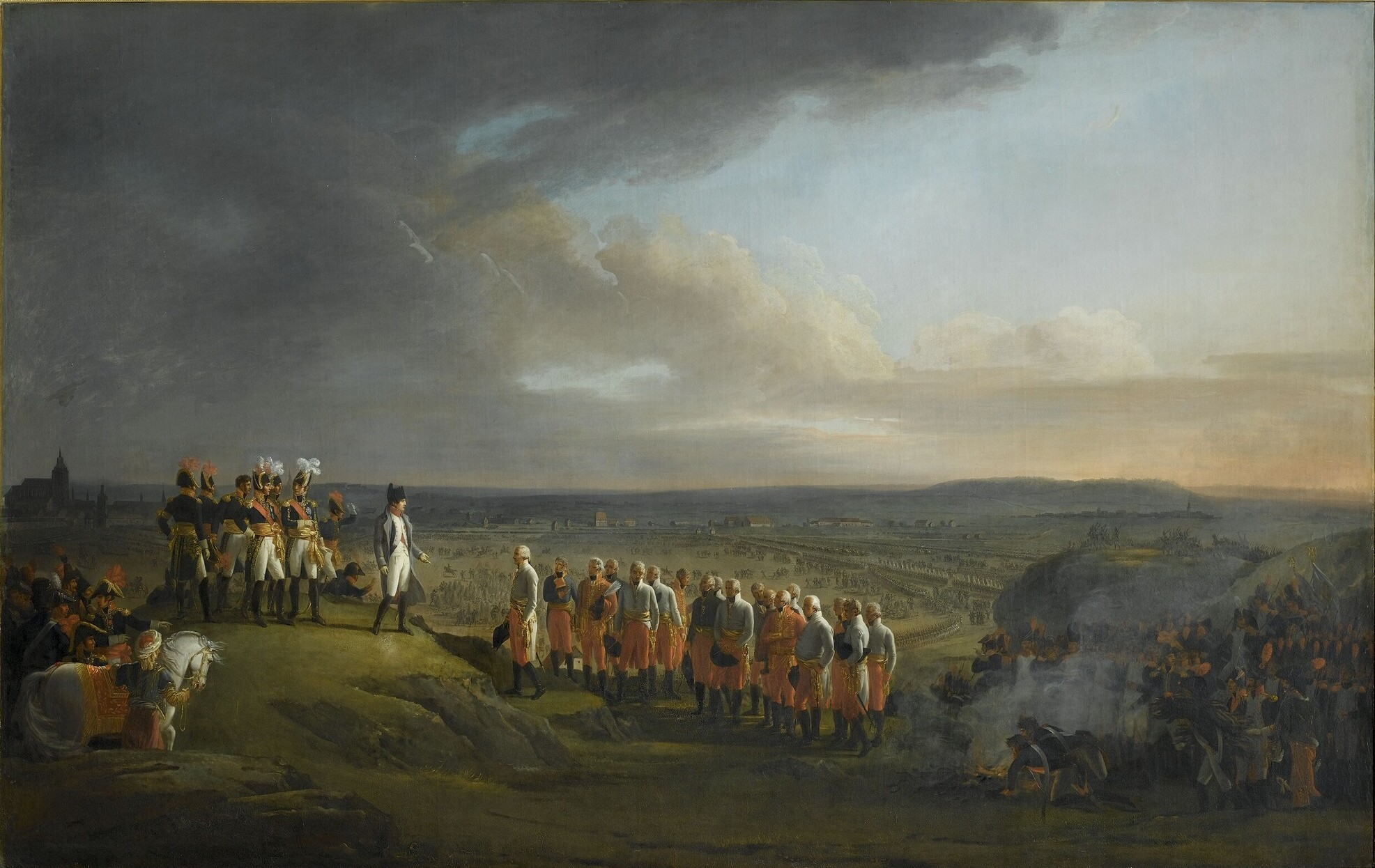
Napoleão e o Grande Armée recebem a rendição do general austríaco Mack após a Batalha de Ulm, em outubro de 1805. O final decisivo da campanha de Ulm elevou a contagem de soldados austríacos capturados para 60 mil. Com o exército austríaco destruído, Viena cairia para os franceses em novembro

A Grã-Bretanha havia quebrado a Paz de Amiens declarando guerra à França em maio de 1803. Em dezembro de 1804, um acordo anglo-sueco se tornou o primeiro passo para a criação da Terceira Coalizão. Em abril de 1805, a Grã-Bretanha também assinou uma aliança com a Rússia. A Áustria havia sido derrotada pela França duas vezes na memória recente e queria vingança, por isso se juntou à coalizão alguns meses depois.
Antes da formação da Terceira Coalizão, Napoleão havia reunido uma força de invasão, o Armée d'Angleterre, em torno de seis campos em Boulogne, no norte da França. Ele pretendia usar essa força de invasão para atacar a Inglaterra. Eles nunca invadiram, mas as tropas de Napoleão receberam treinamento cuidadoso e inestimável para futuras operações militares. Os homens de Boulogne formaram o núcleo do que Napoleão mais tarde chamou de La Grande Armée. No início, esse exército francês tinha cerca de 200 mil homens organizados em sete corpos, que eram grandes unidades de campo que continham 36 a 40 canhões cada e eram capazes de ação independente até que outros corpos pudessem resgatar.
Um único corpo adequadamente situado em uma forte posição defensiva poderia sobreviver pelo menos um dia sem apoio, dando ao Grande Armée inúmeras opções estratégicas e táticas em todas as campanhas. No topo dessas forças, Napoleão criou uma reserva de cavalaria de 22 mil membros organizada em duas divisões de couraças, quatro divisões de dragões montados, uma divisão de dragões desmontados e uma de cavalaria leve, todas apoiadas por 24 peças de artilharia. Em 1805, o Grande Armée havia crescido para uma força de 350 mil homens, que estavam bem equipados, bem treinados e liderados por oficiais competentes.
Napoleão sabia que a frota francesa não poderia derrotar a Marinha Real em uma batalha frente a frente, então ele planejou atraí-la para longe do Canal da Mancha através de táticas diversificadas. A principal ideia estratégica envolveu a marinha francesa escapar dos bloqueios britânicos de Toulon e Brest e ameaçar atacar as Índias Ocidentais. Esperava-se que, diante desse ataque, os britânicos enfraquecessem sua defesa das abordagens ocidentais enviando navios para o Caribe, permitindo que uma frota franco-espanhola combinada assumisse o controle do canal por tempo suficiente para os exércitos franceses atravessarem e invadirem. No entanto, o plano se desenrolou após a vitória britânica na Batalha do Cabo Finisterra, em julho de 1805. O almirante francês Villeneuve então se retirou para Cádis, em vez de se juntar às forças navais francesas em Brest para um ataque ao Canal da Mancha.
Em agosto de 1805, Napoleão havia percebido que a situação estratégica havia mudado fundamentalmente. Enfrentando uma invasão potencial de seus inimigos continentais, ele decidiu atacar primeiro e desviou as vistas de seu exército do Canal da Mancha para o Reno. Seu objetivo básico era destruir os exércitos austríacos isolados no sul da Alemanha antes que seus aliados russos pudessem chegar. Em 25 de setembro, após grande sigilo e marcha febril, 200 mil tropas francesas começaram a atravessar o Reno em uma frente de 260 km.
O comandante austríaco Karl Mack reuniu a maior parte do exército austríaco na fortaleza de Ulm, na Suábia. Napoleão balançou suas forças para o sudeste e o Grande Armée realizou um elaborado movimento de roda que ultrapassava as posições austríacas. A manobra de Ulm surpreendeu completamente o general Mack, que tardiamente entendeu que seu exército havia sido cortado. Após alguns pequenos conflitos que culminaram na Batalha de Ulm, Mack finalmente se rendeu depois de perceber que não havia como romper o cerco francês. Por apenas duas mil baixas francesas, Napoleão conseguiu capturar um total de 60 mil soldados austríacos através da marcha rápida de seu exército. A Campanha de Ulm é geralmente considerada uma obra-prima estratégica e teve influência no desenvolvimento do Plano Schlieffen no final do século XIX.

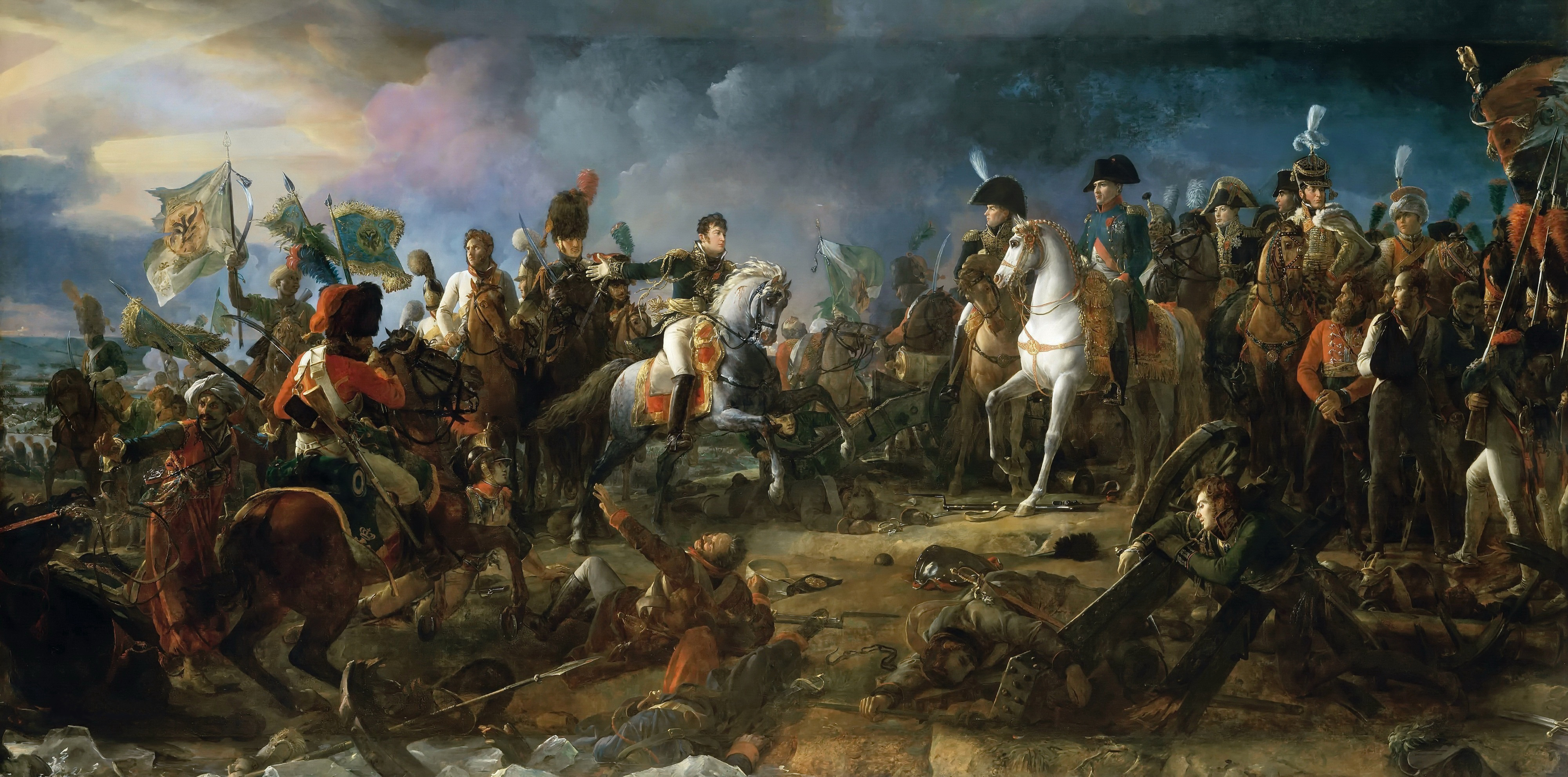
Napoleão na batalha de Austerlitz, de François Gérard 1805. A Batalha de Austerlitz, também conhecida como Batalha dos Três Imperadores, foi uma das muitas vitórias de Napoleão, onde o Império Francês derrotou a Terceira Coalizão

Após a campanha de Ulm, as forças francesas conseguiram capturar Viena em novembro. A queda de Viena proporcionou aos franceses uma enorme recompensa ao capturar 100 mil mosquetes, 500 canhões e as pontes intactas do outro lado do Danúbio. Nesta conjuntura crítica, o czar Alexandre I e o Sacro Imperador Romano Francisco II decidiram envolver Napoleão na batalha, apesar das reservas de alguns de seus subordinados. Napoleão enviou seu exército para o norte em busca dos Aliados, mas depois ordenou que suas forças recuassem para que ele pudesse fingir uma grave fraqueza.
Desesperado para atrair os Aliados para a batalha, Napoleão deu todas as indicações nos dias que precederam o combate de que o exército francês estava em um estado lamentável, mesmo abandonando as dominantes Pratzen Heights, perto da vila de Austerlitz. Na Batalha de Austerlitz, na Morávia, em 2 de dezembro, ele desdobrou o exército francês abaixo das Colinas de Pratzen e enfraqueceu deliberadamente seu flanco direito, seduzindo os Aliados a lançar um ataque importante na esperança de enrolar toda a linha francesa. Uma marcha forçada de Viena pelo marechal Davout e seu III Corpo preencheu a lacuna deixada por Napoleão bem a tempo.
Enquanto isso, o forte destacamento dos Aliados contra o flanco direito francês enfraqueceu seu centro nas Colinas de Pratzen, que foram violentamente atacadas pelo IV Corpo do Marechal Soult. Com o centro aliado demolido, os franceses varreram os dois flancos inimigos e fizeram as forças aliadas a fugir caoticamente, capturando milhares de prisioneiros no processo. A batalha é frequentemente vista como uma obra-prima tática por causa da execução quase perfeita de um plano calibrado, mas perigoso — da mesma estatura de Canas, o célebre triunfo de Aníbal cerca de dois mil anos antes.
O desastre aliado em Austerlitz abalou significativamente a fé do imperador Francisco no esforço de guerra liderado pelos britânicos. A França e a Áustria concordaram com o armistício imediatamente e o Tratado de Pressburg se seguiu logo depois, em 26 de dezembro. Pressburg tirou a Áustria da guerra e da Coalizão, reforçando os tratados anteriores de Campo Formio e Lunéville entre as duas potências. O tratado confirmou a perda austríaca de terras para a França na Itália e na Baviera e na Alemanha para aliados alemães de Napoleão. Também impôs uma indenização de 40 milhões de francos aos Habsburgos derrotados e permitiu que as tropas russas em fuga passassem livremente por territórios hostis e retornassem ao seu território. Napoleão continuou dizendo: "A batalha de Austerlitz é a melhor de todas as que lutei". Frank McLynn sugere que Napoleão teve tanto sucesso em Austerlitz que perdeu o contato com a realidade e o que costumava ser a política externa francesa se tornou uma "política napoleônica pessoal". Vincent Cronin discorda, afirmando que Napoleão não era excessivamente ambicioso para si mesmo, "ele encarnou as ambições de trinta milhões de franceses".

#### Alianças no Oriente Médio

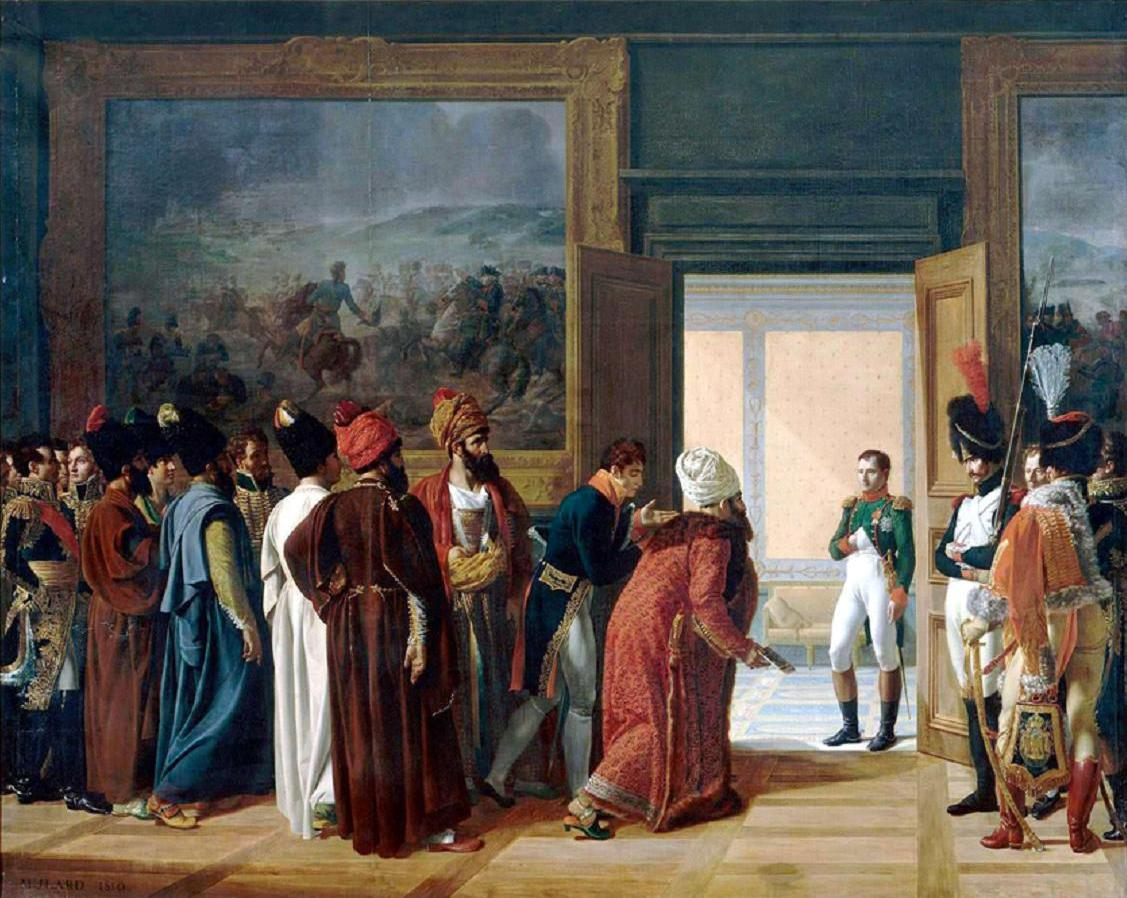
O enviado iraniano Mirza Mohammed Reza-Qazvini se encontrou com Napoleão I no Palácio Finckenstein, na Prússia Ocidental, em 27 de abril de 1807, para assinar o Tratado de Finckenstein

Napoleão continuou a organizar um grande plano para estabelecer uma presença francesa no Oriente Médio, a fim de pressionar a Grã-Bretanha e a Rússia, e talvez formar uma aliança com o Império Otomano. Em fevereiro de 1806, o imperador otomano Selim III reconheceu Napoleão como imperador. Ele também optou por uma aliança com a França, chamando-a de "nosso aliado sincero e natural". Essa decisão levou o Império Otomano a uma guerra perdida contra a Rússia e a Grã-Bretanha. Também foi formada uma aliança franco-persa entre Napoleão e o Império Persa de Fat'h-Ali Shah Qajar. Ele entrou em colapso em 1807, quando a França e a Rússia formaram uma aliança inesperada. No final, Napoleão não fez alianças efetivas no Oriente Médio.

#### Guerra da Quarta Coalizão e Tilsit
Após Austerlitz, Napoleão estabeleceu a Confederação do Reno em 1806. Uma coleção de Estados alemães que pretendiam servir como uma zona tampão entre a França e a Europa Central, a criação da Confederação significou o fim do Sacro Império Romano e alarmou significativamente os prussianos. A descarada reorganização do território alemão pelos franceses arriscou ameaçar a influência prussiana na região, se não a eliminar completamente. A febre da guerra em Berlim aumentou constantemente durante o verão de 1806. Por insistência de sua corte, especialmente de sua esposa, a rainha Louise, Frederico Guilherme III decidiu desafiar o domínio francês da Europa Central entrando em guerra.

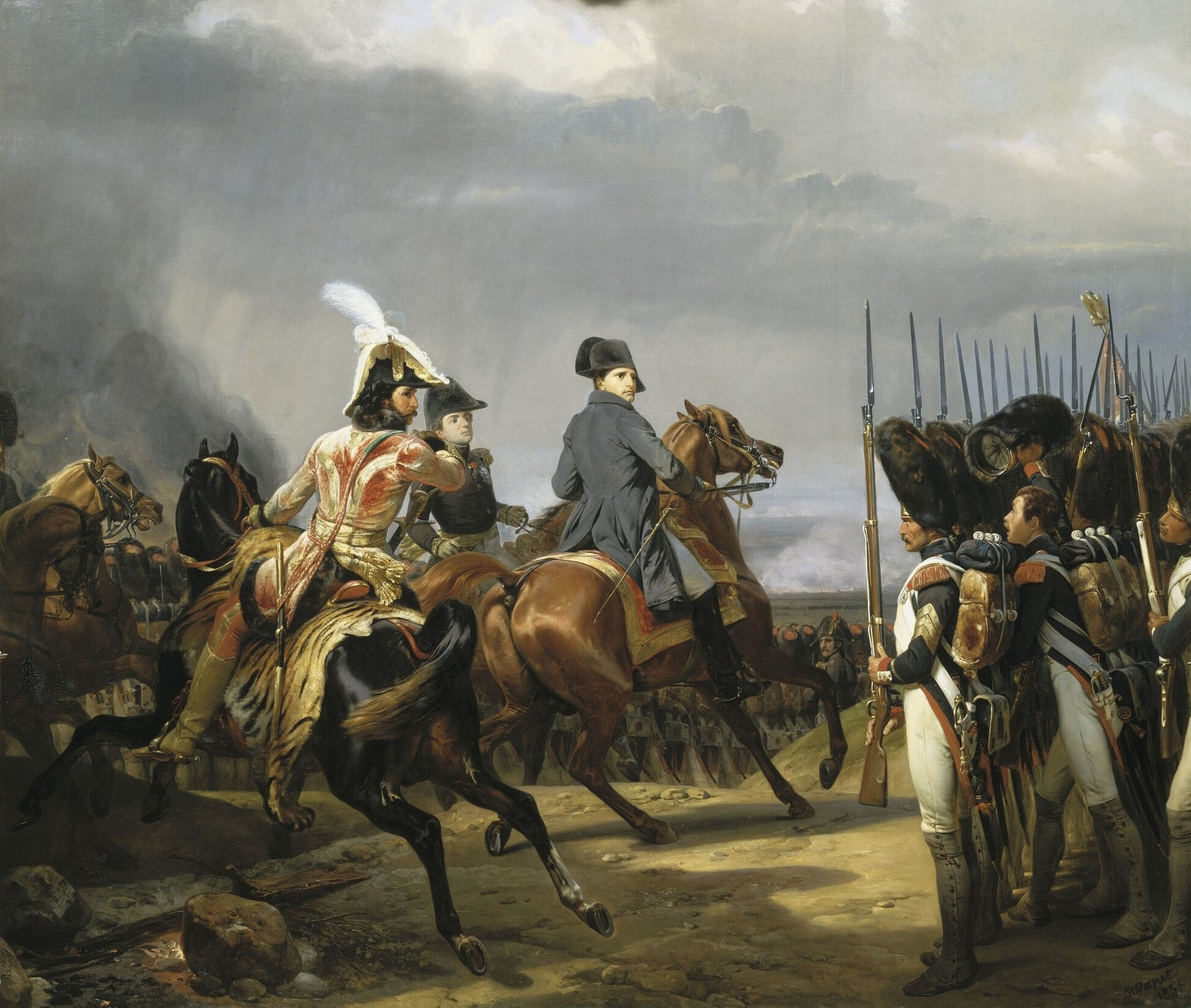
Napoleão revendo a Guarda Imperial antes da Batalha de Jena

As manobras militares começaram em setembro de 1806. Em uma carta ao marechal Soult, detalhando o plano da campanha, Napoleão descreveu os aspectos essenciais da guerra napoleônica e introduziu a frase le bataillon-carré ("batalhão quadrado"). No sistema bataillon-carré, os vários corpos do Grande Armée marchavam uniformemente juntos, a uma curta distância de apoio. Se um único corpo fosse atacado, os outros poderiam rapidamente entrar em ação e chegar para ajudar.
Napoleão invadiu a Prússia com 180 mil soldados, marchando rapidamente na margem direita do rio Saale. Como nas campanhas anteriores, seu objetivo fundamental era destruir um oponente antes que reforços de outro pudessem influenciar o equilíbrio da guerra. Ao saber o paradeiro do exército prussiano, os franceses seguiram para o oeste e cruzaram o Saale com força esmagadora. Na Batalha de Jena–Auerstedt, travada em 14 de outubro, os franceses derrotaram convincentemente os prussianos e infligiram pesadas baixas. Com vários comandantes importantes mortos ou incapacitados, o rei prussiano mostrou-se incapaz de comandar efetivamente o exército, que começou a se desintegrar rapidamente.
Em uma perseguição que simbolizava o "pico da guerra napoleônica", de acordo com o historiador Richard Brooks, os franceses conseguiram capturar 140 mil soldados, mais de dois mil canhões e centenas de vagões de munição, tudo em um único mês. O historiador David Chandler escreveu sobre as forças da Prússia: "Nunca a moral de nenhum exército foi mais completamente destruída".

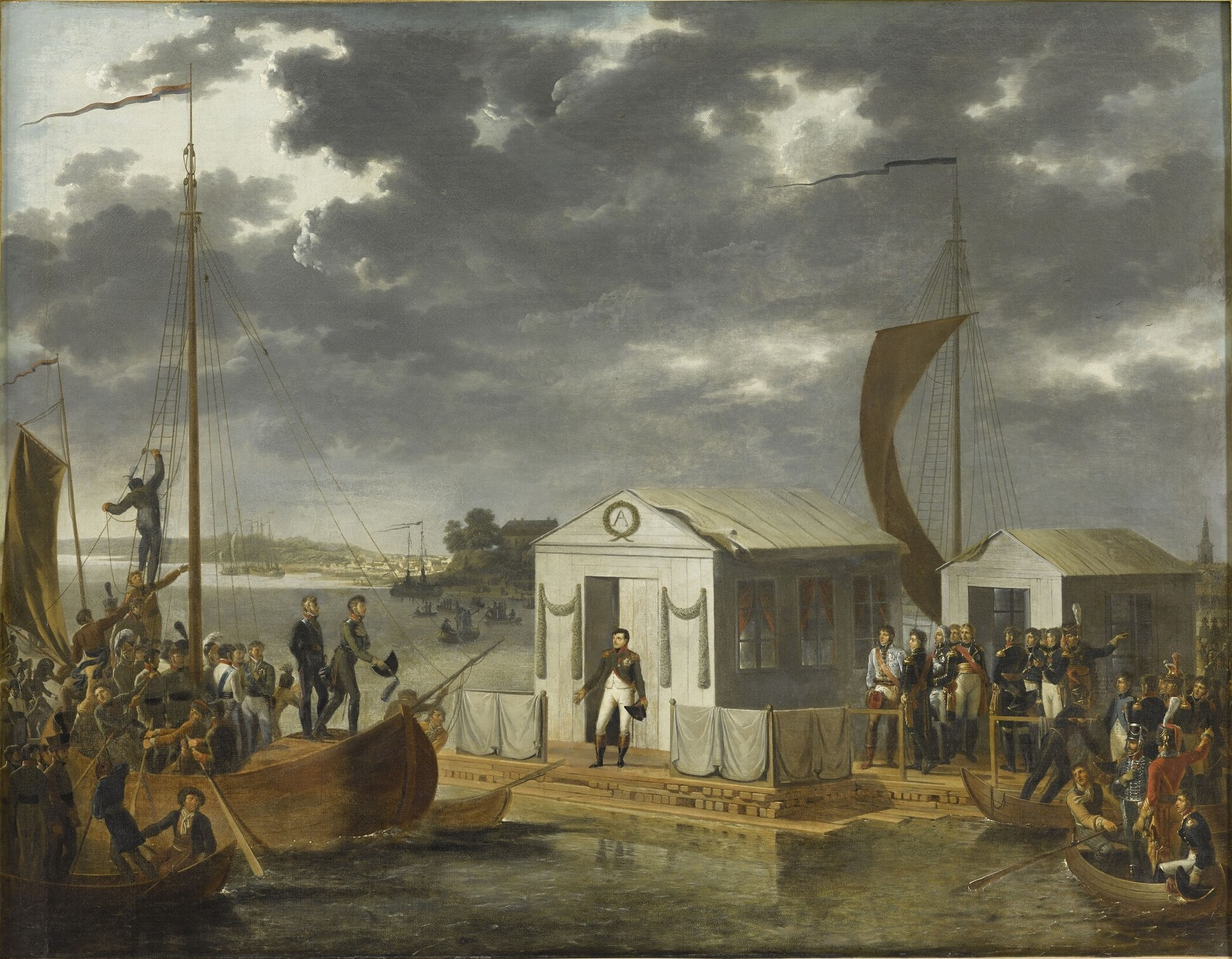
Os Tratados de Tilsit: Encontro de Napoleão com Alexandre I da Rússia em uma balsa no meio do rio Neman

Após seu triunfo, Napoleão impôs os primeiros elementos do Sistema Continental através do Decreto de Berlim emitido em novembro de 1806. O Sistema Continental, que proibia as nações europeias de negociar com a Grã-Bretanha, foi amplamente violado ao longo de seu reinado. Nos meses seguintes, Napoleão marchou contra os exércitos russos que avançavam pela Polônia e esteve envolvido no sangrento impasse na Batalha de Eylau, em fevereiro de 1807. Após um período de descanso e consolidação de ambos os lados, a guerra recomeçou em junho, com uma luta inicial em Heilsberg que se mostrou indecisa.
Em 14 de junho, Napoleão obteve uma vitória esmagadora sobre os russos na Batalha de Friedland, destruindo a maioria do exército russo em uma luta muito sangrenta. A escala de sua derrota convenceu os russos a fazer as pazes com os franceses. Em 19 de junho, o czar Alexandre enviou um enviado para procurar um armistício com Napoleão. Este último assegurou ao enviado que o rio Vístula representava as fronteiras naturais entre a influência francesa e russa na Europa. Nessa base, os dois imperadores iniciaram negociações de paz na cidade de Tilsit, depois de se encontrarem em uma balsa icônica no rio Niemen. A primeira coisa que Alexandre disse a Napoleão provavelmente foi: "Eu odeio os ingleses tanto quanto você".
Alexandre enfrentou a pressão de seu irmão, duque Constantino, para fazer as pazes com Napoleão. Dada a vitória que ele acabara de alcançar, o imperador francês ofereceu aos russos termos relativamente brandos — exigindo que a Rússia ingresse no Sistema Continental, retirasse suas forças da Valáquia e Moldávia e entregasse as Ilhas Jônicas à França. Por outro lado, Napoleão ditou termos de paz muito severos para a Prússia, apesar das incessantes exortações da rainha Luísa. Apagando metade dos territórios da Prússia do mapa, Napoleão criou um novo reino de 2 800 quilômetros quadrados chamado Vestfália e nomeou seu jovem irmão Jérôme como seu monarca. O tratamento humilhante da Prússia em Tilsit causou um antagonismo profundo e amargo que se apodreceu à medida que a era napoleônica progredia. Além disso, as pretensões de Alexandre de fazer amizade com Napoleão levaram este a julgar seriamente as verdadeiras intenções de seu colega russo, que violaria numerosas disposições do tratado nos próximos anos. Apesar desses problemas, os Tratados de Tilsit finalmente deram uma trégua na guerra de Napoleão e permitiram que ele retornasse à França, que ele não visitava há mais de 300 dias.

#### Guerra Peninsular e Erfurt

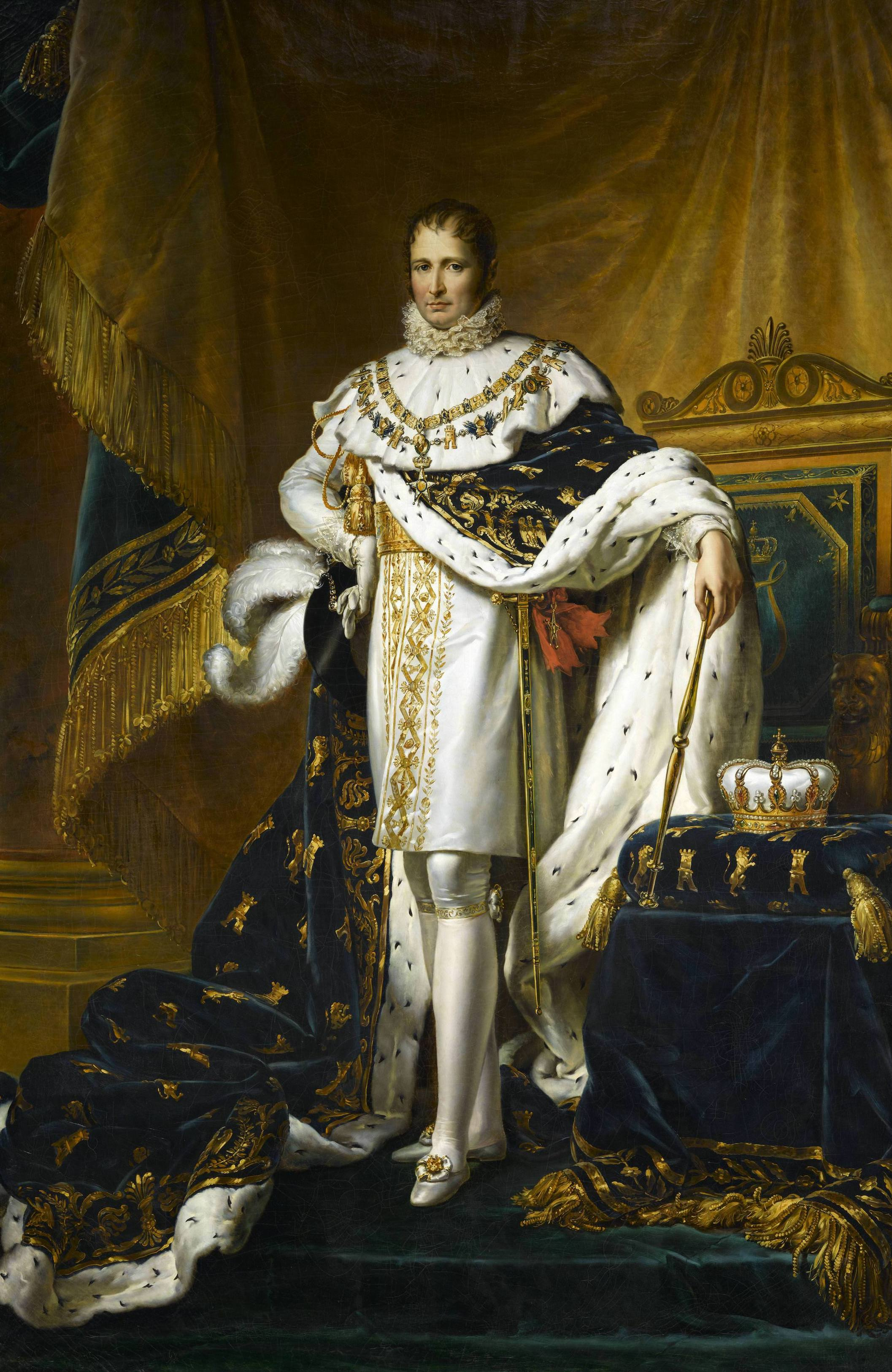
José Bonaparte, irmão de Napoleão, como rei da Espanha

Os assentamentos em Tilsit deram a Napoleão tempo para organizar seu império. Um de seus principais objetivos tornou-se a aplicação do sistema continental contra os britânicos. Ele decidiu concentrar sua atenção no Reino de Portugal, que constantemente violava suas proibições comerciais. Após a derrota na Guerra das Laranjas em 1801, Portugal adotou uma política de dupla face. A princípio, João VI concordou em fechar seus portos ao comércio britânico. A situação mudou drasticamente após a derrota franco-espanhola em Trafalgar; João ficou mais ousado e retomou oficialmente as relações diplomáticas e comerciais com a Grã-Bretanha. Insatisfeito com essa mudança de política do governo português, Napoleão negociou um tratado secreto com Carlos IV de Espanha e enviou um exército para invadir Portugal. Em 17 de outubro de 1807, 24 mil tropas francesas sob o comando do general Junot cruzaram os Pirenéus com a cooperação espanhola e se dirigiram a Portugal para fazer cumprir as ordens de Napoleão. Esse ataque foi o primeiro passo no que acabaria se tornando a Guerra Peninsular, uma luta de seis anos que minou significativamente a força francesa. Durante o inverno de 1808, os agentes franceses se envolveram cada vez mais nos assuntos internos da Espanha, tentando incitar a discórdia entre os membros da família real espanhola. Em 16 de fevereiro de 1808, as maquinações francesas secretas finalmente se materializaram quando Napoleão anunciou que iria intervir para mediar entre as facções políticas rivais no país.
O marechal Murat levou 120 mil soldados para a Espanha. Os franceses chegaram a Madri em 24 de março, onde revoltas selvagens contra a ocupação eclodiram poucas semanas depois. Napoleão nomeou seu irmão, José Bonaparte, como o novo rei da Espanha no verão de 1808. A nomeação enfureceu uma população espanhola fortemente religiosa e conservadora. A resistência à agressão francesa logo se espalhou por toda a Espanha. A chocante derrota francesa na Batalha de Bailén, em julho, deu esperança aos inimigos de Napoleão e, em parte, convenceu o imperador francês a intervir pessoalmente. Antes de ir para a Península Ibérica, Napoleão decidiu abordar vários problemas remanescentes com os russos. No congresso de Erfurt, em outubro de 1808, Napoleão esperava manter a Rússia do seu lado durante a próxima luta na Espanha e durante qualquer conflito potencial contra a Áustria. Os dois lados chegaram a um acordo, a Convenção de Erfurt, que pedia à Grã-Bretanha que cessasse sua guerra contra a França, que reconhecia a conquista russa da Finlândia do domínio da Suécia e que afirmava o apoio da Rússia à França em uma possível guerra contra a Áustria "da melhor forma que fosse possível".

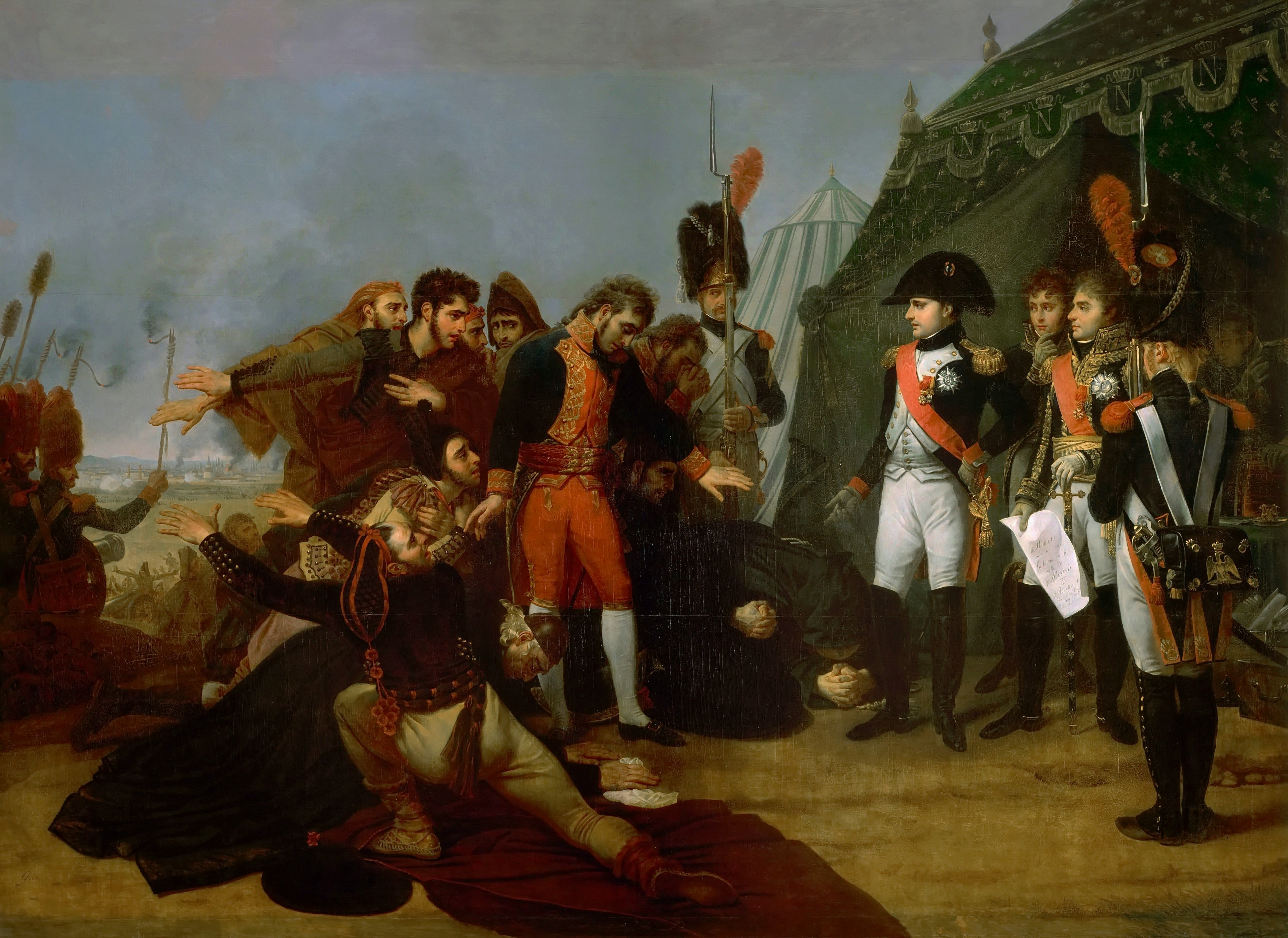
Napoleão aceitando a rendição de Madri, 4 de dezembro de 1808

Napoleão então retornou à França e se preparou para a guerra. A Grande Armée, sob o comando pessoal do imperador, atravessou rapidamente o rio Ebro em novembro de 1808 e infligiu uma série de derrotas esmagadoras contra as forças espanholas. Depois de liberar a última força espanhola que guardava a capital em Somosierra, Napoleão entrou em Madri em 4 de dezembro com 80 mil soldados.
Ele então soltou seus soldados contra Moore e as forças britânicas. Os britânicos foram rapidamente levados para a costa e se retiraram da Espanha inteiramente após um último confronto na Batalha da Corunha em janeiro de 1809. Napoleão acabaria saindo da Península Ibérica para lidar com os austríacos na Europa Central, mas a Guerra Peninsular continuou muito depois de sua ausência. Ele nunca retornou à Espanha após a campanha de 1808. Vários meses após a Batalha da Corunha, os britânicos enviaram outro exército para a península sob o futuro duque de Wellington. A guerra então se estabeleceu em um impasse estratégico complexo e assimétrico, onde todos os lados lutavam para ganhar vantagem. O ponto alto do conflito tornou-se a brutal guerra de guerrilhas que envolveu grande parte do interior da Espanha. Ambos os lados cometeram as piores atrocidades das guerras napoleônicas durante esta fase do conflito.
Os combates violentos de guerrilha na Espanha, ausentes em grande parte das campanhas francesas na Europa Central, interromperam severamente as linhas francesas de suprimento e comunicação. Embora a França tenha mantido cerca de 300 mil soldados na Península Ibérica durante a Guerra Peninsular, a grande maioria estava vinculada ao dever de guarnição e às operações de inteligência.
O impacto da invasão napoleônica da Espanha e a expulsão da monarquia Bourbon espanhola em favor de seu irmão Joseph tiveram um enorme impacto no Império Espanhol. Na América espanhola, muitas elites locais formaram juntas e estabeleceram mecanismos para governar em nome de Fernando VII de Espanha, a quem consideravam o legítimo monarca espanhol. A eclosão das guerras de independência hispano-americanas na maior parte do império foi resultado das ações desestabilizantes de Napoleão na Espanha e levou ao surgimento de homens-fortes na sequência dessas guerras.

#### Guerra da Quinta Coalizão e Marie Louise

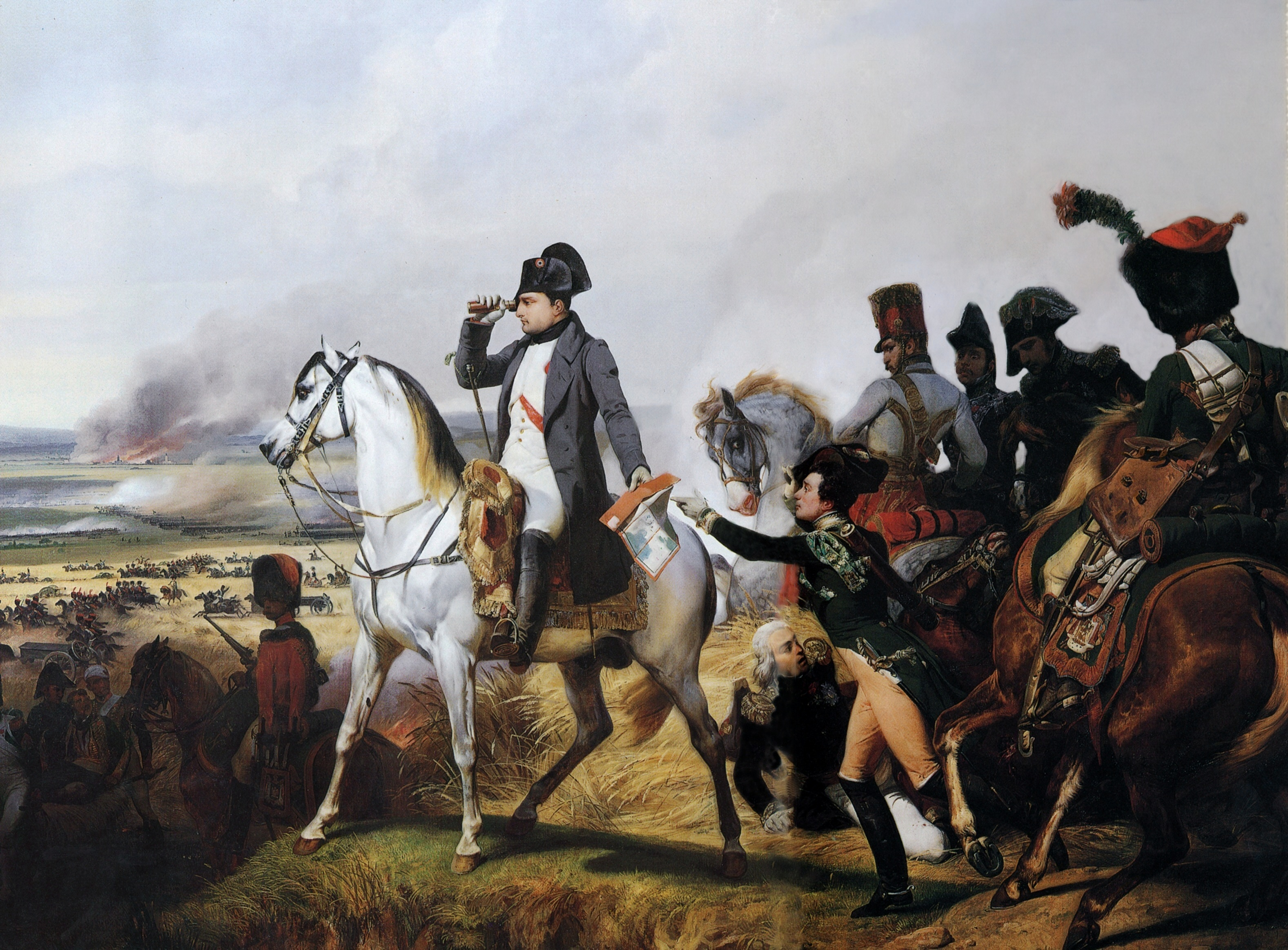
Napoleão na batalha de Wagram, de Horace Vernet

Depois de quatro anos à margem, a Áustria tentou outra guerra com a França para vingar suas derrotas recentes. A Áustria não pôde contar com o apoio russo, porque este estava em guerra com a Grã-Bretanha, a Suécia e o Império Otomano em 1809. Frederico Guilherme da Prússia prometeu inicialmente ajudar os austríacos, mas renegou antes do início do conflito.
Um relatório do ministro das Finanças da Áustria sugeria que o tesouro ficaria sem dinheiro em meados de 1809 se o grande exército que os austríacos haviam formado desde a Terceira Coalizão permanecesse mobilizado. Embora o arquiduque Carlos tenha avisado que os austríacos não estavam prontos para outro confronto com Napoleão, uma posição que o levou ao chamado "partido da paz", ele também não queria ver o exército desmobilizado. No início da manhã de 10 de abril, os principais elementos do exército austríaco atravessaram o rio Inn e invadiram a Baviera. O ataque austríaco inicial surpreendeu os franceses; o próprio Napoleão ainda estava em Paris quando soube da invasão. Ele chegou a Donauwörth no dia 17 para encontrar o Grande Armée em uma posição perigosa, com seus dois agrupamentos separados por 120 km e unidos por um fino cordão de tropas da Baviera. Carlos pressionou a ala esquerda do exército francês e atirou seus homens em direção ao III Corpo do Marechal Davout. Em resposta, Napoleão apresentou um plano para cortar as forças austríacas na célebre Manobra de Landshut.

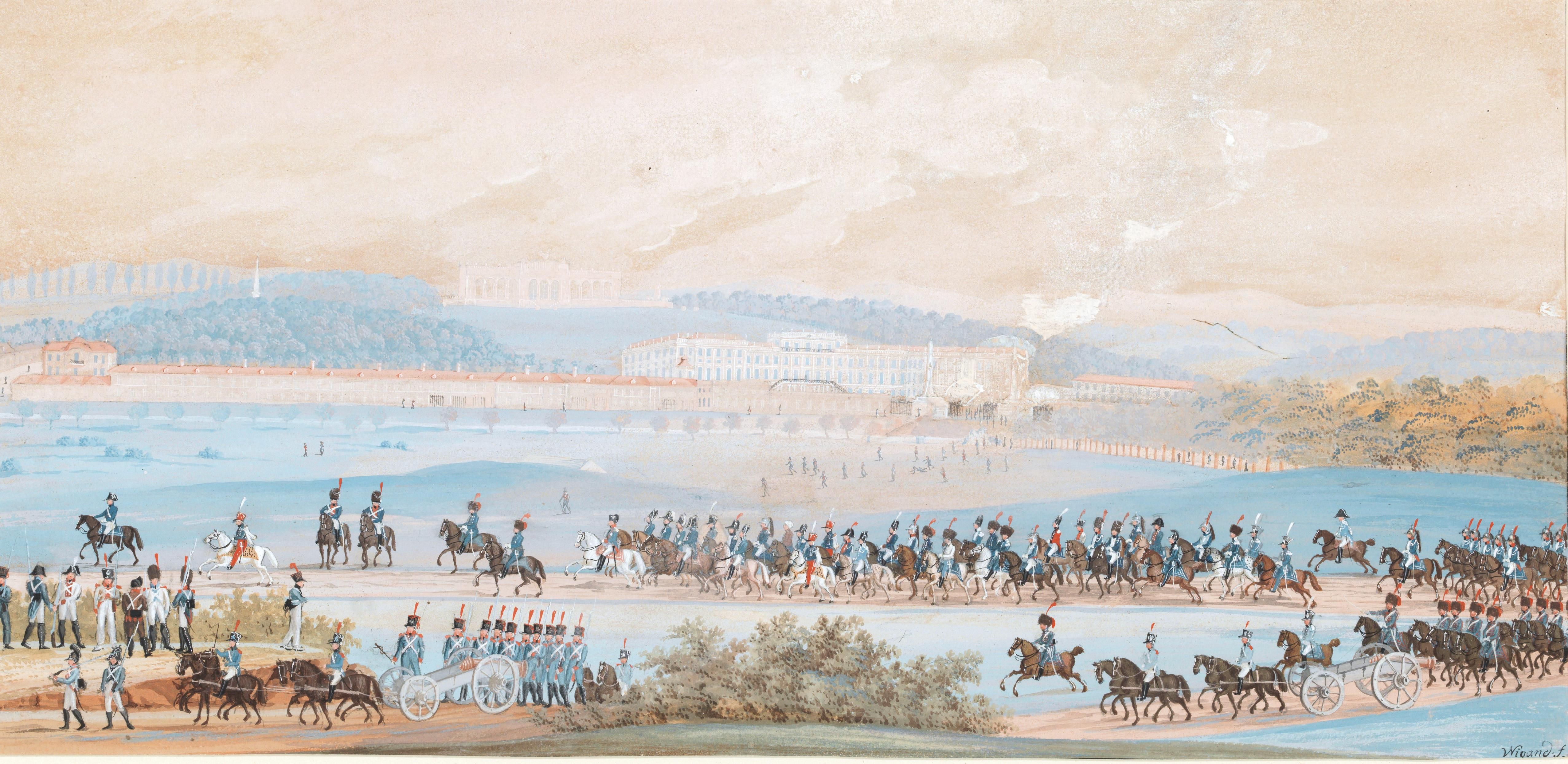
A entrada de Napoleão em Schönbrunn, Viena

Ele realinhou o eixo de seu exército e marchou com seus soldados em direção à cidade de Eckmühl. Os franceses conquistaram uma vitória convincente na resultante Batalha de Eckmühl, forçando Carlos a retirar suas forças sobre o Danúbio e a Boêmia. Em 13 de maio, Viena caiu pela segunda vez em quatro anos, embora a guerra continuasse, já que a maioria do exército austríaco havia sobrevivido aos compromissos iniciais no sul da Alemanha. Em 17 de maio, o principal exército austríaco de Carlos havia chegado ao Marchfeld. Carlos manteve a maior parte de suas tropas a vários quilômetros da margem do rio, na esperança de concentrá-las no ponto em que Napoleão decidiu atravessar. Em 21 de maio, os franceses fizeram seu primeiro grande esforço para atravessar o Danúbio, precipitando a Batalha de Aspern-Essling. Os austríacos desfrutaram de uma superioridade numérica confortável sobre os franceses durante toda a batalha. No primeiro dia, Carlos dispôs de 110 mil soldados contra apenas 31 mil comandados por Napoleão. No segundo dia, os reforços haviam aumentado o número de franceses para 70 mil.
A batalha foi caracterizada por uma luta feroz pelas duas aldeias de Aspern e Essling, os pontos focais da ponte francesa. No final da luta, os franceses haviam perdido Aspern, mas ainda controlavam Essling. Um bombardeio de artilharia austríaco sustentado acabou convencendo Napoleão a retirar suas forças de volta à Ilha Lobau. Ambos os lados infligiram cerca de 23 mil baixas um ao outro. Foi a primeira derrota que Napoleão sofreu em uma grande batalha desse tipo e causou emoção em muitas partes da Europa porque provou que ele poderia ser derrotado no campo de batalha.
Após o revés na Aspern-Essling, Napoleão levou mais de seis semanas planejando e se preparando para contingências antes de fazer outra tentativa de atravessar o Danúbio. De 30 de junho aos primeiros dias de julho, os franceses recrutaram o Danúbio com força, com mais de 180 mil soldados marchando pelo Marchfeld em direção aos austríacos. Carlos recebeu os franceses com 150 mil de seus próprios homens. Na batalha de Wagram, que também durou dois dias, Napoleão comandou suas forças na que foi a maior batalha de sua carreira até então. Napoleão terminou o confronto com um impulso central concentrado que perfurou um buraco no exército austríaco e forçou Carlos a recuar. As perdas na Áustria foram muito pesadas, atingindo mais de 40 mil vítimas. Os franceses estavam exaustos demais para perseguir os austríacos imediatamente, mas Napoleão acabou alcançando Carlos em Znaim e este último assinou um armistício em 12 de julho.

O Império Francês em sua maior extensão em 1812

No Reino da Holanda, os britânicos lançaram a Campanha Walcheren para abrir uma segunda frente na guerra e aliviar a pressão sobre os austríacos. O exército britânico desembarcou em Walcheren em 30 de julho, quando os austríacos já haviam sido derrotados. A Campanha Walcheren foi caracterizada por pouca luta, mas pesadas baixas, graças à popularmente conhecida "Febre Walcheren". Mais de quatro mil tropas britânicas foram perdidas e o restante se retirou em dezembro de 1809.
O Tratado de Schönbrunn de outubro de 1809 foi o mais severo que a França havia imposto à Áustria na memória recente. Metternich e o arquiduque Carlos tiveram como objetivo fundamental a preservação do Império Habsburgo e, para esse fim, conseguiram fazer Napoleão buscar objetivos mais modestos em troca de promessas de amizade entre os dois poderes. No entanto, embora a maioria das terras hereditárias permanecesse parte do reino dos Habsburgos, a França recebeu os portos da Caríntia, Carniola e do Adriático, enquanto a Galícia foi dada aos poloneses e a área de Salzburgo do Tirol foi para os bávaros. A Áustria perdeu mais de três milhões de indivíduos, cerca de um quinto de sua população total, como resultado dessas mudanças territoriais.
Napoleão voltou seu foco para assuntos domésticos após a guerra. A imperatriz Josefina ainda não havia dado à luz um filho de Napoleão, que ficou preocupado com o futuro de seu império após sua morte. Desesperado por um herdeiro legítimo, Napoleão se divorciou de Josefina em 10 de janeiro de 1810 e começou a procurar uma nova esposa. Na esperança de consolidar a recente aliança com a Áustria através de uma conexão familiar, Napoleão casou-se com Maria Luísa, duquesa de Parma, filha de Francisco II, que tinha 18 anos na época. Em 20 de março de 1811, Marie Louise deu à luz um menino, a quem Napoleão tornou herdeiro aparente e concedeu o título de rei de Roma. Seu filho nunca realmente governou o império, mas, devido ao seu breve domínio titular e primo Luís Napoleão, chamado de Napoleão III, os historiadores costumam se referir a ele como Napoleão II.

#### Invasão da Rússia
Em 1808, Napoleão e o czar Alexandre se reuniram no Congresso de Erfurt para preservar a aliança russo-francesa. Os líderes tiveram um relacionamento pessoal amigável após a primeira reunião em Tilsit, em 1807. Em 1811, no entanto, as tensões aumentaram e Alexandre estava sob pressão da nobreza russa para romper a aliança. Uma grande pressão sobre o relacionamento entre as duas nações eram violações regulares do sistema continental pelos russos, o que levou Napoleão a ameaçar Alexandre com sérias consequências se ele formasse uma aliança com a Grã-Bretanha.

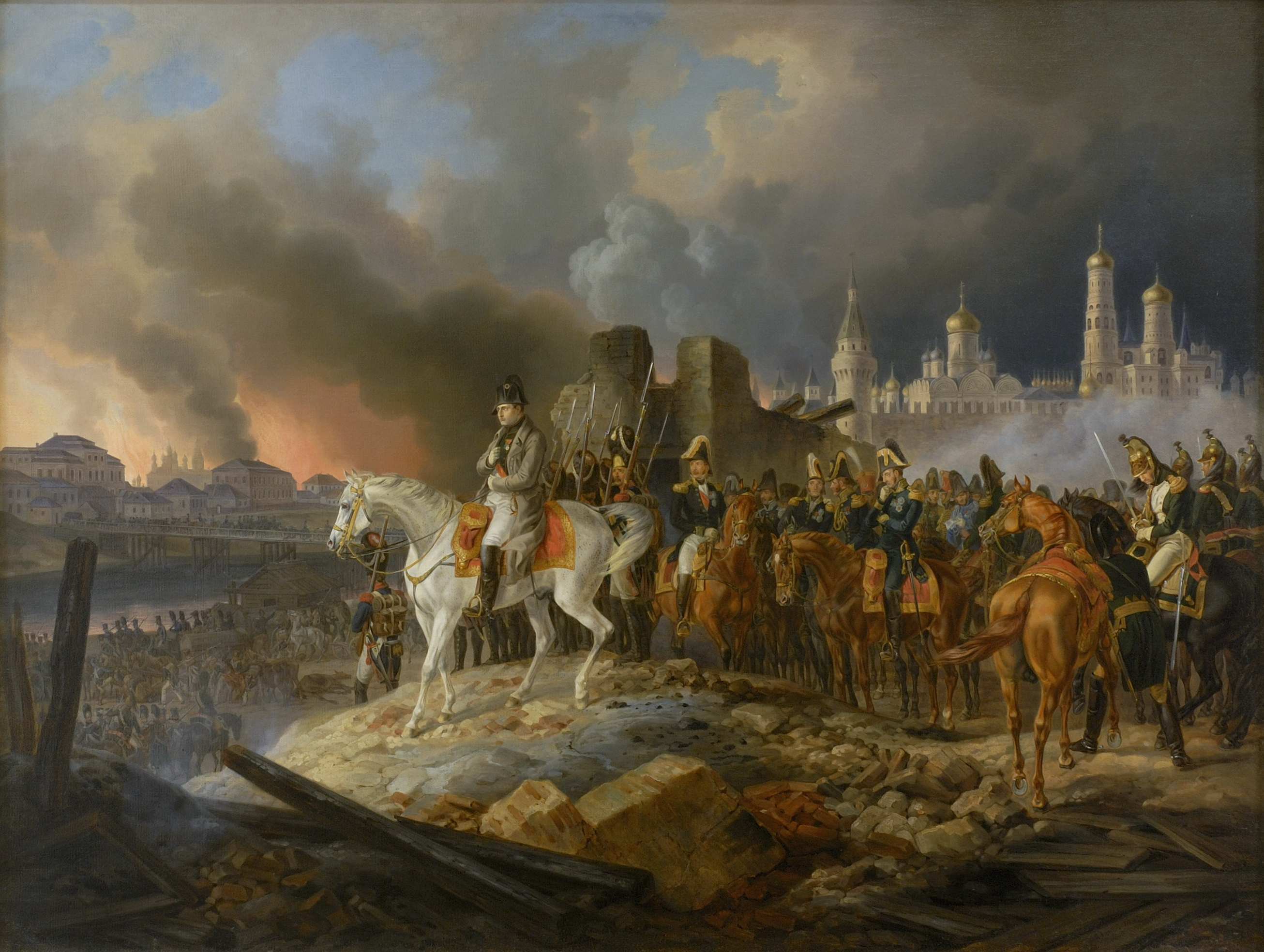
Napoleão assistindo o incêndio de Moscou em setembro de 1812, de Adam Albrecht (1841)

A retirada de Napoleão da Rússia, pintura de Adolph Northen

Em 1812, conselheiros de Alexandre sugeriram a possibilidade de uma invasão do Império Francês e a retomada da Polônia. Ao receber relatórios de inteligência sobre os preparativos de guerra da Rússia, Napoleão expandiu seu Grande Armée para mais de 450 mil homens. Ele ignorou repetidos conselhos contra uma invasão do coração da Rússia e se preparou para uma campanha ofensiva; em 24 de junho de 1812, a invasão começou.
Na tentativa de obter maior apoio de nacionalistas e patriotas poloneses, Napoleão chamou a guerra de Segunda Guerra da Polônia — a Primeira Guerra da Polônia foi a revolta da Confederação de Bar pelos nobres poloneses contra a Rússia em 1768. Os patriotas poloneses queriam que a parte russa da Polônia se juntasse ao Ducado de Varsóvia e que uma Polônia independente fosse criada. Isto foi rejeitado por Napoleão, que afirmou ter prometido a seu aliado Áustria que isso não aconteceria. Napoleão recusou-se a manipular os servos russos devido a preocupações de que isso pudesse provocar uma reação na retaguarda de seu exército. Os servos mais tarde cometeram atrocidades contra soldados franceses durante o retiro da França.
Os russos evitaram o objetivo de Napoleão de um compromisso decisivo e, em vez disso, recuaram mais profundamente no interior da Rússia. Uma breve tentativa de resistência foi feita em Smolensk em agosto; os russos foram derrotados em uma série de batalhas e Napoleão retomou seu avanço. Os russos novamente evitaram a batalha, embora em alguns casos isso só tenha sido alcançado porque Napoleão hesitou em atacar quando a oportunidade surgiu. Devido às táticas de terra arrasadas do exército russo, os franceses tinham cada vez mais dificuldade em encontrar comida para si e para seus cavalos.
Os russos finalmente ofereceram uma batalha fora de Moscou em 7 de setembro: a Batalha de Borodino resultou em aproximadamente 44 mil russos e 35 mil franceses mortos, feridos ou capturados, e pode ter sido o dia mais sangrento da batalha na história até aquele momento. Embora os franceses tivessem vencido, o exército russo aceitou e resistiu à grande batalha que Napoleão esperava que fosse decisiva. O relato de Napoleão era: "A mais terrível de todas as minhas batalhas foi a de Moscou. Os franceses mostraram-se dignos de vitória, mas os russos mostraram-se dignos de serem invencíveis".
O exército russo se retirou e passou por Moscou. Napoleão entrou na cidade, assumindo que sua queda terminaria a guerra e Alexandre negociaria a paz. No entanto, sob ordens do governador da cidade, Feodor Rostopchin, em vez de capitular, Moscou foi queimada. Depois de cinco semanas, Napoleão e seu exército foram embora. No início de novembro, Napoleão se preocupou com a perda de controle na França após o golpe de Malet em 1812. Seu exército caminhou pela neve até os joelhos e quase 10 mil homens e cavalos morreram congelados apenas na noite de 8 e 9 de novembro. Após a Batalha de Berezina, Napoleão conseguiu escapar, mas teve que abandonar grande parte da restante artilharia. Em 5 de dezembro, pouco antes de chegar a Vilnius, Napoleão deixou o exército em um trenó.
Os franceses sofreram durante um retiro ruinoso, inclusive da dureza do inverno russo. O Grande Armée, que começou com mais de 400 mil tropas da linha de frente, estava com menos de 40 mil quando cruzou o rio Berezina em novembro de 1812. Os russos haviam perdido 150 mil homens em batalha e centenas de milhares de civis.

#### Guerra da Sexta Coalizão

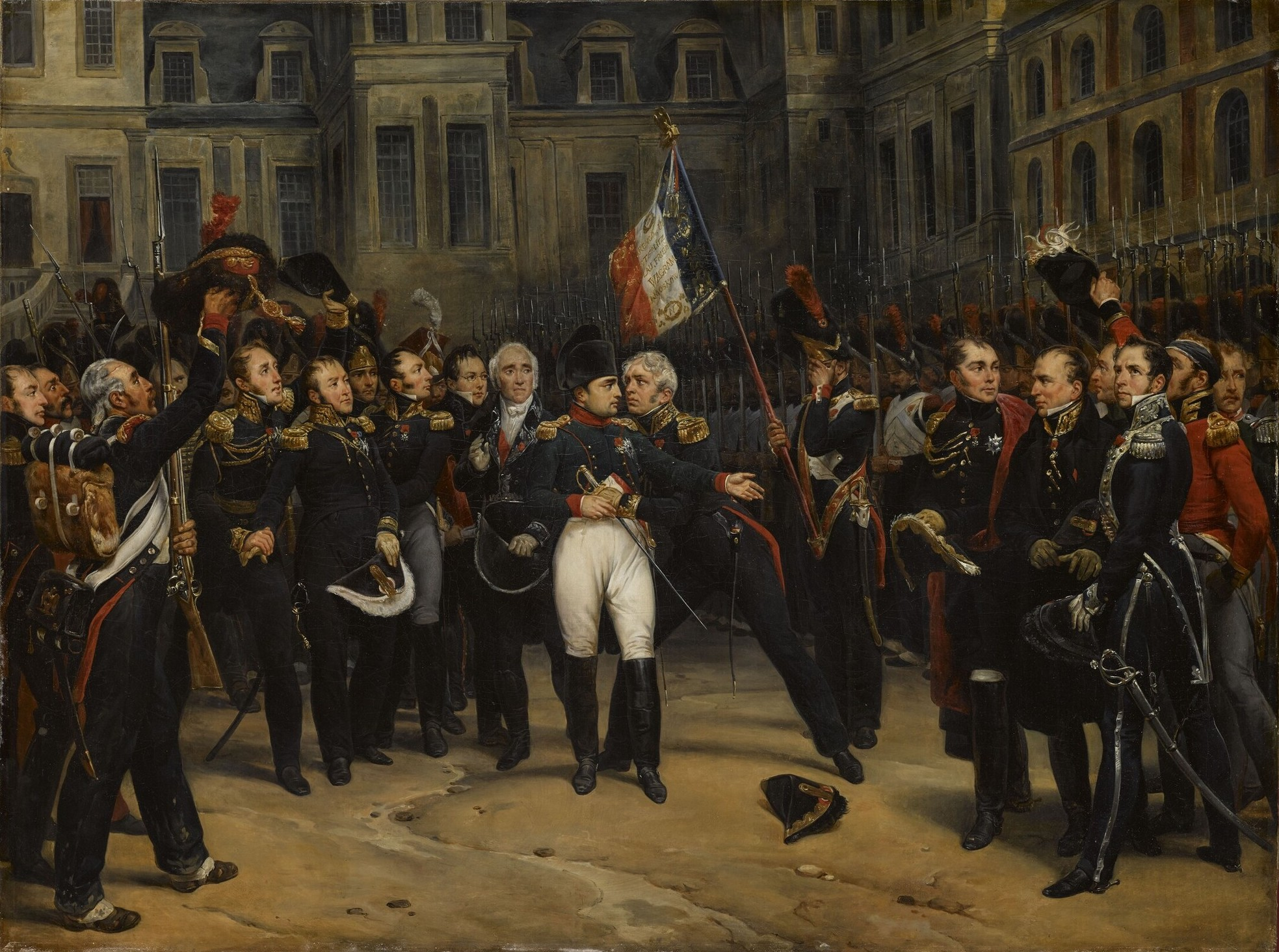
A despedida de Napoleão à guarda imperial, em 20 de abril de 1814, de Antoine-Alphonse Montfort

Houve uma pausa nos combates durante o inverno de 1812-1813, enquanto russos e franceses reconstruíram suas forças; Napoleão foi capaz de colocar 350 mil tropas em combate. Atenta à perda da França na Rússia, a Prússia se uniu à Áustria, Suécia, Rússia, Grã-Bretanha, Espanha e Portugal em uma nova coalizão. Napoleão assumiu o comando na Alemanha e infligiu uma série de derrotas à Coalizão que culminaram na Batalha de Dresden em agosto de 1813.
Apesar desses sucessos, os números continuaram aumentando contra Napoleão e o exército francês foi detido por uma força com o dobro do seu tamanho e perdeu na Batalha de Leipzig. Esta foi de longe a maior batalha das guerras napoleônicas e custou mais de 90 mil baixas no total.
Em novembro de 1813, os Aliados ofereceram termos de paz nas propostas de Frankfurt. Napoleão permaneceria como imperador da França, mas seria reduzido a suas "fronteiras naturais". Isso significava que a França poderia manter o controle da Bélgica, da Sabóia e da Renânia (a margem oeste do rio Reno), enquanto abandonava o controle de todo o resto, incluindo toda a Espanha e Holanda, e a maior parte da Itália e Alemanha. Metternich disse a Napoleão que esses eram os melhores termos que os Aliados provavelmente ofereceriam; depois de mais vitórias, os termos seriam cada vez mais duros. A motivação de Metternich era manter a França como um equilíbrio contra as ameaças russas, enquanto terminava a série de guerras altamente desestabilizadora.
Napoleão, esperando vencer a guerra, demorou demais e perdeu esta oportunidade; em dezembro, os Aliados haviam retirado a oferta. Quando estava de costas para o muro em 1814, ele tentou reabrir as negociações de paz com base na aceitação das propostas de Frankfurt. Os Aliados agora tinham termos novos e mais severos que incluíam a retirada da França para seus limites de 1791, o que significava a perda da Bélgica. Napoleão continuaria imperador, mas ele rejeitou o termo. Os britânicos queriam que Napoleão fosse removido permanentemente, e eles prevaleceram, mas Napoleão recusou veementemente.

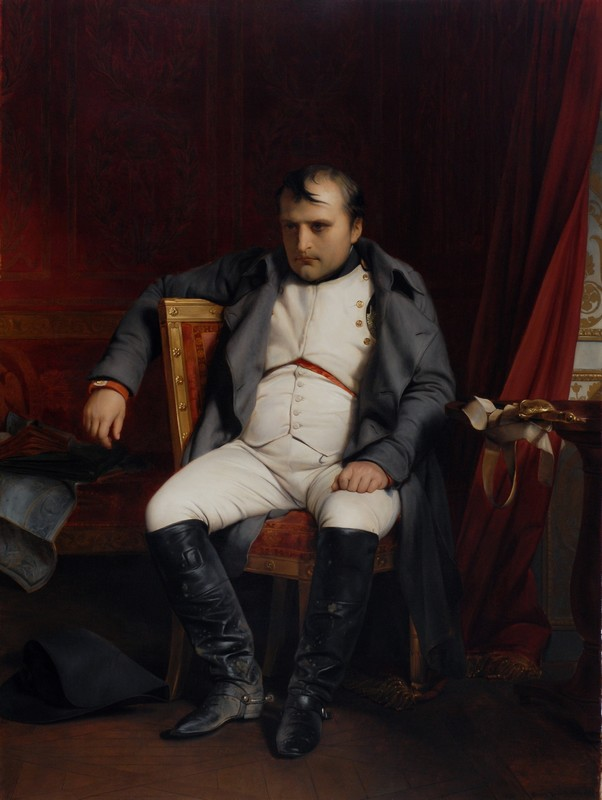
Napoleão após sua abdicação em Fontainebleau, em 4 de abril de 1814, de Paul Delaroche

Napoleão se retirou para a França, seu exército foi reduzido a 70 mil soldados e pouca cavalaria; ele enfrentou mais de três vezes mais tropas aliadas. Os franceses estavam cercados: exércitos britânicos pressionados do sul e outras forças da coalizão posicionadas para atacar dos Estados alemães. Napoleão ganhou uma série de vitórias na Campanha dos Seis Dias, embora essas não tenham sido significativas o suficiente para mudar a maré. Os líderes de Paris se renderam à Coalizão em março de 1814.
Em 1 de abril, Alexandre dirigiu-se ao conservador Sénat. Muito dócil para Napoleão, sob o estímulo de Talleyrand, ele se voltou contra ele. Alexandre disse ao Sénat que os Aliados estavam lutando contra Napoleão, não contra a França, e estavam preparados para oferecer condições de paz honrosas se Napoleão fosse removido do poder. No dia seguinte, o Sénat aprovou o Acte de déchéance de l'Empereur ("Ato de morte do imperador"), que declarou Napoleão deposto. Napoleão avançou até Fontainebleau quando soube que Paris estava perdida. Quando Napoleão propôs a marcha do exército na capital, seus oficiais e marechais se amotinaram.
Em 4 de abril, liderados por Michel Ney, eles enfrentaram Napoleão, que afirmou que o exército o seguiria, enquanto Ney respondeu que o exército seguiria seus generais. Apesar dos soldados comuns e oficiais do regimento quisessem continuar lutando, sem oficiais superiores ou delegados, qualquer invasão de Paris seria impossível. Curvando-se ao inevitável, em 4 de abril Napoleão abdicou em favor de seu filho, com Maria Luísa como regente. No entanto, os Aliados se recusaram a aceitar isso sob insistência de Alexandre, que temia que Napoleão pudesse encontrar uma desculpa para retomar o trono.

#### Exílio para Elba

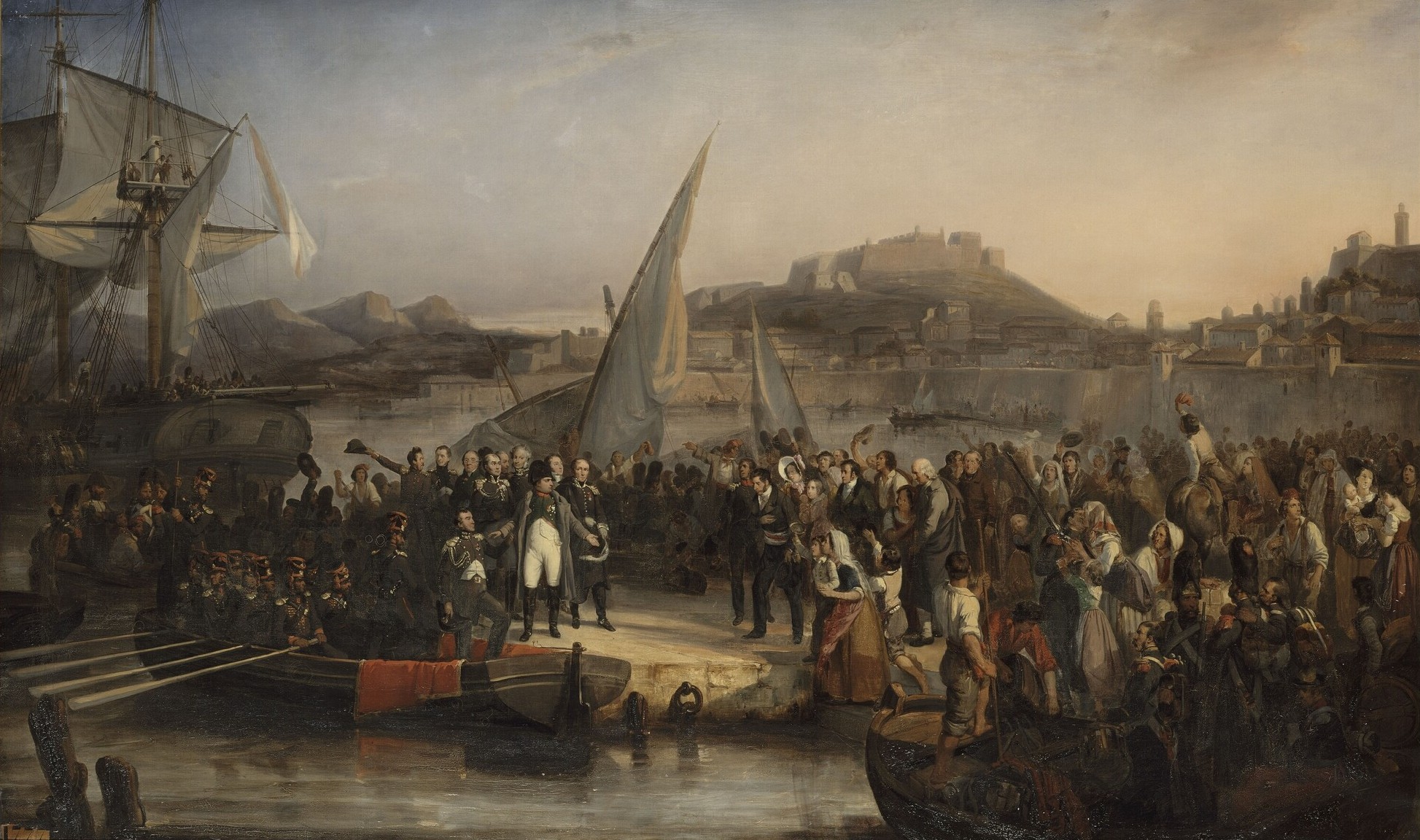
Napoleão deixando Elba em 26 de fevereiro de 1815, de Joseph Beaume (1836)

No Tratado de Fontainebleau, os Aliados exilaram Napoleão a Elba, uma ilha de 12 mil habitantes no Mediterrâneo, 20 km a largo da costa da Toscana. Eles lhe deram soberania sobre a ilha e lhe permitiram manter o título de Imperador. Napoleão tentou o suicídio com uma pílula que ele carregara depois de quase ser capturado pelos russos durante o retiro de Moscou. Sua potência enfraqueceu com a idade, no entanto, e ele sobreviveu ao exílio, enquanto sua esposa e filho se refugiaram na Áustria.
Ele foi transportado para a ilha no HMS Undaunted pelo capitão Thomas Ussher e chegou a Portoferraio em 30 de maio de 1814. Nos primeiros meses em Elba, ele criou uma pequena marinha e exército, desenvolveu as minas de ferro, supervisionou a construção de novas estradas, emitiu decretos sobre métodos agrícolas modernos e revisou o sistema legal e educacional da ilha.
Alguns meses depois de seu exílio, Napoleão soube que sua ex-esposa Josefina havia morrido na França. Ele ficou arrasado com a notícia, trancando-se em seu quarto e recusando-se a sair por dois dias.

#### Cem Dias
Separado de sua esposa e filho, que haviam retornado à Áustria, cortado do subsídio garantido a ele pelo Tratado de Fontainebleau, e ciente dos rumores de que ele seria banido para uma ilha remota no Oceano Atlântico, Napoleão escapou de Elba em 26 de fevereiro de 1815, com 700 homens. Dois dias depois, ele desembarcou no continente francês em Golfe-Juan e começou a ir para o norte.

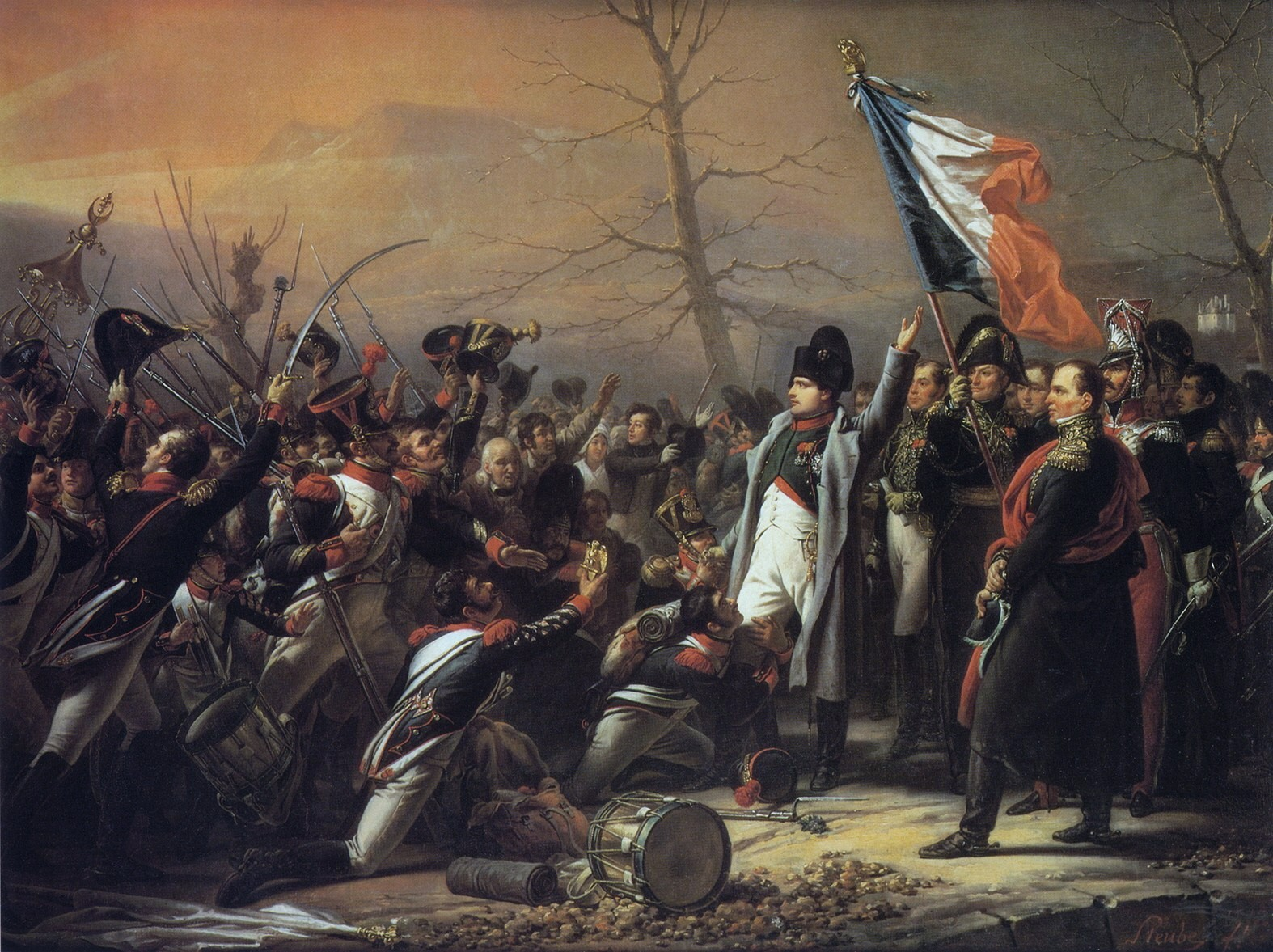
O retorno de Napoleão de Elba, de Charles de Steuben, 1818

O 5º Regimento foi enviado para interceptá-lo e fez contato logo ao sul de Grenoble em 7 de março de 1815. Napoleão aproximou-se do regimento sozinho, desmontou o cavalo e, quando estava ao alcance da bala, gritou aos soldados: "Aqui estou. Mate seu imperador, se desejar". Os soldados responderam rapidamente com "Vive L'Empereur!" Ney, que se gabara do rei Bourbon restaurado, Luís XVIII, de que ele levaria Napoleão a Paris em uma gaiola de ferro, beijou carinhosamente seu ex-imperador e esqueceu seu juramento de lealdade ao monarca Bourbon. Os dois marcharam juntos em direção a Paris com um exército crescente. O impopular Luís XVIII fugiu para a Bélgica depois de perceber que tinha pouco apoio político. Em 13 de março, os poderes do Congresso de Viena declararam Napoleão um fora da lei. Quatro dias depois, a Grã-Bretanha, a Rússia, a Áustria e a Prússia prometeram colocar 150 mil homens em campo para pôr fim ao seu domínio.
Napoleão chegou a Paris em 20 de março e governou por um período agora chamado de "Cem Dias". No início de junho, as forças armadas à sua disposição haviam chegado a 200 mil e ele decidiu tomar a ofensiva para tentar abrir uma brecha entre os exércitos britânico e prussiano que se aproximavam. O exército francês do norte cruzou a fronteira para o Reino Unido da Holanda, na atual Bélgica.
As forças de Napoleão lutaram contra dois exércitos da Coalizão, comandados pelo duque de Wellington e pelo príncipe prussiano Blücher, na Batalha de Waterloo, em 18 de junho de 1815. O exército de Wellington resistiu a repetidos ataques dos franceses e os expulsou do campo enquanto os prussianos chegaram em força e invadiram o flanco direito de Napoleão.
Napoleão voltou a Paris e descobriu que tanto a legislatura quanto o povo se voltaram contra ele. Percebendo que sua posição era insustentável, ele abdicou em 22 de junho em favor de seu filho. Ele deixou Paris três dias depois e se estabeleceu no antigo palácio de Josefina em Malmaison (na margem ocidental do Sena, cerca de 17 quilômetros (11 mi) a oeste de Paris. Enquanto Napoleão viajava para Paris, as forças da Coalizão invadiram a França (chegando nas proximidades de Paris em 29 de junho), com a intenção declarada de restaurar Luís XVIII no trono francês.
Quando Napoleão soube que as tropas prussianas tinham ordens para capturá-lo vivo ou morto, ele fugiu para Rochefort, considerando uma fuga para os Estados Unidos. Navios britânicos estavam bloqueando todos os portos. Napoleão se rendeu ao capitão Frederick Maitland no HMS Bellerophon em 15 de julho de 1815.

## Exílio em Santa Helena

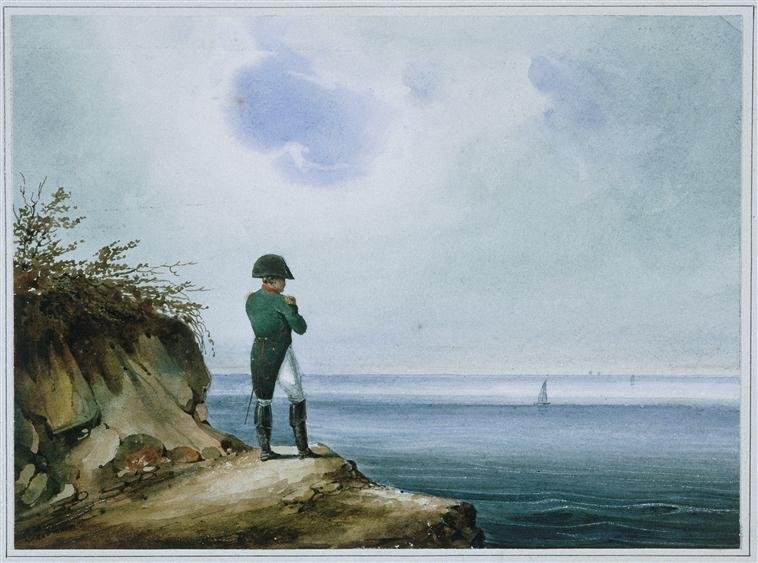
Napoleão em Santa Helena, aquarela de Franz Josef Sandmann

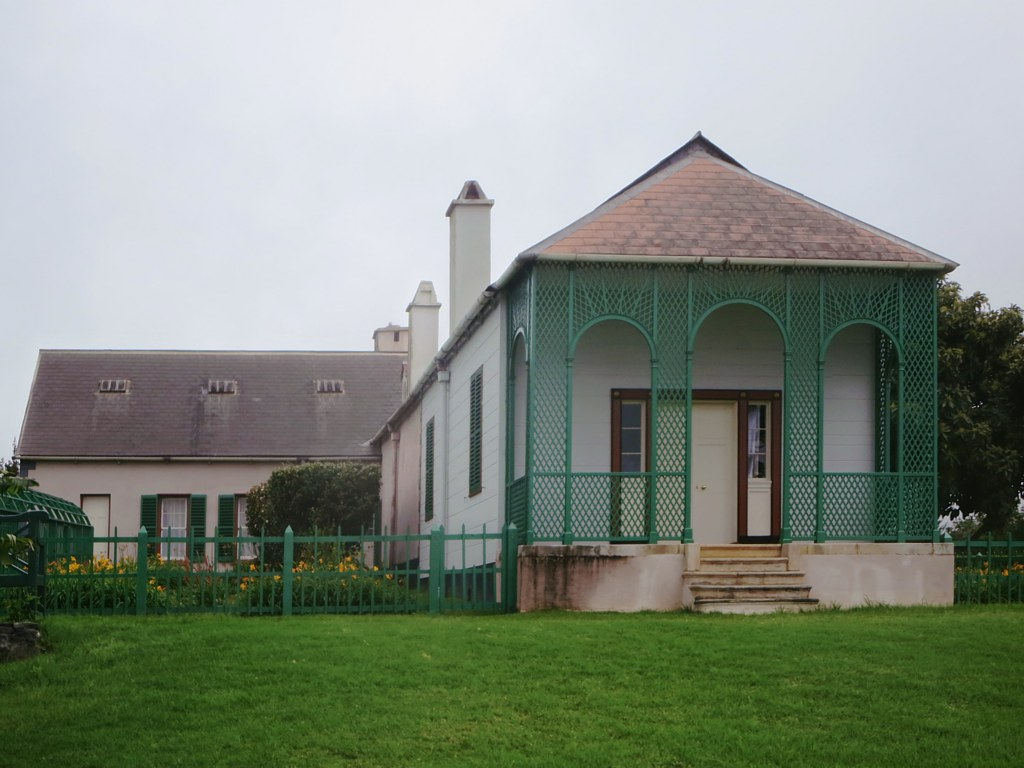
Longwood House, Santa Helena, local do cativeiro de Napoleão

Os britânicos mantiveram Napoleão na ilha de Santa Helena, no Oceano Atlântico, 1 870 km da costa oeste da África. Eles também tomaram a precaução de enviar uma guarnição de soldados para a desabitada Ilha de Ascensão, que ficava entre Santa Helena e a Europa.
Napoleão foi transferido para Longwood House em Santa Helena em dezembro de 1815; o local caíra em desuso e era úmido, varrido pelo vento e doentio. O The Times publicou artigos insinuando que o governo britânico estava tentando acelerar sua morte. Napoleão frequentemente reclamava das condições de vida em cartas ao governador e seu custodiante, Hudson Lowe, enquanto seus assistentes reclamavam de "resfriados, catarros, pisos úmidos e provisões precárias". Especula-se pelos cientistas modernos que sua doença posterior surgiu devido a envenenamento por arsênico causado por arsenito de cobre no papel de parede da Longwood House.
Com um pequeno quadro de seguidores, Napoleão ditou suas memórias e resmungou sobre as condições. Lowe cortou as despesas de Napoleão, decidiu que não seriam permitidos presentes se mencionassem seu status imperial e fez seus apoiadores assinarem uma garantia de que ficariam com o prisioneiro indefinidamente.
No exílio, Napoleão escreveu um livro sobre Júlio César, um de seus grandes heróis. Ele também estudou inglês sob a tutela do conde Emmanuel de Las Cases, com o objetivo principal de poder ler jornais e livros em inglês, pois o acesso a jornais e livros franceses era fortemente restrito a ele em Santa Helena.
Havia rumores de conspirações e até de sua fuga, mas, na realidade, nenhuma tentativa séria foi feita. Para o poeta inglês Lord Byron, Napoleão era o epítome do herói romântico, o gênio perseguido, solitário e imperfeito.

### Morte

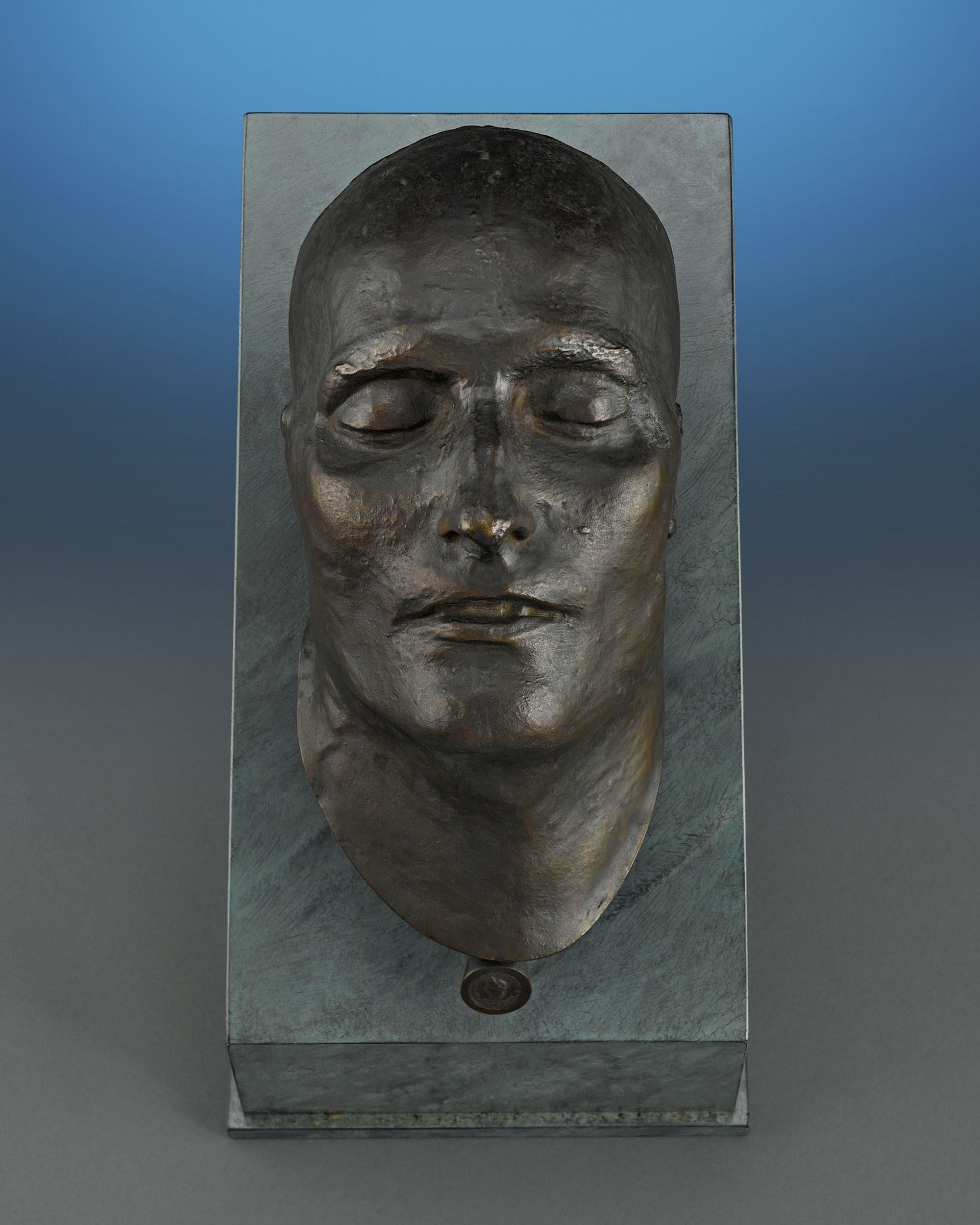
Máscara mortuária de bronze de Napoleão I, modelada em 1821

O médico pessoal de Napoleão, Barry O'Meara, alertou Londres que seu estado de saúde em declínio foi causado principalmente pelo tratamento severo. Napoleão ficou confinado por meses a fio em sua habitação úmida e miserável de Longwood.
Em fevereiro de 1821, a saúde de Napoleão começou a deteriorar-se rapidamente e ele se reconciliou com a Igreja Católica. Ele morreu em 5 de maio de 1821, após confissão, extrema-unção e viático na presença do padre Ange Vignali. Suas últimas palavras foram: France, l'armée, tête d'armée, Joséphine ("França, o exército, chefe do exército, Josefina").
A máscara mortuária original de Napoleão foi criada por volta de 6 de maio, embora não esteja claro qual médico a criou. Em seu testamento, ele pediu para ser enterrado nas margens do Sena, mas o governador britânico disse que ele deveria ser enterrado em Santa Helena, no vale dos salgueiros.
Em 1840, Luís Filipe I obteve permissão dos britânicos para devolver os restos mortais de Napoleão à França. Em 15 de dezembro de 1840, foi realizado um funeral de Estado. O carro funerário prosseguiu do Arco do Triunfo até os Campos Elísios, atravessou a Place de la Concorde até a Esplanade des Invalides e depois para a cúpula na capela de St. Jérôme, onde permaneceu até a tumba projetada por Louis Visconti.
Em 1861, os restos de Napoleão foram sepultados em um sarcófago de pedra de pórfiro na cripta sob a cúpula em Les Invalides.

#### Causa da morte

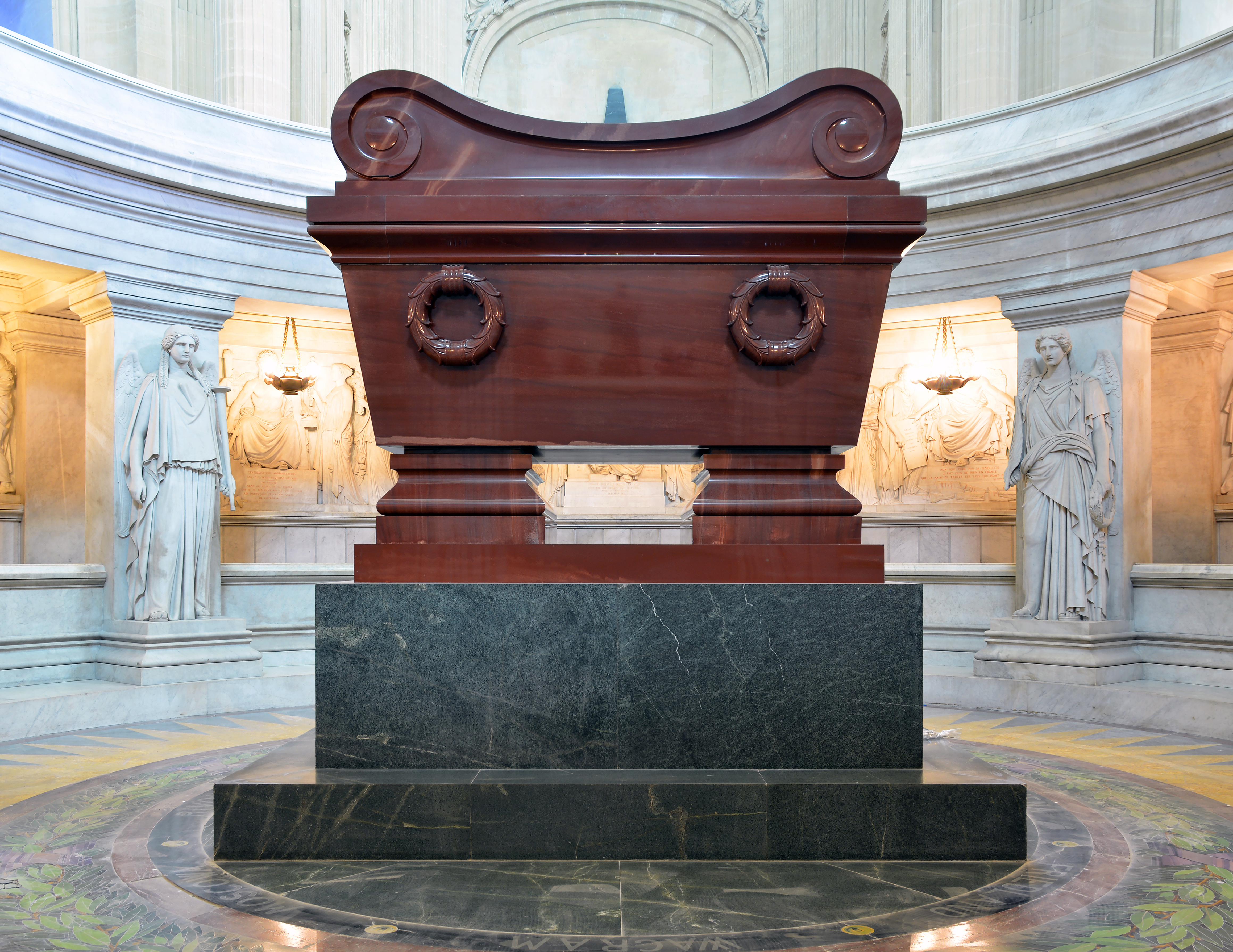
Túmulo de Napoleão em Les Invalides

A causa de sua morte foi debatida. O médico de Napoleão, François Carlo Antommarchi, liderou a autópsia, que descobriu que a causa da morte era câncer de estômago. Antommarchi não assinou o relatório oficial. O pai de Napoleão morrera de câncer no estômago, embora isso aparentemente fosse desconhecido na época da autópsia. Antommarchi encontrou evidências de uma úlcera no estômago; essa era a explicação mais conveniente para os britânicos, que queriam evitar críticas por causa de seus cuidados com Napoleão.

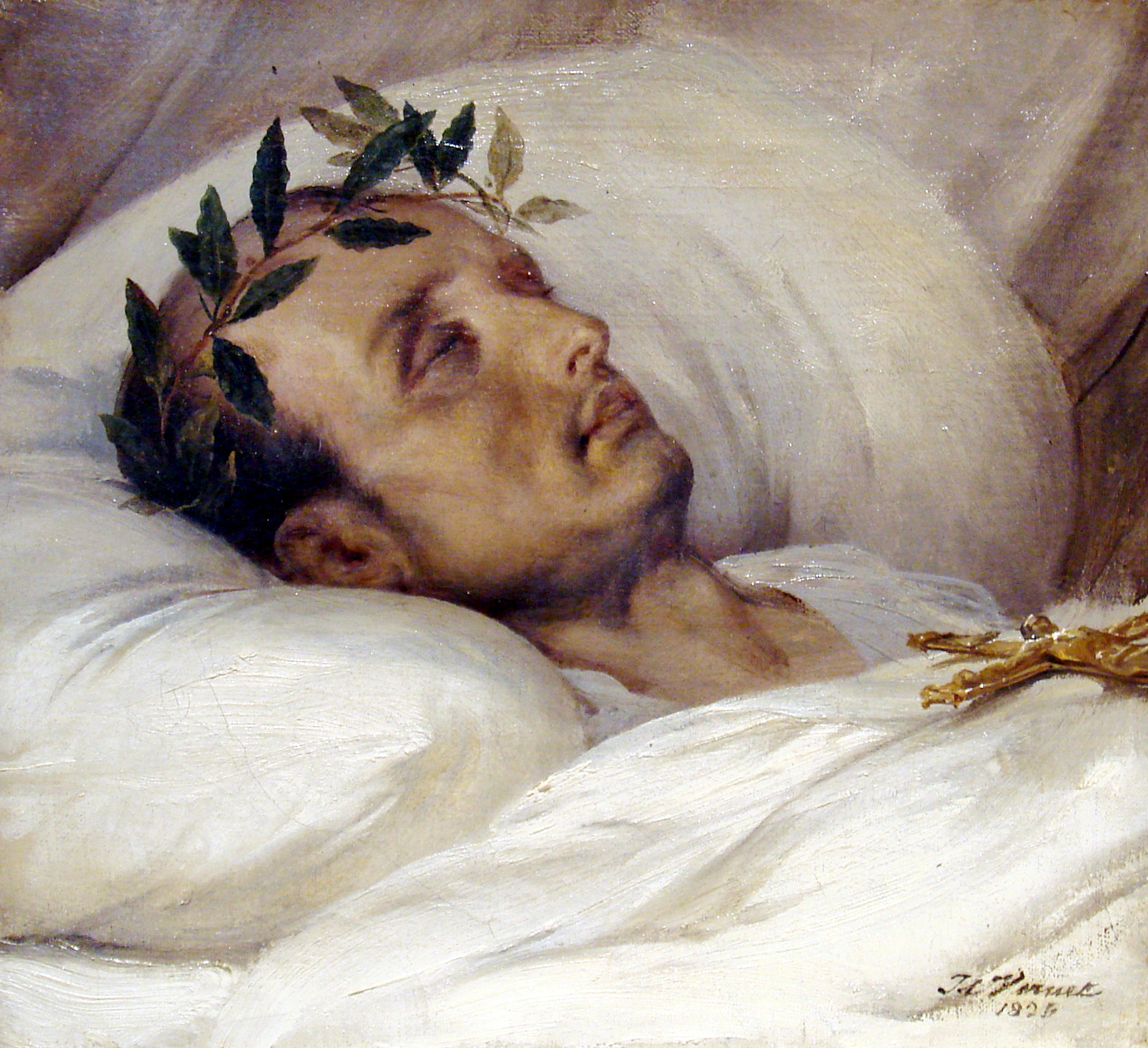
Napoleão em seu leito de morte, de Horace Vernet, 1826

Em 1955, foram publicados os diários do criado de Napoleão, Louis Marchand. Sua descrição de Napoleão nos meses anteriores à sua morte levou Sten Forshufvud em um artigo de 1961 na Nature a propor outras causas para sua morte, incluindo envenenamento deliberado por arsênico. O arsênico foi usado como veneno durante a época porque era indetectável quando administrado por um longo período. Além disso, em um livro de 1978 escrito com Ben Weider, Forshufvud observou que o corpo de Napoleão estava bem preservado quando foi movido em 1840. O arsênico é um forte conservante e, portanto, isso apoiou a hipótese de envenenamento. Forshufvud e Weider observaram que Napoleão havia tentado saciar a sede anormal bebendo grandes quantidades de xarope de orgeat que continha compostos de cianeto nas amêndoas usadas para dar sabor.
Eles sustentaram que o tartarato de potássio usado em seu tratamento impedia o estômago de expulsar esses compostos e que sua sede era um sintoma do veneno. A hipótese deles era que o calomel dado a Napoleão se tornasse uma overdose, o que o matou e deixou extensos danos nos tecidos. De acordo com um artigo de 2007, o tipo de arsênico encontrado nas hastes capilares de Napoleão era mineral, o mais tóxico e, segundo o toxicologista Patrick Kintz, isso confirmava a conclusão de que ele foi assassinado.
Existem estudos modernos que apoiaram a descoberta original da autópsia. Em um estudo de 2008, os pesquisadores analisaram amostras de cabelos de Napoleão ao longo de sua vida, bem como amostras de sua família e de outros contemporâneos. Todas as amostras apresentaram altos níveis de arsênico, aproximadamente 100 vezes maior que a média atual. Segundo esses pesquisadores, o corpo de Napoleão já estava fortemente contaminado com arsênico quando menino, e a alta concentração de arsênico em seus cabelos não foi causada por envenenamento intencional; as pessoas eram constantemente expostas ao arsênico pelas colas e corantes durante toda a vida. Estudos publicados em 2007 e 2008 descartaram evidências de envenenamento por arsênico e confirmaram evidências de úlcera péptica e câncer gástrico como causa da morte.

## Religião

Reorganização da geografia religiosa: a França é dividida em 59 dioceses e 10 províncias eclesiásticas

Napoleão foi batizado em Ajaccio em 21 de julho de 1771. Ele foi criado como católico, mas nunca desenvolveu muita fé.
Napoleão teve um casamento civil com Josefina de Beauharnais, sem cerimônia religiosa. Napoleão foi coroado imperador em 2 de dezembro de 1804 em Notre-Dame de Paris, em uma cerimônia presidida pelo papa Pio VII. Na véspera da cerimônia de coroação e por insistência do Papa Pio VII, foi celebrada uma cerimônia religiosa privada de Napoleão e Josefina. O cardeal Fesch realizou o casamento. Esse casamento foi anulado pelos tribunais sob controle de Napoleão em janeiro de 1810. Em 1 de abril de 1810, Napoleão casou-se com a princesa austríaca Maria Luísa em uma cerimônia católica. Napoleão foi excomungado pela Igreja Católica, mas depois se reconciliou com a Igreja antes de sua morte em 1821. Enquanto exilado em Santa Helena, ele é registrado por ter dito "Conheço homens; e digo que Jesus Cristo não é um homem".

### Concordata

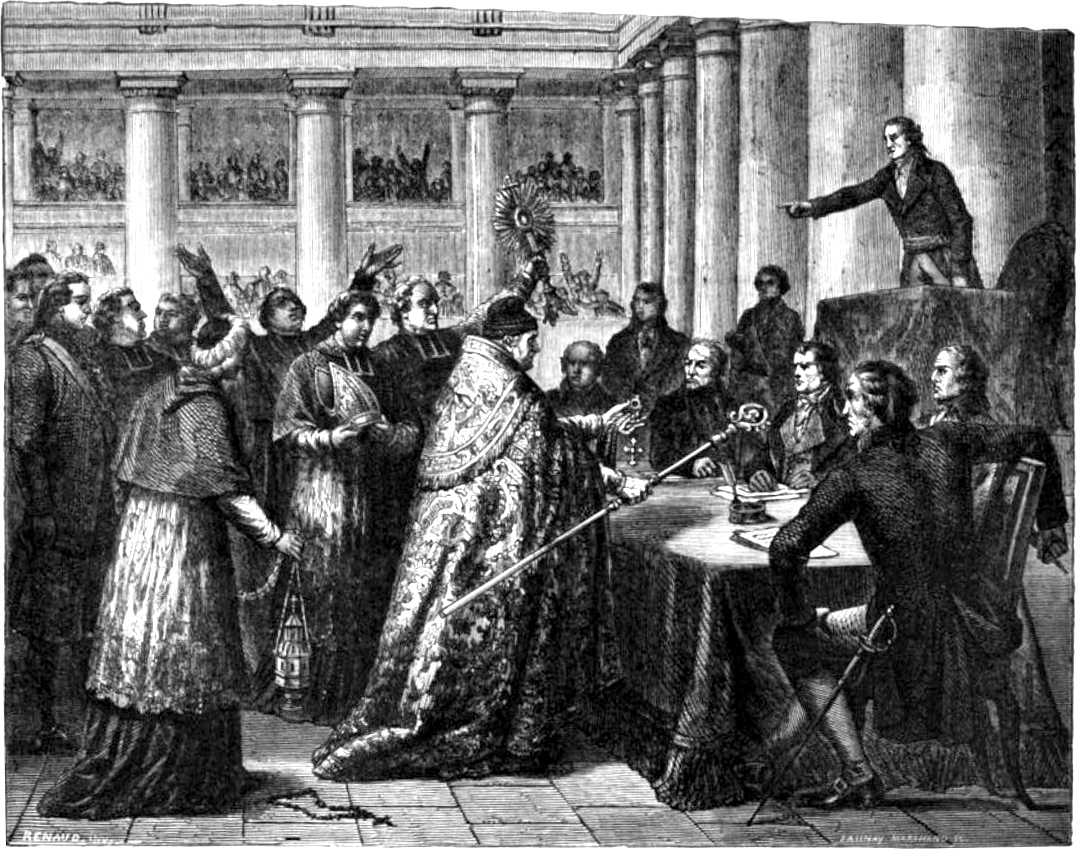
Líderes da Igreja Católica prestando juramento civil exigido pela Concordata

Buscando a reconciliação nacional entre revolucionários e católicos, a Concordata de 1801 foi assinada em 15 de julho de 1801 entre Napoleão e o Papa Pio VII. Solidificou a Igreja Católica Romana como a igreja majoritária da França e trouxe de volta a maior parte de seu status civil. A hostilidade dos católicos devotos contra o Estado já havia sido amplamente resolvida. A Concordata não restaurou as vastas terras e doações da igreja que haviam sido apreendidas durante a revolução e vendidas. Como parte da Concordata, Napoleão apresentou outro conjunto de leis chamado Artigos orgânicos.
Enquanto a Concordata devolveu muito poder ao papado, o equilíbrio das relações Igreja-Estado se inclinou firmemente a favor de Napoleão. Ele selecionou os bispos e supervisionou as finanças da igreja. Napoleão e o Papa acharam a Concordata útil. Acordos semelhantes foram feitos com a Igreja em territórios controlados por Napoleão, especialmente na Itália e na Alemanha. Agora, Napoleão poderia ganhar favores com os católicos, enquanto também controlava Roma em um sentido político. Napoleão disse em abril de 1801: "Os conquistadores hábeis não se envolveram com os padres. Ambos podem contê-los e usá-los". As crianças francesas receberam um catecismo que as ensinou a amar e respeitar Napoleão.

### Prisão do Papa Pio VII
Em 1809, sob as ordens de Napoleão, o papa Pio VII foi preso na Itália e em 1812 o pontífice prisioneiro foi transferido para a França, sendo mantido no palácio de Fontainebleau. Como a prisão foi feita de maneira clandestina, algumas fontes a descrevem como um sequestro. O papa só foi libertado em 1814 quando os aliados invadiram a França. Em janeiro de 1813, Napoleão forçou pessoalmente o papa a assinar uma humilhante "Concordata de Fontainebleau". O documento de 1813 foi posteriormente repudiado pelo pontífice.

### Emancipação religiosa
Napoleão emancipou judeus, bem como protestantes em países católicos e católicos em países protestantes, de leis que os restringiam a guetos, e ele expandiu seus direitos à propriedade, adoração e carreiras. Apesar da reação antissemita às políticas de Napoleão por parte de governos estrangeiros e dentro da França, ele acreditava que a emancipação beneficiaria os franceses atraindo judeus para o país, dadas as restrições que enfrentavam em outros lugares.
Em 1806, Napoleão reuniu uma assembleia de notáveis judeus para discutir doze questões que tratavam amplamente das relações entre judeus e cristãos, bem como outras questões relacionadas à capacidade judaica de se integrar à sociedade francesa. Mais tarde, depois que as perguntas foram respondidas de maneira satisfatória, de acordo com o Imperador, um "Grande Sinédrio" foi reunido para transformar as respostas em decisões que formariam a base do status futuro dos judeus na França e no resto do império que Napoleão estava construindo.
Ele declarou: "Jamais aceitarei propostas que obriguem o povo judeu a deixar a França, porque para mim os judeus são iguais a qualquer outro cidadão em nosso país. É preciso fraqueza para expulsá-los do país, mas é preciso força para assimilá-los". Ele era tão visto como favorável aos judeus que a Igreja Ortodoxa Russa o condenou formalmente como "Anticristo e o Inimigo de Deus".
Um ano após a reunião final do Sinédrio, em 17 de março de 1808, Napoleão colocou os judeus em liberdade condicional. Várias novas leis que restringiam a cidadania oferecida aos judeus 17 anos antes foram instituídas na época. No entanto, apesar da pressão dos líderes de várias comunidades cristãs de se absterem de conceder a emancipação dos judeus, no prazo de um ano após a emissão das novas restrições, elas foram novamente levantadas em resposta ao apelo dos judeus de toda a França.

## Personalidade

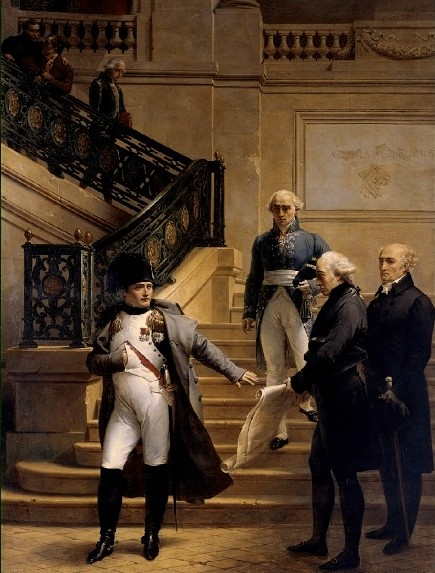
Napoleão visitando o Palais Royal para a abertura da 8ª sessão do Tribunal em 1807, de Merry-Joseph Blondel

Os historiadores enfatizam a força da ambição que levou Napoleão de uma vila obscura para comandar a maior parte da Europa. Estudos acadêmicos aprofundados sobre seu início de vida concluem que até os 2 anos de idade ele tinha uma "disposição gentil". Seu irmão mais velho, José, frequentemente recebia a atenção de sua mãe, o que tornava Napoleão mais assertivo e motivado pela aprovação. Durante seus primeiros anos de escolaridade, ele era severamente intimidado pelos colegas por sua identidade corsa e fluência na língua francesa. Para suportar o estresse, ele se tornou dominador, desenvolvendo um complexo de inferioridade.
George F. E. Rudé enfatiza sua "rara combinação de vontade, intelecto e vigor físico". Em situações individuais, ele normalmente exercia um efeito hipnótico nas pessoas, aparentemente inclinando os líderes mais fortes à sua vontade. Ele entendeu a tecnologia militar, mas não era um inovador nesse sentido. Ele foi um inovador no uso dos recursos financeiros, burocráticos e diplomáticos da França. Ele poderia ditar rapidamente uma série de comandos complexos para seus subordinados, tendo em mente onde as principais unidades deveriam estar em cada ponto futuro e, como um mestre do xadrez, "vendo" as melhores jogadas adiante.
Napoleão mantinha hábitos de trabalho rigorosos e eficientes, priorizando o que precisava ser feito. Ele trapaceou nas cartas, mas pagou as perdas; ele teve que vencer tudo o que tentou. Ele mantinha relés de funcionários e secretárias no trabalho. Ao contrário de muitos generais, Napoleão não examinou a história para perguntar o que Aníbal, Alexandre ou qualquer outra pessoa teriam feito em uma situação semelhante. Os críticos disseram que ele venceu muitas batalhas simplesmente por causa da sorte; Napoleão respondeu: "Dê-me generais da sorte", argumentando que a "sorte" chega aos líderes que reconhecem a oportunidade e a aproveitam. Dwyer afirma que as vitórias de Napoleão em Austerlitz e Jena em 1805–06 aumentaram seu senso de auto-grandiosidade, deixando-o ainda mais certo de seu destino e invencibilidade.
Em termos de influência nos eventos, foi mais do que a personalidade de Napoleão que entrou em vigor. Ele reorganizou a própria França para fornecer os homens e dinheiro necessários para as guerras. Ele inspirou seus homens — o Duque de Wellington disse que sua presença no campo de batalha valia 40 mil soldados, pois inspirava confiança dos soldados. Ele também enervou o inimigo. Na batalha de Auerstadt, em 1806, o rei Frederico Guilherme III da Prússia superou os franceses em 63 mil a 27 mil; no entanto, quando lhe disseram erroneamente que Napoleão estava no comando, ele ordenou uma retirada apressada que se transformou em uma derrota. A força de sua personalidade neutralizou as dificuldades materiais, enquanto seus soldados lutavam com a confiança de que com Napoleão no comando certamente venceria.

## Imagem
Napoleão se tornou um ícone cultural mundial que simboliza o gênio militar e o poder político. Martin van Creveld o descreveu como "o ser humano mais competente que já viveu". Desde sua morte, muitas cidades, ruas, navios e até personagens de desenhos animados foram nomeados em homenagem a ele. Ele foi retratado em centenas de filmes e discutido em centenas de milhares de livros e artigos.
Quando se conheceram pessoalmente, muitos de seus contemporâneos ficaram surpresos com sua aparência física aparentemente normal em contraste com seus feitos e reputação significativos, especialmente em sua juventude, quando ele era constantemente descrito como pequeno e magro. Joseph Farington, que observou Napoleão pessoalmente em 1802, comentou que "Samuel Rogers estava um pouco distante de mim e… parecia desapontado com o rosto [de Napoleão] e disse que era um pouco italiano". Farington disse que os olhos de Napoleão eram "mais claros e mais acinzentados do que eu esperava", que "sua pessoa está abaixo do tamanho médio" e que "seu aspecto geral era mais suave do que eu imaginava".

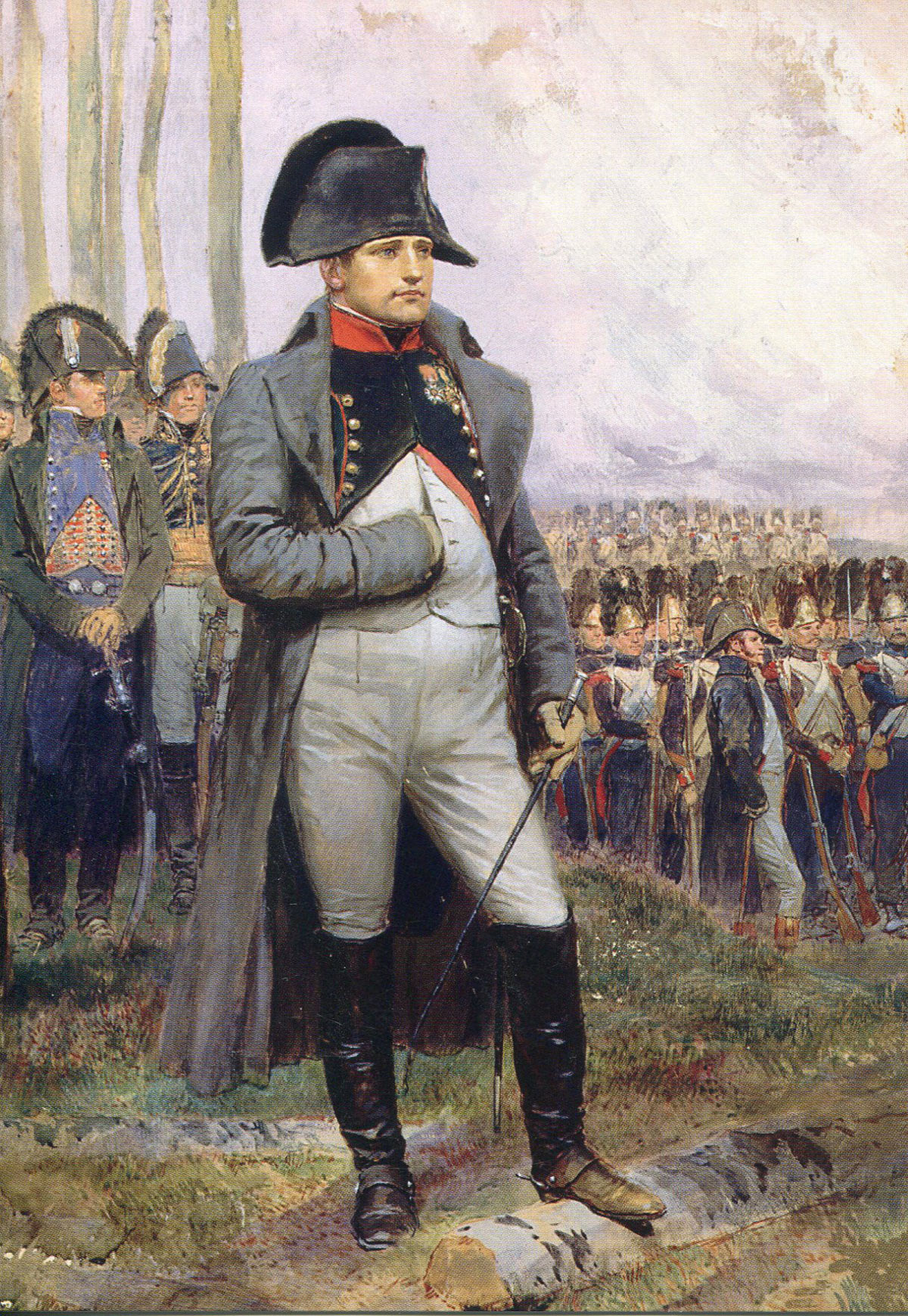
Napoleão é frequentemente representado em seu uniforme do regimento que costumava servir como sua escolta pessoal, com um grande bicorne e um gesto com a mão no colete

Um amigo pessoal de Napoleão disse que quando o conheceu em Brienne-le-Château na juventude, Napoleão era notável "pela cor escura de sua pele, por seu olhar penetrante e perscrutador, e pelo estilo de sua conversa"; ele também disse que Napoleão era pessoalmente um homem sério e sombrio: "sua conversa apresentava a aparência de mau humor e ele certamente não era muito amável". Johann Ludwig Wurstemberger, que acompanhou Napoleão no Campo Fornio em 1797 e na campanha suíça de 1798, observou que "Bonaparte era um tanto esguio e de aparência macilenta; seu rosto também era muito magro, com uma tez escura … seu cabelo preto caía uniformemente sobre os dois ombros", mas "sua aparência e expressão eram sinceras e poderosas".
Denis Davydov o conheceu pessoalmente e o considerou notavelmente médio na aparência: "Seu rosto era levemente moreno, com traços regulares. O nariz não era muito grande, mas reto, com uma ligeira curvatura quase imperceptível. O cabelo em sua cabeça era loiro-avermelhado escuro; suas sobrancelhas e cílios eram muito mais escuros que a cor de seus cabelos, e seus olhos azuis, destacados pelos cílios quase pretos, davam a ele uma expressão muito agradável… O homem que vi tinha baixa estatura, pouco mais de um metro e cinquenta, e bastante pesado, embora tivesse apenas 37 anos".
Durante as guerras napoleônicas, ele foi levado a sério pela imprensa britânica como um tirano perigoso, prestes a invadir. Napoleão foi ridicularizado nos jornais britânicos como um homem pequeno de temperamento baixo e foi apelidado de "Little Boney em um ataque forte". Uma canção de ninar advertia as crianças de que Bonaparte comia pessoas malcriadas, como o "bicho-papão". Com 1,57m, ele tinha a altura de um homem francês comum, mas era baixo para um aristocrata ou oficial (parte do motivo pelo qual ele foi designado para a artilharia, pois na época a infantaria e a cavalaria exigiam mais figuras de comando). É possível que ele fosse mais alto (1,70m) devido à diferença na medida francesa de polegadas.
Alguns historiadores acreditam que a razão do erro sobre seu tamanho na morte veio do uso de uma velha régua francesa obsoleta (um pé francês é igual a 33 cm, enquanto um pé inglês é igual a 30,47 cm). Napoleão era um defensor do sistema métrico e não tinha utilidade para os velhos critérios. É mais provável que ele tivesse 1,57 m, a altura em que ele foi medido em Santa Helena (uma ilha britânica), uma vez que provavelmente teria sido medido com uma régua inglesa em vez de uma régua do antigo regime francês.
Nos últimos anos, ele ganhou bastante peso e tinha uma tez considerada pálida, algo que os contemporâneos notaram. O romancista Paul de Kock, que o viu em 1811 na varanda das Tulherias, chamou Napoleão de "amarelo, obeso e inchado". Um capitão britânico que o conheceu em 1815 declarou: "Fiquei muito decepcionado, como acredito que todos os outros, em sua aparência. … Ele é gordo, e sim o que chamamos de barriga de pote, e embora sua perna seja bem modelada, é bastante desajeitada … Ele é muito pálido, com olhos cinza-claros e cabelos castanhos finos e com aparência oleosa, e, no geral, um sujeito muito desagradável e de aparência sacerdotal".
O personagem modelo de Napoleão é um "tirano mesquinho" comicamente baixo e isso se tornou um clichê na cultura popular. Ele é frequentemente retratado usando um grande chapéu bicorne com a mão no colete — uma referência à pintura produzida em 1812 por Jacques-Louis David. Em 1908, Alfred Adler, um psicólogo, citou Napoleão para descrever um complexo de inferioridade no qual pessoas baixas adotam um comportamento agressivo demais para compensar a falta de altura; isso inspirou o termo complexo de Napoleão.

## Reformas

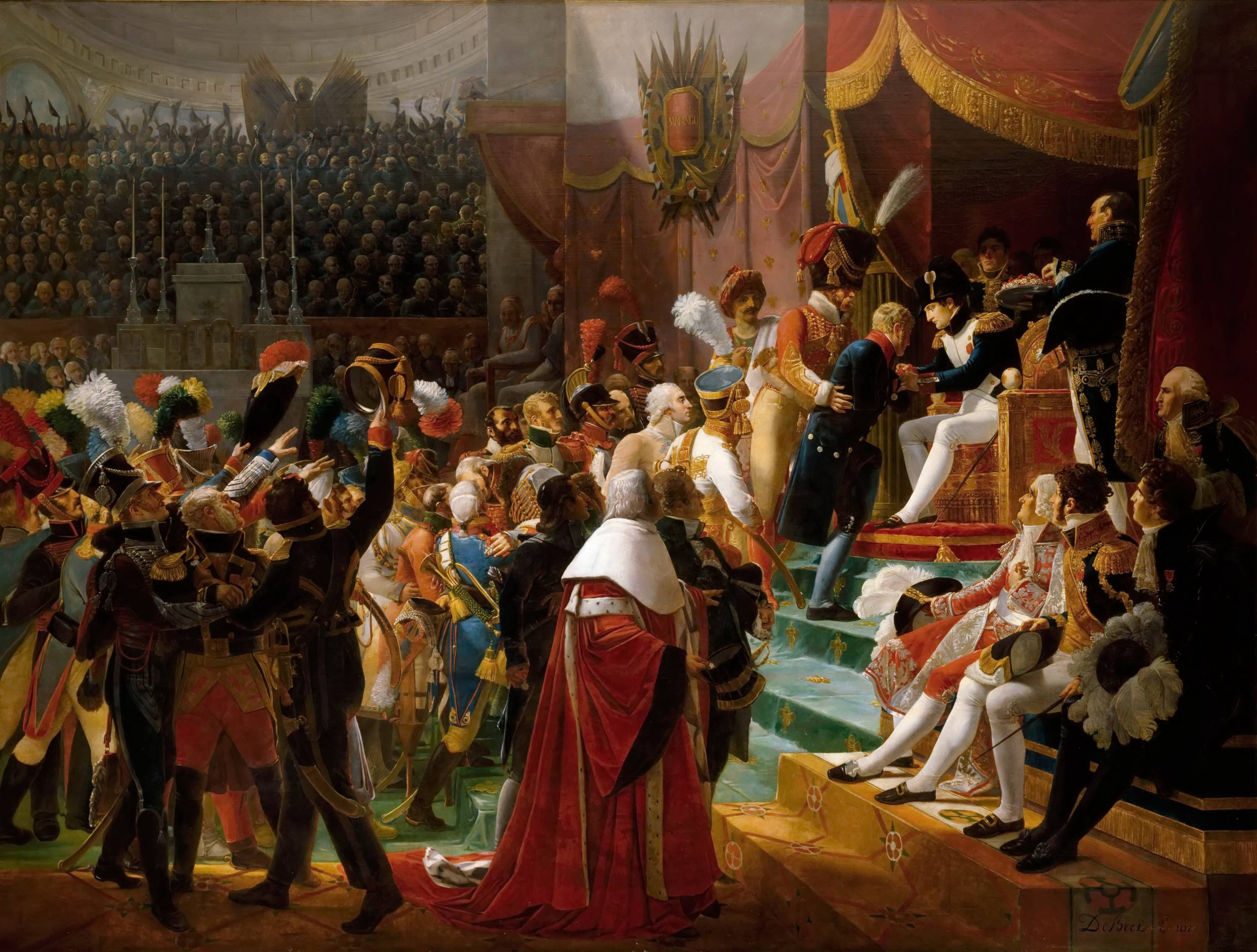
Primeira remessa da Légion d'Honneur, 15 de julho de 1804, em Saint-Louis des Invalides, de Jean-Baptiste Debret (1812)

Napoleão instituiu várias reformas, como ensino superior, código tributário, sistemas rodoviários e de esgoto, além de ter estabelecido o Banco da França, o primeiro banco central da história do país. Ele negociou a Concordata de 1801 com a Igreja Católica, que procurava reconciliar a população majoritariamente católica com seu regime. Foi apresentado ao lado dos Artigos Orgânicos, que regulavam o culto público na França. Ele dissolveu o Sacro Império Romano antes da Unificação Alemã no final do século XIX. A venda do território da Louisiana para os Estados Unidos dobrou o tamanho do território estadunidense.
Em maio de 1802, ele instituiu a Legião de Honra, um substituto para as antigas decorações realistas e Ordens de Cavalaria, para incentivar realizações civis e militares; o pedido ainda é a decoração mais alta da França.

### Código Napoleônico
O conjunto de leis civis de Napoleão, o Código Civil — agora conhecido como Código Napoleônico — foi preparado por comitês de especialistas jurídicos sob a supervisão de Jean Jacques Régis de Cambacérès, o Segundo Cônsul. Napoleão participou ativamente das sessões do Conselho de Estado que revisaram os projetos. O desenvolvimento do código foi uma mudança fundamental na natureza do sistema jurídico do direito civil, com ênfase no direito claramente escrito e acessível. Outros códigos ("códigos Les cinq") foram encomendados por Napoleão para codificar o direito penal e comercial; foi publicado um Código de Instrução Penal, que promulgava regras de devido processo legal.

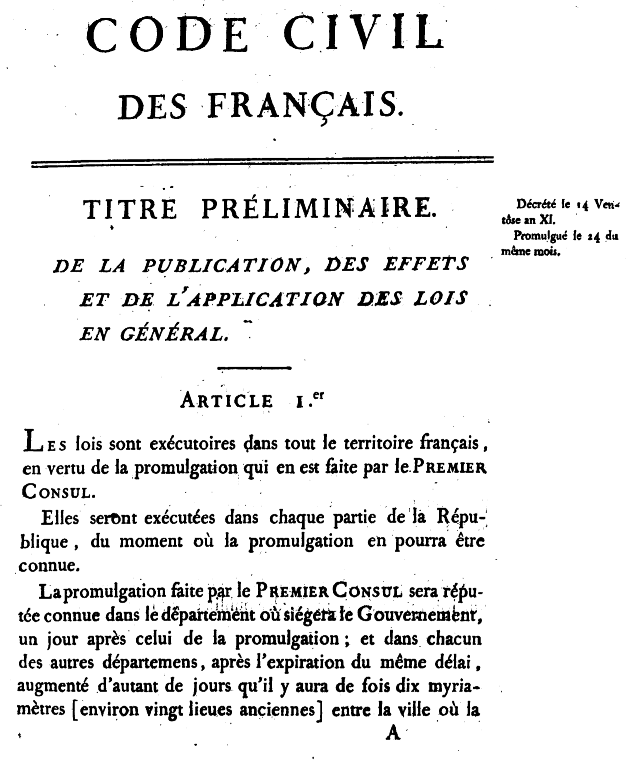
Primeira página da edição original de 1804 do Código Civil

O código napoleônico foi adotado em grande parte da Europa continental, embora apenas nas terras que ele conquistou, e permaneceu em vigor após a derrota de Napoleão. Napoleão disse: "Minha verdadeira glória é não ter vencido quarenta batalhas … Waterloo apagará a memória de tantas vitórias … Mas … o que viverá para sempre, é o meu Código Civil". O código influencia um quarto das jurisdições mundiais, como as da Europa Continental, das Américas e da África.
Dieter Langewiesche descreveu o código como um "projeto revolucionário" que estimulou o desenvolvimento da sociedade burguesa na Alemanha pela extensão do direito à propriedade própria e uma aceleração em direção ao fim do feudalismo. Napoleão reorganizou o que havia sido o Sacro Império Romano, composto por mais de mil entidades, em uma Confederação do Reno composta por quarenta estados, o que ajudou a promover a Confederação Alemã e a unificação da Alemanha em 1871.
O movimento em direção à unificação nacional na Itália foi similarmente precipitado pelo domínio napoleônico. Essas mudanças contribuíram para o desenvolvimento do nacionalismo e do Estado-nação.

Napoleão implementou uma ampla gama de reformas liberais na França e na Europa Continental, especialmente na Itália e na Alemanha, conforme resumido pelo historiador britânico Andrew Roberts:
As ideias que sustentam nosso mundo moderno - meritocracia, igualdade perante a lei, direitos de propriedade, tolerância religiosa, educação secular moderna, finanças sólidas e assim por diante - foram defendidas, consolidadas, codificadas e geograficamente estendidas por Napoleão. A elas acrescentou uma administração local racional e eficiente, o fim do banditismo rural, o incentivo à ciência e às artes, a abolição do feudalismo e a maior codificação de leis desde a queda do Império Romano. 
Napoleão derrubou diretamente restos de feudalismo em grande parte da Europa continental ocidental. Ele liberalizou as leis de propriedade, acabou com as dívidas de senhorio, aboliu a guilda de comerciantes e artesãos para facilitar o empreendedorismo, legalizou o divórcio, fechou os guetos judeus e fez os judeus serem iguais a todos os outros. A Inquisição terminou como o Sacro Império Romano. O poder dos tribunais da igreja e da autoridade religiosa foi fortemente reduzido e a Igualdade perante a lei foi proclamada para todos os homens.

### Guerra

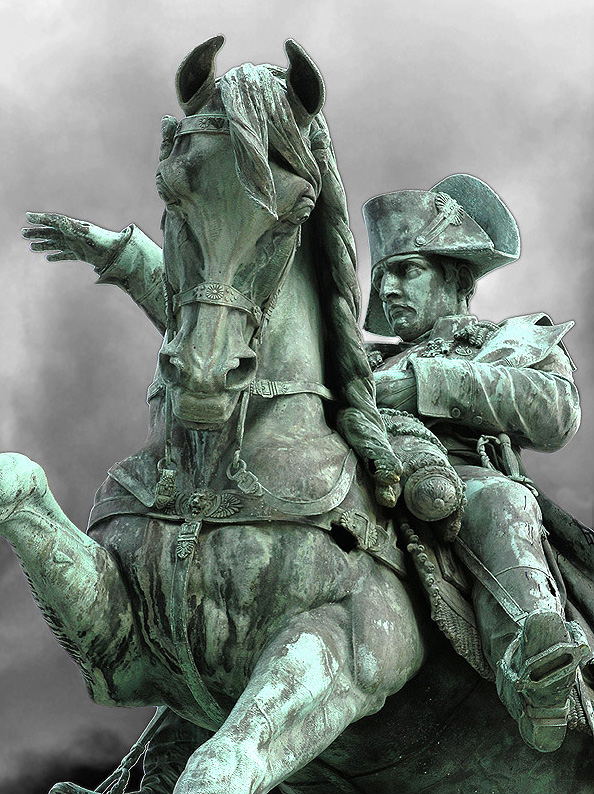
Estátua em Cherbourg-Octeville apresentada por Napoleão III em 1858. Napoleão I fortaleceu as defesas da cidade para impedir incursões navais britânicas

No campo da organização militar, Napoleão tomou emprestado de teóricos anteriores, como Jacques Antoine Hippolyte, conde de Guibert, e das reformas dos governos franceses anteriores, e depois desenvolveu muito do que já estava em vigor. Ele continuou a política, que surgiu da Revolução, de promoção baseada principalmente no mérito.
O corpo do exército substituiu as divisões como as maiores unidades do exército, a artilharia móvel foi integrada às baterias de reserva, o sistema de pessoal ficou mais fluido e a cavalaria retornou como uma importante formação na doutrina militar francesa. Estes métodos são agora referidos como características essenciais da guerra napoleônica. Embora ele tenha consolidado a prática do recrutamento moderno introduzido pelo Diretório, um dos primeiros atos da monarquia restaurada foi finalizá-lo.
Seus oponentes aprenderam com as inovações de Napoleão. A crescente importância da artilharia após 1807 surgiu da criação de uma força de artilharia altamente móvel, do crescimento do número de artilharia e de mudanças nas práticas de artilharia. Como resultado desses fatores, Napoleão, em vez de contar com a infantaria para desgastar as defesas do inimigo, agora podia usar artilharia de massa como ponta de lança para furar uma quebra na linha do inimigo que era então explorada pelo apoio à infantaria e à cavalaria. McConachy rejeita a teoria alternativa de que a crescente dependência da artilharia pelo exército francês, iniciada em 1807, foi consequência do declínio da qualidade da infantaria francesa e, posteriormente, da inferioridade da França em número de cavaleiros. Armas e outros tipos de tecnologia militar permaneceram estáticas nas eras revolucionária e napoleônica, mas a mobilidade operacional do século XVIII passou por mudanças.
A maior influência de Napoleão estava na condução da guerra. Antoine-Henri Jomini explicou os métodos de Napoleão em um livro amplamente usado que influenciou todos os exércitos europeus e americanos. Napoleão foi considerado pelo influente teórico militar Carl von Clausewitz como um gênio na arte operacional da guerra e os historiadores o classificam como um grande comandante militar. Quando perguntado sobre quem era o maior general do dia, Wellington respondeu: "Nesta era, nas eras passadas, em qualquer era, Napoleão".
Sob Napoleão, uma nova ênfase para a destruição, e não apenas a manobra de exércitos inimigos emergiu. Invasões do território inimigo passaram a ocorrer em frentes mais amplas, o que tornou as guerras mais caras e mais decisivas. O efeito político da guerra aumentou; derrotar uma potência europeia significava mais do que a perda de enclaves isolados. As pazes quase cartaginesas entrelaçaram esforços nacionais inteiros, intensificando o fenômeno revolucionário da guerra total.

### Sistema métrico
A introdução oficial do sistema métrico em setembro de 1799 foi impopular em grandes seções da sociedade francesa. O governo de Napoleão ajudou muito a adoção do novo padrão não apenas em toda a França, mas também em toda a esfera de influência francesa. Napoleão deu um passo retrógrado em 1812, quando aprovou uma legislação para introduzir as mesures usuelles (unidades tradicionais de medida) para o comércio varejista, um sistema de medida que lembrava as unidades pré-revolucionárias, mas era baseado no quilograma e no metro; por exemplo, o livre metrique (libra métrica) era de 500 g, em contraste com o valor do livre du roi (libra do rei), 489,5 g. Outras unidades de medida foram arredondadas de maneira semelhante antes da introdução definitiva do sistema métrico em partes da Europa em meados do século XIX.

### Educação
As reformas educacionais de Napoleão lançaram as bases de um moderno sistema educacional na França e em grande parte da Europa. Napoleão sintetizou os melhores elementos acadêmicos do Antigo Regime, O Iluminismo e a Revolução, com o objetivo de estabelecer uma sociedade estável, bem-educada e próspera. Ele fez do francês a única língua oficial. Ele deixou o ensino fundamental nas mãos de ordens religiosas, mas ofereceu apoio público ao ensino médio. Napoleão fundou várias escolas secundárias estaduais (liceus) destinadas a produzir uma educação padronizada e uniforme em toda a França.
A todos os alunos passaram a ser ensinadas as ciências, juntamente com as línguas modernas e clássicas. Ao contrário do sistema durante o Antigo Regime, os tópicos religiosos não dominavam o currículo, embora estivessem presentes com os professores do clero. Napoleão esperava usar a religião para produzir estabilidade social. Ele deu atenção especial aos centros avançados, como a École Polytechnique, que forneciam tanto conhecimentos militares quanto pesquisas de ponta em ciência. Napoleão fez alguns dos primeiros esforços para estabelecer um sistema de educação secular e pública. O sistema apresentava bolsas de estudos e disciplina rigorosa, com o resultado sendo um sistema educacional francês que superou seus colegas europeus, muitos dos quais emprestaram elementos do sistema francês.

## Memória e avaliação

### Críticas

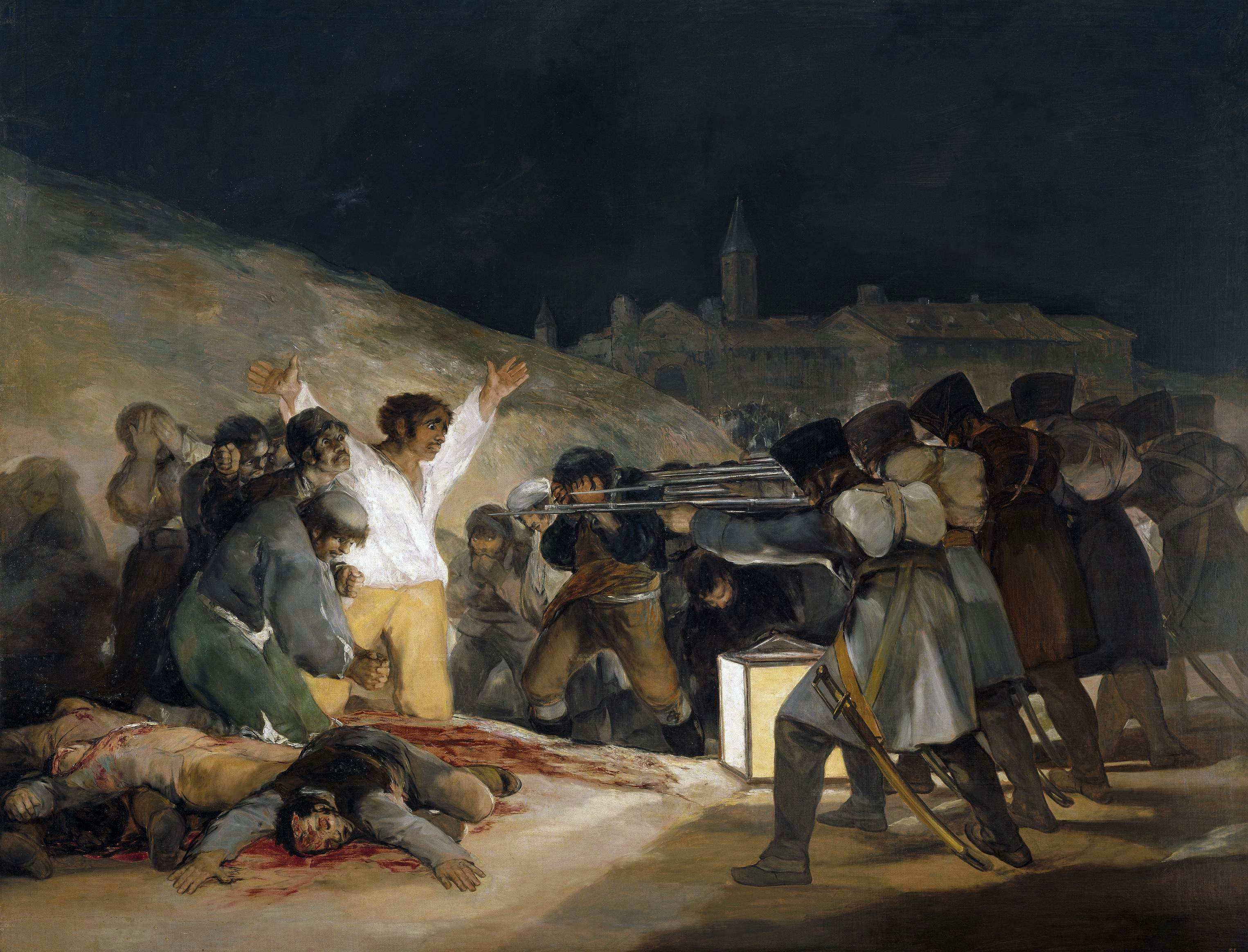
Terceiro de maio de 1808, de Francisco Goya, mostrando resistentes espanhóis sendo executados por tropas francesas

No campo político, os historiadores debatem se Napoleão era "um déspota iluminado que lançou as bases da Europa moderna" ou "um megalomaníaco que causou mais miséria do que qualquer homem antes da chegada de Hitler". Muitos historiadores concluíram que ele tinha ambições grandiosas de política externa. As potências continentais, em 1808, estavam dispostas a conceder a ele quase todos os seus ganhos e títulos, mas alguns estudiosos afirmam que ele era excessivamente agressivo e pressionou demais, até que seu império entrou em colapso.
Napoleão acabou com a ilegalidade e a desordem na França pós-revolucionária. No entanto, foi considerado um tirano e usurpador por seus oponentes. Seus críticos apontam que ele não estava preocupado quando era confrontado com a perspectiva de guerra e morte para milhares de pessoas, transformou sua busca por um domínio indiscutível em uma série de conflitos por toda a Europa e ignorou tratados e convenções internacionais. Seu papel na Revolução Haitiana e sua decisão de restabelecer a escravidão nas colônias francesas no exterior são controversos e afetam sua reputação.
Napoleão institucionalizou a pilhagem de territórios conquistados: os museus franceses contêm arte roubada pelas forças de Napoleão de toda a Europa. Os artefatos foram levados ao Museu do Louvre para um grande museu central; seu exemplo mais tarde serviria de inspiração para imitadores mais notórios. Ele foi comparado a Adolf Hitler pelo historiador Pieter Geyl em 1947 e Claude Ribbe em 2005. David G. Chandler, historiador da guerra napoleônica, escreveu em 1973 que: "Nada poderia ser mais degradante para o antigo [Napoleão] e mais lisonjeiro para o último [Hitler]. A comparação é odiosa. No geral, Napoleão foi inspirado por um sonho nobre, totalmente diferente do de Hitler…. Napoleão deixou grandes e duradouros testemunhos de sua genialidade — em códigos de direito e identidades nacionais que sobrevivem até os dias atuais. Adolf Hitler não deixou nada além de destruição".
Os críticos argumentam que o verdadeiro legado de Napoleão deve refletir a perda de status para a França e as mortes desnecessárias trazidas por seu governo: o historiador Victor Davis Hanson escreve: "Afinal, o registro militar é inquestionável — 17 anos de guerras, talvez seis milhões de europeus mortos, a França falida, suas colônias no exterior perdidas". McLynn afirma que "ele pode ser visto como o homem que retraiu a vida econômica europeia por uma geração pelo impacto deslocado de suas guerras". Vincent Cronin responde que essas críticas se baseiam na premissa falha de que Napoleão foi responsável pelas guerras que levam seu nome, quando na verdade a França foi vítima de uma série de coalizões que visavam destruir os ideais da Revolução.
O historiador militar britânico Correlli Barnett o chama de "um desajuste social" que explorou a França por seus objetivos pessoais megalomaníacos. Ele diz que a reputação de Napoleão é exagerada. O estudioso francês Jean Tulard fez um relato influente de sua imagem como salvador. Louis Bergeron elogiou as inúmeras mudanças que ele fez na sociedade francesa, especialmente em relação à lei e à educação. Seu maior fracasso foi a invasão russa. Muitos historiadores culparam o mau planejamento de Napoleão, mas os estudiosos russos enfatizam a resposta russa, observando que o notório inverno foi duro para os defensores.
A grande e crescente historiografia em francês, inglês, russo, espanhol e outras línguas foi resumida e avaliada por numerosos estudiosos.

### Propaganda e memória
O uso da propaganda por Napoleão contribuiu para sua ascensão ao poder, legitimou seu regime e estabeleceu sua imagem para a posteridade. A censura rigorosa, que controlava a imprensa, os livros, o teatro e a arte, fazia parte de seu esquema de propaganda, cujo objetivo era retratá-lo como aquele que, desesperadamente, traz paz e estabilidade à França. A retórica propagandística mudou em relação aos eventos e à atmosfera do reinado de Napoleão, concentrando-se primeiro em seu papel como general no exército e na identificação como soldado, passando para seu papel de imperador e líder civil. Visando especificamente seu público civil, Napoleão promoveu um relacionamento com a comunidade artística contemporânea, assumindo um papel ativo no comissionamento e no controle de diferentes formas de produção artística, de acordo com seus objetivos de propaganda. Na Inglaterra, Rússia e em toda a Europa — embora não na França — Napoleão era um tópico popular de caricatura.
Hazareesingh (2004) explora como a imagem e a memória de Napoleão são melhor compreendidas. Elas desempenharam um papel fundamental no desafio político coletivo da monarquia de restauração de Bourbon em 1815-1830. Pessoas de diferentes esferas da vida e áreas da França, particularmente veteranos napoleônicos, se baseavam no legado napoleônico e em suas conexões com os ideais da revolução de 1789.
Boatos generalizados sobre o seu retorno de Santa Helena e Napoleão como uma inspiração para o patriotismo, liberdades individuais e coletivas e mobilização política se manifestaram em materiais sediciosos, exibindo as cores tricolor e rosetas. Havia também atividades subversivas comemorando aniversários da vida de Napoleão e interrompendo as celebrações reais — elas demonstravam o objetivo predominante e bem-sucedido dos diversos apoiadores de Napoleão de desestabilizar constantemente o regime Bourbon.
Datta (2005) mostra que, após o colapso do Boulangismo militarista no final da década de 1880, a lenda napoleônica foi divorciada da política partidária e revivida na cultura popular. Concentrando-se em duas peças e dois romances do período — Madame Sans-Gêne, de Victorien Sardou (1893), Les Déracinés (1897), de Maurice Barrès, L'Aiglon (1900), de Edmond Rostand, e Napoléonette (1913), de André de Lorde e Gyp — Datta examina como os escritores e críticos da Belle Époque exploraram a lenda napoleônica para diversos fins políticos e culturais.
Reduzido a um personagem menor, o novo Napoleão ficcional tornou-se não mais como uma figura histórica mundial, mas íntima, modelada pelas necessidades dos indivíduos e consumida como entretenimento popular. Em suas tentativas de representar o imperador como uma figura da unidade nacional, os defensores e detratores da Terceira República usaram a lenda como um veículo para explorar ansiedades sobre gênero e temores sobre os processos de democratização que acompanharam essa nova era da política e cultura de massa.
Congressos Napoleônicos Internacionais acontecem regularmente, com a participação de membros das forças armadas francesas e estadunidenses, políticos e estudiosos franceses de diferentes países. Em janeiro de 2012, o prefeito de Montereau-Fault-Yonne, perto de Paris — local de uma vitória tardia de Napoleão — propôs o desenvolvimento do Bivouac, um parque temático comemorativo sobre Napoleão a um custo projetado de 200 milhões de euros.

### Influência de longo prazo fora da França

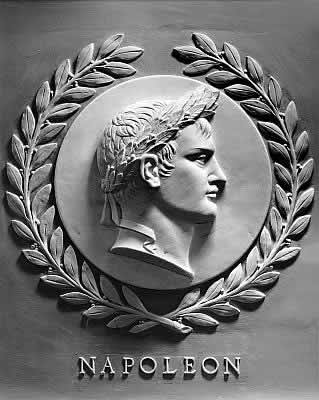
Baixo-relevo de Napoleão I na câmara da Câmara dos Deputados dos Estados Unidos

Napoleão foi responsável por espalhar os valores da Revolução Francesa para outros países, especialmente na reforma legal e na abolição da servidão.
Após a queda de Napoleão, o Código Napoleônico não apenas foi retido por países conquistados, incluindo Holanda, Bélgica, partes da Itália e Alemanha, mas também foi usado como base de certas partes da lei fora da Europa, incluindo a República Dominicana, o estado dos EUA da Louisiana e a província canadense de Quebec. A memória de Napoleão na Polônia é favorável, por seu apoio à independência e oposição à Rússia, seu código legal, a abolição da servidão e a introdução de burocracias modernas da classe média.
Napoleão poderia ser considerado um dos fundadores da Alemanha moderna. Depois de dissolver o Sacro Império Romano, ele reduziu o número de Estados alemães de 300 para menos de 50 antes da Unificação Alemã. Um subproduto da ocupação francesa foi um forte desenvolvimento no nacionalismo alemão. Napoleão também ajudou significativamente os Estados Unidos quando concordou em vender o território da Louisiana por 15 milhões de dólares durante a presidência de Thomas Jefferson. Esse território quase dobrou o tamanho dos Estados Unidos, adicionando o equivalente a 13 estados à União.

## Casamentos e filhos
Napoleão casou-se com Josefina de Beauharnais em 1796, quando tinha 26 anos; ela era uma viúva de 32 anos cujo primeiro marido havia sido executado durante a Revolução. Cinco dias após a morte do primeiro marido de Josefina, foi executado o iniciador do Reinado do Terror, Maximilien de Robespierre, e, com a ajuda de amigos de alto escalão, Josefina foi libertada. Até conhecer Bonaparte, ela era conhecida como "Rose", um nome que ele não gostava. Ele a chamou de "Josefina" e ela passou por esse nome desde então. Bonaparte costumava enviar suas cartas de amor durante suas campanhas. Ele adotou formalmente o filho Eugênio e a prima em segundo grau (via casamento) Estefânia e arranjou casamentos dinásticos para eles. Josefina mandou a filha Hortênsia casar-se com o irmão de Napoleão, Luís.

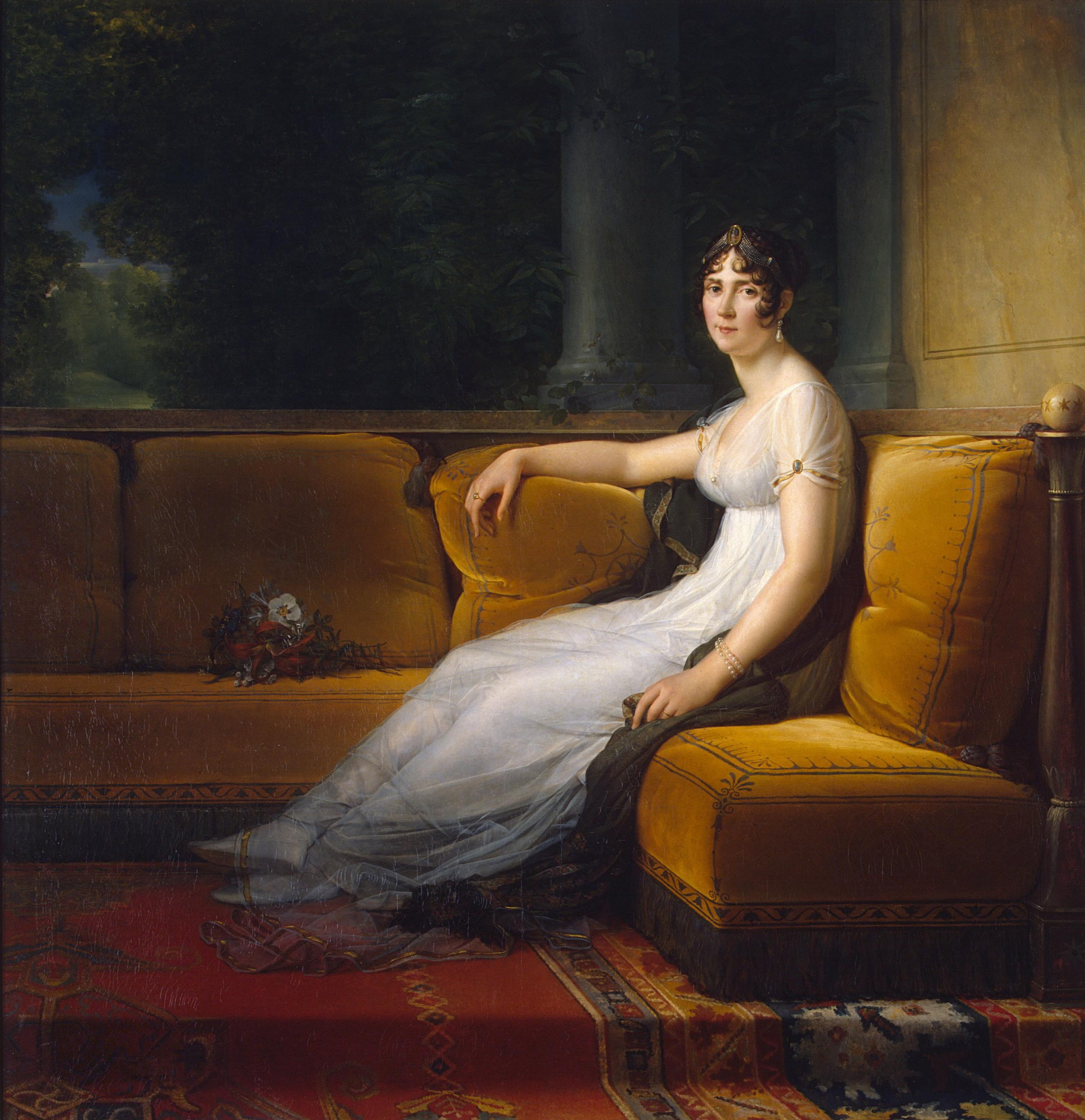
Josefina de Beauharnais
Por François Gérard, Museu do Hermitage

Josefina teve amantes, como a tenente Hippolyte Charles, durante a campanha italiana de Napoleão. Napoleão aprendeu desse caso e uma carta que ele escreveu sobre isso foi interceptada pelos britânicos e publicada amplamente, para constrangê-lo. Napoleão também tinha seus próprios assuntos: durante a campanha egípcia, ele tomou Pauline Bellisle Fourès, esposa de um oficial subalterno, como amante. Ela ficou conhecida como "Cleópatra".
Enquanto as amantes de Napoleão tiveram filhos dele, Josefina não produziu um herdeiro, possivelmente por causa do estresse de sua prisão durante o Reino do Terror ou de um aborto que ela possa ter tido nos seus vinte anos. Napoleão escolheu o divórcio para se casar novamente em busca de um herdeiro. Apesar de seu divórcio com Josefina, Napoleão mostrou dedicação a ela pelo resto da vida. Quando ouviu a notícia da morte dela no exílio em Elba, ele se trancou em seu quarto e não saiu por dois dias inteiros.
Em 11 de março de 1810, por procuração, casou-se com Maria Luísa, arquiduquesa de Áustria, 19 anos, e uma sobrinha de Maria Antonieta. Assim, ele se casou com uma família real e imperial alemã. Luísa ficou menos do que satisfeita com o acordo, pelo menos a princípio, afirmando: "Só ver o homem seria a pior forma de tortura". Sua tia-avó fora executada na França, enquanto Napoleão travara inúmeras campanhas contra a Áustria durante toda a carreira militar. No entanto, ela pareceu amolecer com o tempo. Depois do casamento, ela escreveu ao pai: "Ele me ama muito. Eu respondo ao seu amor sinceramente. Há algo muito atraente e ansioso sobre ele que é impossível resistir".
Napoleão e Maria Luísa permaneceram casados até a morte dele, embora ela não tenha se juntado a ele no exílio em Elba e depois nunca mais tenha visto o marido. O casal teve um filho, Napoleão Francisco Carlos José (1811-1832), conhecido desde o nascimento como o rei de Roma. Ele se tornou Napoleão II em 1814 e reinou por apenas duas semanas. Ele recebeu o título de Duque de Reichstadt em 1818 e morreu de tuberculose aos 21 anos, sem filhos.
Napoleão reconheceu um filho ilegítimo: Charles Léon (1806-1881), de Eléonore Denuelle de La Plaigne. Alexandre Colonna-Walewski (1810–1868), filho de sua amante Maria Walewska, embora reconhecido pelo marido de Walewska, também era conhecido por ser filho dele, e o DNA de um descendente direto masculino foi usado para ajudar a confirmar Y-haplótipo cromossômico de Napoleão. Ele também pode ter tido filhos ilegítimos ainda não reconhecidos, como Eugen Megerle von Mühlfeld, de Emilie Victoria Kraus.

### Estudos biográficos
- Abbott, John (2005). Life of Napoleon Bonaparte. [S.l.]: Kessinger Publishing. ISBN 978-1-4179-7063-6
- Bell, David A. (2015). Napoleon: A Concise Biography. Oxford and New York: Oxford University Press. ISBN 978-0-19-026271-6  only 140pp; by a scholar
- Blaufarb, Rafe (2007). Napoleon: Symbol for an Age, A Brief History with Documents. [S.l.]: Bedford. ISBN 978-0-312-43110-5
- Chandler, David (2002). Napoleon. [S.l.]: Leo Cooper. ISBN 978-0-85052-750-6
- Cronin, Vincent (1994). Napoleon. [S.l.]: HarperCollins. ISBN 978-0-00-637521-0
- Dwyer, Philip (2008). Napoleon: The Path to Power. [S.l.]: Yale University Press. ASIN B00280LN5G
- Dwyer, Philip (2013). Citizen Emperor: Napoleon in Power. [S.l.]: Yale University Press. ASIN B00GGSG3W4
- Englund, Steven (2004). Napoleon: A Political Life. [S.l.]: Scribner. ISBN 978-0-674-01803-7
- Johnson, Paul (2002). Napoleon: A life. [S.l.]: Penguin Books. ISBN 978-0-670-03078-1; 200 pp.; quite hostile
- Lefebvre, Georges (1969a). Napoleon from 18 Brumaire to Tilsit, 1799–1807. [S.l.]: Columbia University Press
- Lefebvre, Georges (1969b). Napoleon: from Tilsit to Waterloo, 1807–1815. [S.l.]: Columbia University Press
- Lyons, Martyn (1994). Napoleon Bonaparte and the Legacy of the French Revolution. [S.l.]: St. Martin's Press
- Markham, Felix (1963). Napoleon. [S.l.]: Mentor; 303 pp.; short biography by an Oxford scholar online
- McLynn, Frank (1998). Napoleon. [S.l.]: Pimlico. ISBN 978-0-7126-6247-5. ASIN 0712662472
- Roberts, Andrew (2014). Napoleon: A Life. [S.l.]: Penguin Group. ISBN 978-0-670-02532-9
- Thompson, J.M. (1951). Napoleon Bonaparte: His Rise and Fall. [S.l.]: Oxford U.P., 412 pp.